# Trung Quốc
Trung Quốc (giản thể: 中国; phồn thể: 中國; bính âm: Zhōngguó), quốc hiệu là Cộng hòa Nhân dân Trung Hoa (giản thể: 中华人民共和国; phồn thể: 中華人民共和國; Hán-Việt: Trung Hoa Nhân dân Cộng hòa Quốc; bính âm: Zhōnghuá Rénmín Gònghéguó), là một quốc gia nằm ở khu vực Đông Á và là một trong hai quốc gia tỷ dân (cùng với Ấn Độ). Trung Quốc là quốc gia đơn đảng do Đảng Cộng sản nắm quyền, chính phủ trung ương đặt tại thủ đô Bắc Kinh. Chính phủ Trung Quốc thi hành quyền tài phán tại 22 tỉnh, 5 khu tự trị, 4 đô thị trực thuộc và 2 đặc khu hành chính là Hồng Kông và Ma Cao. Trung Quốc cũng tuyên bố chủ quyền đối với tất các vùng lãnh thổ nằm dưới sự quản lý của Trung Hoa Dân Quốc, tuyên bố đây là tỉnh thứ 23 dù không kiểm soát trên thực tế, chính sách này dẫn đến vị thế địa - chính trị Đài Loan. Với 9.596.961 km², Trung Quốc có diện tích lục địa lớn thứ 4 trên thế giới và là quốc gia có tổng diện tích lớn thứ 3 hoặc 4 tùy theo phương pháp đo lường.
Lịch sử Trung Quốc bắt nguồn từ lưu vực sông Hoàng Hà (bình nguyên Hoa Bắc) và Trường Giang (đồng bằng Trường Giang). Với hơn 5.000 năm, nền văn minh Trung Hoa phát triển mạnh, đặc trưng bởi hệ thống tư tưởng - triết học (Nho giáo, Đạo giáo, Âm dương, ngũ hành,...) có ảnh hưởng lớn với các quốc gia láng giềng, các thành tựu khoa học kỹ thuật (phát minh ra giấy, la bàn, thuốc súng, địa chấn kế, kỹ thuật in ấn,...), hoạt động giao thương xuyên châu Á (con đường tơ lụa) và những đô thị có quy mô dân số và trình độ kiến trúc hàng đầu thế giới vào thời trung cổ. Với hơn 5.000 năm lịch sử, Trung Quốc là một trong 4 nền văn minh cổ đại lớn của thế giới (cùng với Lưỡng Hà, Ai Cập và Ấn Độ) và là nền văn minh duy nhất trong số đó còn tồn tại nguyên vẹn cho đến ngày nay.
Hệ thống chính trị của Trung Quốc thời kỳ phong kiến dựa trên các triều đại quân chủ chuyên chế kế tập, khởi đầu là nhà Hạ khoảng năm 2100 TCN. Sang đến thời cận đại, nhà Thanh - triều đại phong kiến cuối cùng suy yếu, quốc gia này bị các nước đế quốc xâu xé sau chiến tranh Nha phiến và trở thành một vùng lãnh thổ bán thuộc địa trong vòng 100 năm. Trung Hoa Dân Quốc lật đổ nhà Thanh vào năm 1912 sau Cách mạng Tân Hợi và nắm quyền tại Trung Quốc đại lục cho đến năm 1949. Sau khi Đế quốc Nhật Bản bại trận và đầu hàng Đồng Minh trong chiến tranh thế giới thứ hai, Trung Quốc quay trở lại với cuộc nội chiến giữa Đảng Cộng sản và Quốc Dân Đảng. Cuối cùng, Đảng Cộng sản đánh bại Quốc Dân Đảng và thành lập nước Cộng hòa Nhân dân Trung Hoa vào ngày 1 tháng 10 năm 1949 trong khi Quốc Dân Đảng di dời chính phủ Trung Hoa Dân Quốc đến đảo Đài Loan.
Sau khi thành lập, Cộng hòa Nhân dân Trung Hoa trải qua nhiều chính sách lớn như Đại Cách mạng Văn hóa, Thổ cải, Tiêu diệt chim sẻ, Đại nhảy vọt, phát triển các đơn vị Hồng vệ binh,... nhiều chính sách thất bại dẫn đến hậu quả là nạn đói, xã hội bất ổn, kinh tế tụt hậu và nhiều di sản bị phá hủy. Sau khi tiến hành cải cách kinh tế theo hướng mở cửa vào năm 1978, nền kinh kế Trung Quốc với quy mô dân số khổng lồ đã tăng trưởng nhanh chóng.
Trung Quốc là quốc gia sở hữu vũ khí hạt nhân được công nhận và có quân đội thường trực với số lượng lớn nhất thế giới cùng ngân sách quốc phòng lớn thứ 2. Cộng hòa Nhân dân Trung Hoa trở thành một thành viên của Liên Hợp Quốc từ năm 1971 sau khi thay thế Trung Hoa Dân Quốc trong vị thế thành viên thường trực của Hội đồng Bảo an. Trung Quốc cũng là thành viên của các tổ chức quốc tế như WTO, APEC, BRICS, SCO và G20,... Trung Quốc là đại cường quốc và siêu cường tiềm năng. Trung Quốc có mục tiêu cạnh tranh với Hoa Kỳ trên mọi mặt; thậm chí đặt tham vọng sẽ thay thế trong tương lai. Tuy nhiên, hiện nay Trung Quốc vẫn là một nước đang phát triển.
Trung Quốc cũng phải đối mặt với những thách thức như ô nhiễm môi trường, chênh lệch thu nhập, chênh lệch giới tính do hậu quả của chính sách một con, tranh chấp lãnh thổ với các nước láng giềng cùng vấn đề nhân quyền và các lệnh cấm vận của Hoa Kỳ.

## Quốc hiệu
Quốc hiệu chính thức hiện nay của nước này là Cộng hòa Nhân dân Trung Hoa (giản thể: 中华人民共和国; phồn thể: 中華人民共和國; Hán-Việt: Trung Hoa Nhân dân Cộng hòa quốc; bính âm: Zhōnghuá Rénmín Gònghéguó). Tên gọi thông thường trong tiếng Trung là Trung Quốc (giản thể: 中国; phồn thể: 中國; bính âm: Zhōngguó). Mặc dù trong tên chính thức của Trung Quốc có từ Trung Hoa nhưng tại Trung Quốc, Trung Hoa không phải là tên gọi được sử dụng phổ biến của Trung Quốc, mọi người thường sẽ gọi Trung Quốc là Trung Quốc chứ không gọi là Trung Hoa.
Từ "Trung Quốc" xuất hiện sớm nhất trong "Thượng thư – Tử tài", viết rằng "Hoàng thiên ký phó trung quốc dân", phạm vi chỉ là khu vực Quan Trung–Hà Lạc vốn là nơi cư trú của người Chu. Đến thời Xuân Thu, nghĩa của "Trung Quốc" dần được mở rộng đến mức bao quát các nước chư hầu lớn nhỏ trong khu vực trung hạ du Hoàng Hà. Sau đó, cương vực các nước chư hầu mở rộng, phạm vi "Trung Quốc" không ngừng mở rộng ra tứ phía. Từ thời Hán trở đi, triều dã và văn nhân học sĩ có tập quán gọi vương triều Trung Nguyên do người Hán lập nên là "Trung Quốc". Do đó, các dân tộc phi Hán sau khi làm chủ Trung Nguyên cũng thường tự xem bản thân là "Trung Quốc", như triều đại Bắc Ngụy do người Tiên Ti kiến lập tự xưng là "Trung Quốc" và gọi Nam triều là "Đảo Di". Đồng thời kỳ, Nam triều do người Hán kiến lập tuy dời Trung Nguyên song vẫn tự xem bản thân là "Trung Quốc", gọi Bắc triều là "Tác Lỗ". Kim và Nam Tống đều tự xưng là "Trung Quốc", không thừa nhận đối phương là "Trung Quốc". Do vậy, "Trung Quốc" còn bao gồm ý nghĩa về kế thừa văn hóa, và có chính thống. Tuy nhiên, trong suốt lịch sử, chưa có vương triều nào sử dụng "Trung Quốc" làm quốc danh chính thức. "Trung Quốc" trở thành quốc danh chính thức bắt đầu từ khi Trung Hoa Dân Quốc kiến lập vào năm 1912, là cách gọi tắt bằng hai chữ đầu và cuối của quốc hiệu "Trung Hoa Dân Quốc".
Triều đại đầu tiên trong lịch sử Trung Quốc là Hạ, đương thời dân sống từ trước tại lưu vực trung hạ du Hoàng Hà tự xưng là "Hoa Hạ", hoặc giản xưng là "Hoa", "Hạ". Từ "Hoa Hạ" xuất hiện sớm nhất là trong "Tả truyện-Tương công nhị thập lục niên", ghi rằng "sở thất Hoa Hạ". Khổng Dĩnh Đạt thời Đường thì nói "Hoa Hạ vi Trung Quốc dã". "Trung Hoa" là giản lược từ liên kết "Trung Quốc" và "Hoa Hạ", ban đầu chỉ khu vực rộng lớn ở lưu vực trung hạ du Hoàng Hà. "Xuân Thu cốc lương truyện" quyển 1 "Ẩn công chú sơ" có viết rằng "Tần nhân năng viễn mộ Trung Hoa quân tử". Sau này, phàm là thuộc khu vực quản lý của vương triều Trung Nguyên thì đều được gọi chung là "Trung Hoa", ý chỉ toàn quốc. Hàn Ốc thời Đường có câu "Trung Hoa địa hướng biên thành tẫn, ngoại quốc vân tòng đảo thượng lai", đối lập giữa "Trung Hoa" và ngoại quốc. Do vậy, "Trung Quốc" cũng có thể gọi là Trung Hoa, gọi tắt là "Hoa", người Hán cư trú tại hải ngoại có thể gọi là "Hoa kiều", nếu đã nhập quốc tịch nước khác thì có thể gọi là "Hoa nhân ngoại tịch".
Sau khi Đảng Cộng sản Trung Quốc đánh bại Quốc Dân Đảng trong cuộc nội chiến Trung Quốc và kiểm soát toàn bộ Trung Quốc đại lục, nhà nước do Đảng Cộng sản cầm quyền được thành lập, vẫn giữ tên ngắn "Trung Quốc" nhưng thay đổi quốc hiệu và khẳng định "Trung Quốc" nghĩa là "Trung Hoa Nhân dân Cộng hòa Quốc" (nước Cộng hòa Nhân dân Trung Hoa) do Đảng Cộng sản lãnh đạo. Còn thực thể "Trung Quốc" do Quốc Dân Đảng cầm quyền định nghĩa là "Trung Hoa Dân Quốc" đã di dời sang Đài Loan, nay trở thành Đài Loan với quốc hiệu hiện tại vẫn là "Trung Hoa Dân Quốc", chính phủ Trung Quốc đại lục coi là lãnh thổ ly khai bất hợp pháp và cần phải thống nhất.

## Lịch sử

### Thời kỳ dựng nước
Bằng chứng khảo cổ học cho thấy rằng người nguyên thủy đã cư trú tại Trung Quốc từ 250.000 đến 2,24 triệu năm trước. Một hang tại Chu Khẩu Điếm (gần Bắc Kinh ngày nay) có những hóa thạch của họ Người có niên đại từ 680.000 đến 780.000 TCN. Các hóa thạch là người Bắc Kinh, một ví dụ của giống người đứng thẳng sử dụng lửa. Trong di chỉ người Bắc Kinh cũng có những hài cốt của người thông minh có niên đại từ 18.000 – 11.000 năm TCN.
Phân tích di truyền cho thấy các dân tộc ở Việt Nam hiện nay có nguồn gốc từ các nhóm dân cư tiền sử sống ở khu vực phía nam sông Dương Tử của Trung Quốc. Ngoại trừ người Chăm nói tiếng Austronesian và người Mang nói tiếng Austroasiatic, tất cả các dân tộc khác ở Việt Nam hiện nay và người Hán ở miền Nam Trung Quốc đều có chung tổ tiên là 1 nhóm dân cư tiền sử sống ở vùng mà ngày nay là miền Nam Trung Quốc
Những mảnh đồ gốm có niên đại sớm nhất trên thế giới đã được tìm thấy tại Di chỉ Tiên Nhân Động, cho thấy người Trung Quốc đã biết làm đồ gốm từ ít nhất là khoảng 20.000 đến 19.000 năm trước, vào cuối Thời kỳ băng hà cuối cùng, chúng được dùng để đựng thực phẩm và nấu ăn Các phát hiện tại Di chỉ Nam Trang Đầu cho thấy người Trung Quốc đã biết thuần hóa chó từ khoảng 12.000 năm trước.

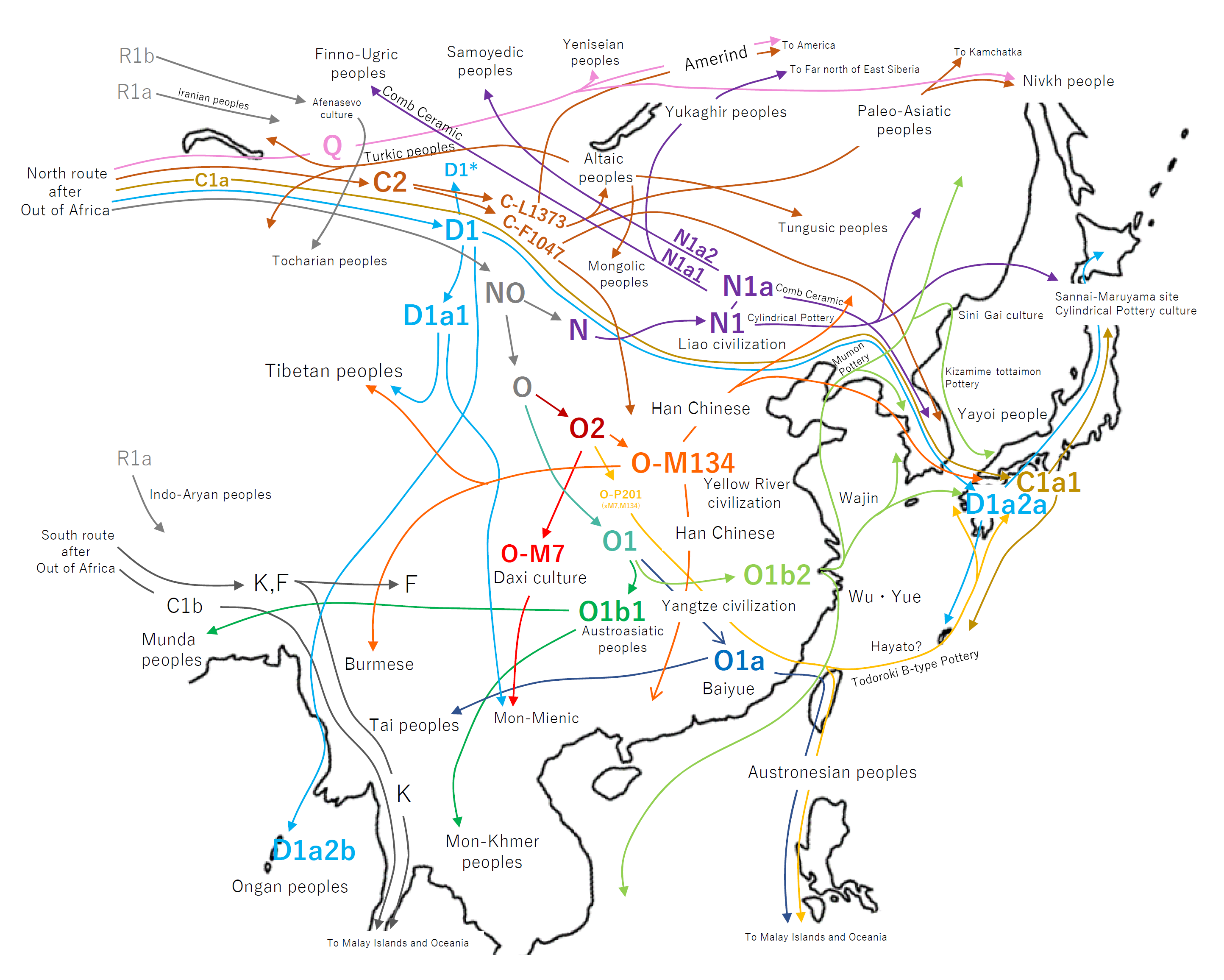
Xét nghiệm Y-DNA năm 2006 cho kết quả về luồng di cư của người tiền sử ở Đông Á. Theo đó, người tiền sử đã di cư từ vùng Trung Á đến miền Bắc Trung Quốc, sau đó tách thành các nhánh di cư khác nhau để lan tỏa khắp vùng Đông Á

Các nghiên cứu gần đây đã xác định quê hương của văn minh lúa nước chính là vùng đồng bằng sông Dương Tử (Trung Quốc), nơi lúa nước được thuần hóa lần đầu tiên trên thế giới Nghiên cứu di truyền vào năm 2011 cho thấy rằng tất cả các dạng lúa nước châu Á, gồm cả indica (lúa Ấn Độ) và japonica (lúa Nhật Bản), đều phát sinh từ một sự kiện thuần hóa duy nhất đã xảy ra cách đây khoảng 13.500 đến 8.200 năm ở miền Nam Trung Quốc, từ giống lúa hoang Oryza rufipogon. Vết tích bữa cơm tiền sử nấu với gạo từ lúa mọc hoang xưa nhất thế giới, 13.000 năm trước, được một nhóm khảo cổ Mỹ-Trung Hoa tìm thấy trong hang Diaotonghuan phía nam sông Dương Tử (bắc tỉnh Giang Tây).
Bằng chứng sớm nhất về việc trồng cấy kê tại Trung Quốc được xác định niên đại bằng cacbon phóng xạ vào khoảng năm 6.000 TCN, và có liên quan tới Văn hóa Bùi Lý Cương (裴李崗文化) ở huyện Tân Trịnh, tỉnh Hà Nam. Cùng với nông nghiệp, dân cư ngày càng đông đúc, tăng khả năng tích trữ và tái phân phối lương thực và đủ cung cấp cho những người thợ thủ công cũng như quan lại. Cuối thời kỳ đồ đá mới, vùng châu thổ Hoàng Hà bắt đầu trở thành một trung tâm văn hóa, nơi những làng xã đầu tiên được thành lập; những di tích khảo cổ đáng chú ý nhất của chúng được tìm thấy tại di chỉ Bán Pha (半坡遗址), Tây An.
Vào khoảng năm 5.000 TCN, các cộng đồng nông nghiệp đã trải dài khắp trên đa phần lãnh thổ phía đông Trung Quốc hiện nay, và đã có những làng nông nghiệp từ đồng bằng sông Vị chạy về phía đông, song song với sông Hoàng Hà, bắt nguồn từ dãy núi Côn Lôn chảy về hướng vùng hoàng thổ nơi có cánh rừng trụi lá ở đồng bằng phía bắc Trung Quốc. Ở đó con người có rừng và có nước để trồng kê, họ săn hươu, nai và các loài thú khác, câu cá làm thức ăn. Họ thuần hóa chó, lợn và gà. Họ đào đất để xây những ngôi nhà một phòng, với mái bằng đất sét hay rạ, nhiều ngôi nhà ngầm như vậy tạo thành một làng. Họ đã có guồng quay tơ và biết đan cũng như dệt sợi. Họ cũng biết chế tạo đồ gốm có trang trí. Một số học giả còn khẳng định rằng một hình thức chữ viết nguyên thủy đã xuất hiện ở Trung Quốc ngay từ năm 3000 TCN.
Giai đoạn đầu, lịch sử Trung Quốc chưa được ghi chép chính xác mà chỉ được chuyển tải cho đời sau bằng truyền thuyết. Theo truyền thuyết, các vua đầu tiên của Trung Quốc là ở thời kỳ Tam Hoàng Ngũ Đế, cách đây khoảng 5.000 - 4.200 năm. Theo các nhà nghiên cứu, các truyền thuyết này phản ánh thời kỳ công xã nguyên thủy đang sắp tan rã, liên minh các bộ lạc đang dần trở thành triều đình nắm quyền lực cai trị dân chúng. Vào khoảng 3.000 TCN, xã hội nguyên thủy ở Trung Quốc bước vào giai đoạn tan rã hoàn toàn, xã hội chiếm hữu nô lệ với các giai cấp, triều đại đã hình thành.

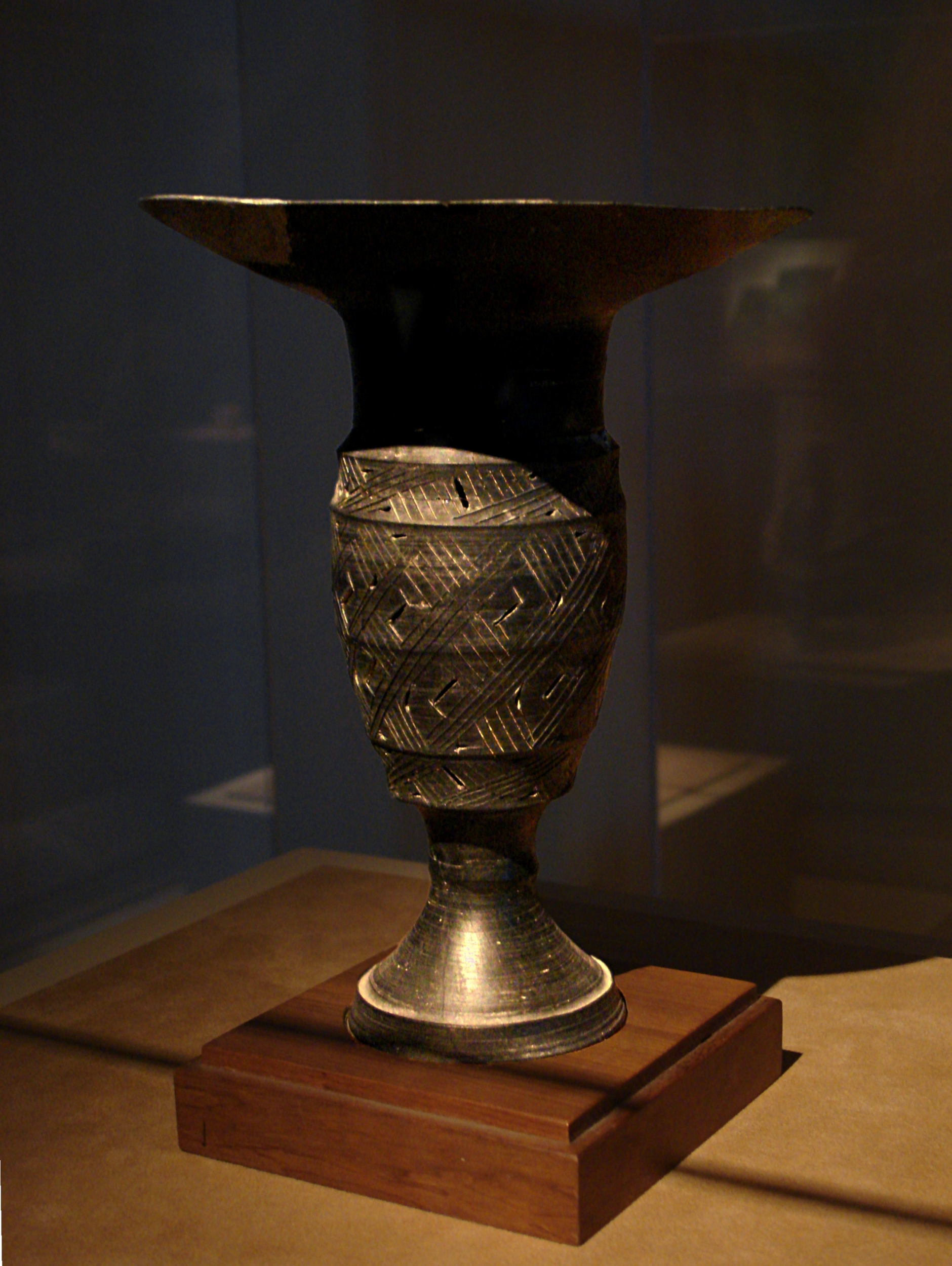
Cốc gốm đen
• Văn hóa Long Sơn Sơn Đông
• Cuối thời kỳ đồ đá mới (khoảng 2500 - 2000 trước Công nguyên)
• Được khai quật tại Giao châu, tỉnh Sơn Đông, 1975
Chiếc cốc này, được làm từ một vật liệu đặc biệt mỏng được gọi là "gốm vỏ trứng", được làm thành các bộ phận riêng biệt - thân và thân được sản xuất độc lập và sau đó được lắp vào nhau.
Củi ướt được thêm vào lò nung trong quá trình nung ở nhiệt độ tương đối thấp, dẫn đến carbon từ khói tạo thành thấm vào đồ gốm và biến nó thành màu đen.

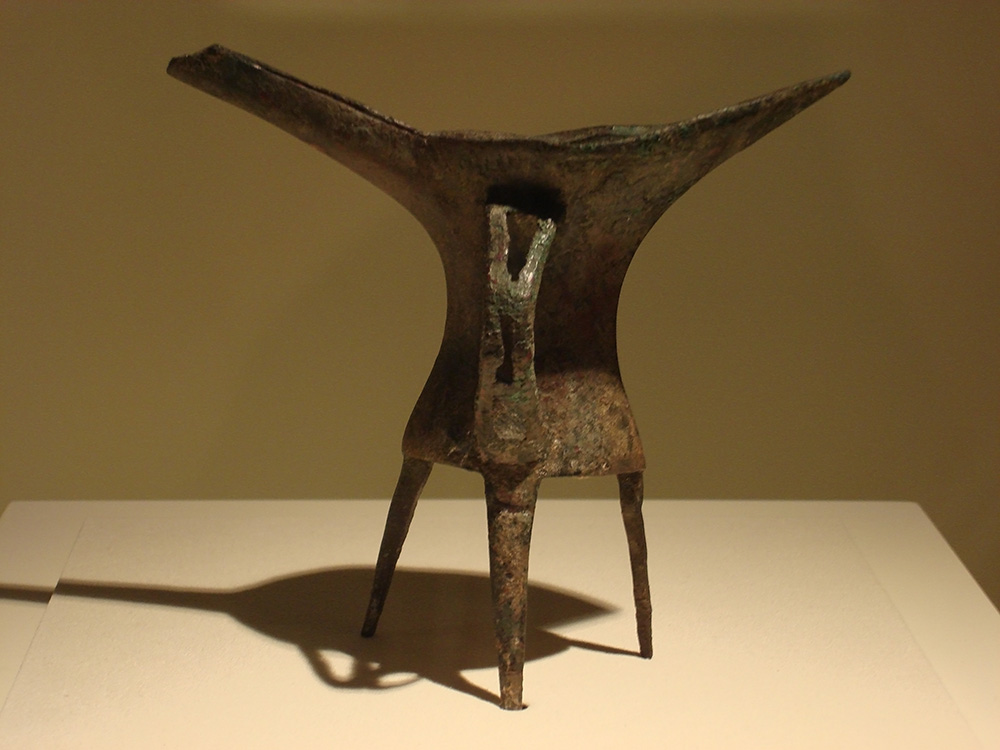
Tước (chén đựng rượu) bằng đồng tìm thấy tại di tích Nhị Lý Đầu, niên đại 2100 - 1600 TCN

Trong dự án "Nghiên cứu tổng hợp về nguồn gốc và sự phát triển trong thời kỳ đầu của nền văn minh Trung Hoa" (dự án khảo cổ khổng lồ cấp quốc gia, huy động gần 70 cơ quan nghiên cứu, đại học và cơ quan khảo cổ địa phương của Trung Quốc, triển khai từ năm 2001), các nhà khảo cổ đã điều tra và khai quật quy mô lớn ở 4 di chỉ mang tính đô thị có lịch sử 3.500 - 5.500 năm gồm: Di chỉ Lương Chử ở Dư Hàng - Chiết Giang, Di chỉ Đào Tự ở Tương Phần - Sơn Tây, Di chỉ Thạch Mão ở Thần Mộc - Thiểm Tây, Di chỉ Nhị Lý Đầu ở Yển Sư - Hà Nam, cũng như hơn chục thôn làng trên toàn quốc. Dự án đã phát hiện các chứng cứ cụ thể về nền văn minh Trung Hoa có lịch sử 5.000 năm, bao gồm phát hiện di tích hệ thống đập nước cổ nhất thế giới (niên đại 5.100 năm), kiến trúc cung đình cổ nhất Trung Quốc ở hạ du sông Trường Giang (niên đại 5.000 năm), phát hiện chữ viết xuất hiện sớm nhất Trung Quốc, những đồ dùng làm bằng đồng đỏ sớm nhất Trung Quốc (niên đại 4.900 năm), đài quan sát thiên văn sớm nhất thế giới (niên đại 4.100 năm) ở khu vực trung du sông Hoàng Hà. Dự án chứng thực đặc trưng tổng thể của nền văn minh Trung Hoa là "đa nguyên, nhất thể, thu gom tất cả trong giao lưu, tương tác lâu dài, cuối cùng hội nhập, ngưng tụ hình thành cốt lõi văn minh với Văn hóa Nhị Lý Đầu là đại diện, mở ra văn minh ba triều đại Hạ, Thương và Chu"

### Thời kỳ tiền đế quốc

Giáp cốt văn có niên đại vào thời Vũ Đinh triều Thương

Theo truyền thuyết Trung Hoa, triều đại đầu tiên có tổ chức nhà nước quy củ là nhà Hạ, bắt đầu từ khoảng năm 2070 TCN. Triều đại này bị các sử gia cho là thần thoại cho đến khi các khai quật khoa học phát hiện ra những di chỉ về đô thị và cung điện có niên đại gần 4.000 năm trước, vào đầu thời kỳ đồ đồng tại Nhị Lý Đầu, Hà Nam vào năm 1959. Phát hiện ở Nhị Lý Đầu cho thấy tổ chức nhà nước cai trị đã xuất hiện ở Trung Hoa từ hơn 4.000 năm trước, nhưng do không tìm thấy cổ vật có văn tự ghi chép, nên vẫn chưa rõ về việc liệu các di chỉ ở Nhị Lý Đầu là di tích của triều Hạ hay là của một triều đình khác cùng thời kỳ. Theo truyền thuyết, Nhà Hạ truyền được 17 đời vua, từ Hạ Vũ đến Hạ Kiệt, được hơn 400 năm thì bị diệt về tay vua Thành Thang của nhà Thương.

Triều đại đầu tiên để lại các văn tự ghi chép lịch sử là nhà Thương (thành lập vào khoảng năm 1.700 trước công nguyên) với thể chế phong kiến lỏng lẻo định cư dọc Hoàng Hà tại miền Đông Trung Quốc từ thế kỷ XVII TCN đến thế kỷ XI TCN. Giáp cốt văn của triều Thương tiêu biểu cho dạng chữ viết Trung Quốc cổ nhất từng được phát hiện, và là tổ tiên trực tiếp của chữ Hán hiện đại. Thời nhà Thương, đồ đồng đã được dùng phổ biến, đạt trình độ chế tác cao. Đời nhà Thương, người Trung Hoa đã có chữ được viết trên mai rùa, xương thú, được gọi là Giáp cốt văn. Nhờ có giáp cốt văn mà ngày nay các nhà khảo cổ có thể kiểm chứng được các sự kiện chính trị, tôn giáo diễn ra vào thời nhà Thương. Nhà Thương truyền được 30 đời vua, kéo dài khoảng 600 năm.
Nhà Thương thường phái quân đội đi chiến đấu chống lại những bộ tộc lân cận. Những lăng mộ vua nhà Thương được khai quật cho thấy họ có những đội quân từ 3.000 đến 5.000 binh lính. Trong cuộc chiến chống Khương Phương, vua Vũ Đinh (cai trị vào khoảng 1.200 TCN) đã huy động 13.000 quân, vào thời bấy giờ thì đó là một đội quân đại quy mô. Các đồ vật chôn theo nhà vua được tìm thấy là các đồ trang sức cá nhân, những chiếc giáo mũi đồng và những phần còn lại của những chiếc cung và mũi tên. Ngựa và xe ngựa để chở lính ra trận cũng được chôn cùng với vua. Và khi vị vua chết, người đánh xe, chó, người hầu và những nhóm mười người cũng bị tuẫn táng cùng với vua.

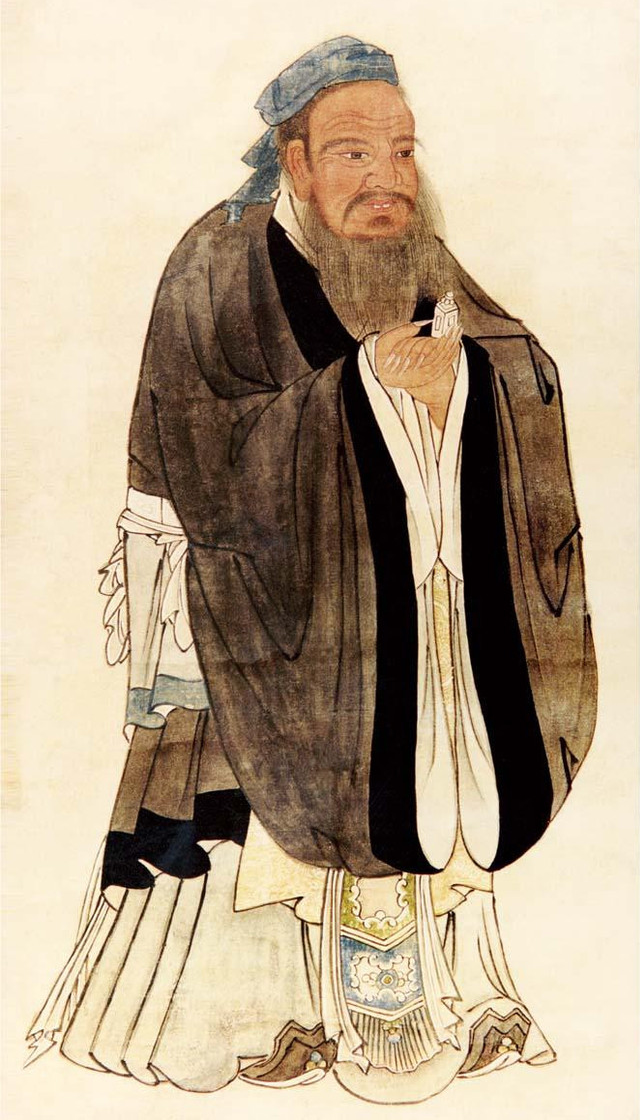
Chân dung Khổng Tử, triết gia, nhà giáo dục quan trọng nhất trong lịch sử Trung Quốc

Triều Thương bị triều Chu lật đổ vào khoảng năm 1046 TCN. Nhà Chu đã hoàn thiện các nền tảng chính của Văn hóa Trung Quốc thông qua các chính sách Tỉnh Điền Chế, Tông pháp chế, Quốc dã chế và Lễ nhạc. Nhà tư tưởng, nhà giáo dục đầu tiên và quan trọng nhất trong lịch sử Trung Quốc – Khổng Tử, cũng sinh ra trong thời đại này. Ngoài ra còn có Lão Tử, Trang Tử, Liệt Tử là tiểu biểu của Đạo Giáo; Hàn Phi là tiêu biểu của Pháp Gia; Mặc Tử là tiêu biểu của Mặc Gia. Họ là những người đề ra các trường phái tư tưởng ảnh hưởng sâu sắc tới văn hóa Trung Quốc sau này. Việc sử dụng đồ sắt cũng đã xuất hiện ở Trung Quốc vào đầu nhà Chu.
Đến thế kỷ 8 TCN, quyền lực tập trung của triều Chu dần suy yếu trước các chư hầu phong kiến, nhiều quốc gia chư hầu của triều Chu đã dần mạnh lên, họ bắt đầu không tuân lệnh vua Chu và liên tục tiến hành chiến tranh với nhau trong thời kỳ Xuân Thu kéo dài 300 năm (771 - 475 TCN). Đến thời Chiến Quốc trong thế kỷ V–III TCN, quân chủ bảy quốc gia hùng mạnh đều xưng vương như thiên tử nhà Chu. Đến năm 256 TCN, nhà Chu bị nước Tần tiêu diệt. Đến năm 221 TCN, nước Tần hoàn tất việc tiêu diệt tất cả những nước khác, tái thống nhất Trung Quốc sau 500 năm chiến tranh.
Nhiều học giả phương Tây thời cận đại khi tìm hiểu về văn minh Trung Hoa đã phải kinh ngạc về sự tồn tại lâu dài của nó. Voltaire cho rằng: "Chúng ta nhận thấy rằng quốc gia ấy tồn tại một cách rực rỡ từ trên 4.000 năm rồi mà luật pháp, phong tục, ngôn ngữ, cách ăn mặc vẫn không thay đổi bao nhiêu..." Học giả Keyserling thì kết luận: "Chính ở Trung Hoa thời thượng cổ người ta đã tạo ra được những mẫu mực nhân loại thông thường hoàn bị nhất... Trung Quốc đã tạo dựng được một nền văn hóa cao nhất từ trước đến nay."

### Thời đế quốc

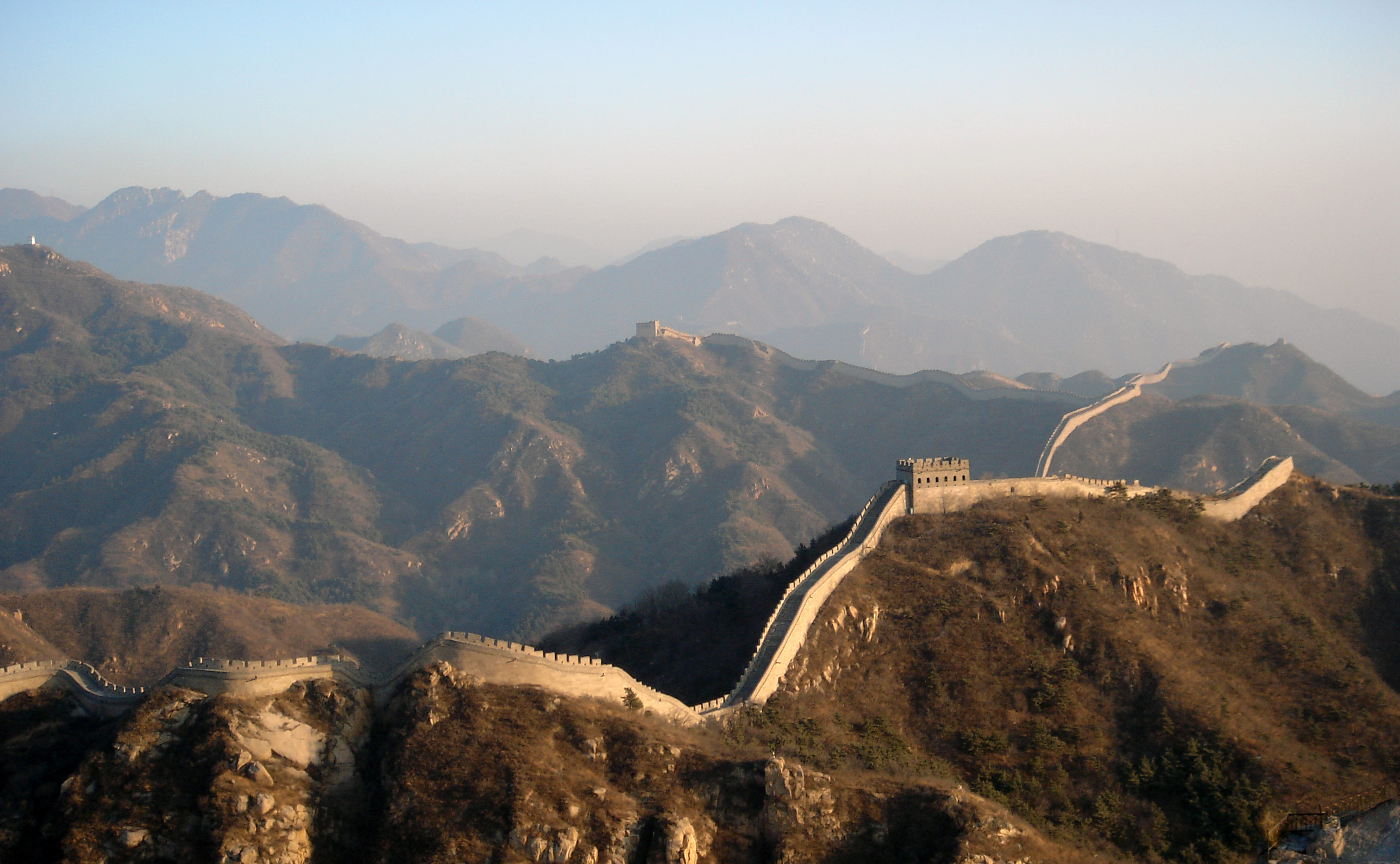
Vạn Lý Trường Thành dài hơn 21.000 km, bắt đầu xây dựng cách đây hơn 2.500 năm, sau đó được tu bổ nhiều lần trong suốt 2.000 năm nhằm bảo vệ lãnh thổ Trung Quốc trước các cuộc xâm nhập của quân du mục phương Bắc. Đây được coi là biểu tượng cho sức lao động của nhân dân Trung Hoa

Thời kỳ Chiến Quốc kết thúc vào năm 221 TCN, sau khi nước Tần chinh phục sáu vương quốc khác và thiết lập quốc gia phong kiến tập quyền thống nhất đầu tiên. Tần vương Doanh Chính tuyên bố bản thân là "Thủy hoàng đế", tức hoàng đế đầu tiên, và tiến hành cải cách khắp Trung Quốc, đáng chú ý là cưỡng bách tiêu chuẩn hóa ngôn ngữ, đo lường, chiều dài trục xe, và tiền tệ. Triều đại Tần chỉ tồn tại trong 15 năm, nó bị diệt vong không lâu sau khi Tần Thủy Hoàng băng hà, do các chính sách Pháp gia hà khắc và độc đoán dẫn đến nổi dậy rộng khắp.
Triều đại Hán cai trị Trung Quốc từ 206 TCN đến 220 CN, thiết lập một bản sắc văn hóa Hán bền vững trong dân cư và tồn tại cho đến nay. Triều đại Hán mở rộng đáng kể lãnh thổ thông qua các chiến dịch quân sự đến bán đảo Triều Tiên, Việt Nam, Mông Cổ và Trung Á, và cũng tạo điều kiện thiết lập Con đường tơ lụa tại Trung Á. Trung Quốc dần trở thành nền kinh tế lớn nhất của thế giới cổ đại. Nhà Hán cùng với Đế quốc La Mã là 2 quốc gia có diện tích, dân số và trình độ văn hóa cao nhất thế giới vào thời đó.
Triều Hán chọn Nho giáo làm hệ tư tưởng quốc gia, đây vốn là một tư tưởng triết học phát triển vào thời kỳ Xuân Thu. Mặc dù triều Hán chính thức bãi bỏ hệ tư tưởng chính thức của triều Tần là Pháp gia, song những thể chế và chính sách Pháp gia vẫn tồn tại và tạo thành nền tảng cho chính phủ triều Hán.
Sau khi triều Hán sụp đổ là một giai đoạn chia rẽ được mang tên Tam Quốc. Sau một thời kỳ thống nhất dưới quyền triều đại Tây Tấn, Trung Quốc tiếp tục chia rẽ trong các giai đoạn Đông Tấn-Thập Lục Quốc và Nam-Bắc triều. Năm 589, Trung Quốc tái thống nhất dưới quyền triều đại Tùy. Tuy nhiên, triều đại Tùy suy yếu sau khi thất bại trong chiến tranh với Cao Câu Ly kéo dài từ 598 đến 614.
Dưới các triều đại Đường và Tống, công nghệ và văn hóa Trung Quốc bước vào một thời kỳ hoàng kim.. Nhà Đường cố gắng mở rộng ảnh hưởng tại khu vực Trung Á, song bị Đế quốc Ả Rập Abbas đánh bại trong Trận Đát La Tư năm 751. Loạn An Sử trong thế kỷ VIII đã tàn phá quốc gia và khiến triều Đường suy yếu. Triều Tống là chính phủ đầu tiên trong lịch sử thế giới phát hành tiền giấy và là thực thể Trung Hoa đầu tiên thiết lập một hải quân thường trực. Trong các thế kỷ X và XI, dân số Trung Quốc tăng lên gấp đôi, đến khoảng 100 triệu người, hầu hết là nhờ mở rộng canh tác lúa tại miền trung và miền nam, và sản xuất dư thừa lương thực. Thời Tống cũng chứng kiến một sự hưng thịnh của triết học và nghệ thuật, nghệ thuật phong cảnh và tranh chân dung đạt được trình độ mới về sự thành thục và độ phức tạp, và các tầng lớp tinh hoa trong xã hội tụ tập để chiêm ngưỡng nghệ thuật, chia sẻ tác phẩm của họ và giao dịch các tác phẩm quý báu. Thời Tống chứng kiến một sự phục hưng của Nho giáo, đối lập với sự phát triển của Phật giáo vào thời Đường.

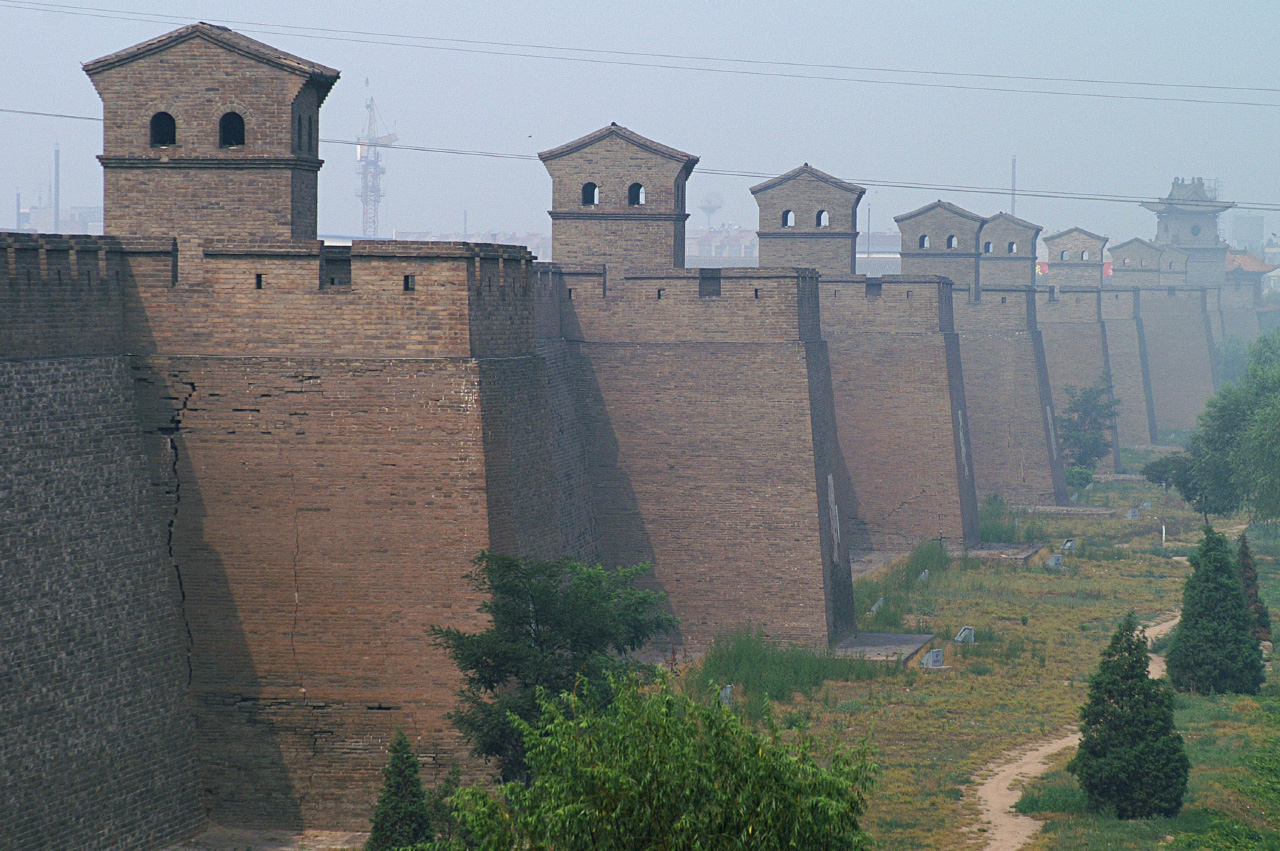
Tường thành Bình Dao tại Sơn Tây được xây dựng từ thời Minh, một trong bốn tường thành cổ được bảo tồn tốt nhất tại Trung Quốc.

Trong thế kỷ XIII, Trung Quốc dần bị Đế quốc Mông Cổ chinh phục, Tây Hạ và Kim dần bị tiêu diệt. Năm 1271, đại hãn người Mông Cổ là Hốt Tất Liệt thiết lập triều đại Nguyên; triều Nguyên chinh phục tàn dư cuối cùng của triều Tống vào năm 1279. Trước khi Mông Cổ xâm chiếm, dân số Trung Quốc là 120 triệu; song giảm xuống 60 triệu trong điều tra nhân khẩu năm 1300. Một nông dân tên là Chu Nguyên Chương lật đổ triều Nguyên vào năm 1368 và kiến lập triều đại Minh. Thời Minh, Trung Quốc bước vào một thời kỳ hoàng kim khác, phát triển một trong những lực lượng hải quân mạnh nhất trên thế giới và có một nền kinh tế giàu có và thịnh vượng, trong khi phát triển về nghệ thuật và văn hóa. Trong giai đoạn này, Trịnh Hòa dẫn đầu các chuyến thám hiểm vượt đại dương, tiến xa nhất là đến châu Phi. Trong những năm đầu thời Minh, thủ đô của Trung Quốc được chuyển từ Nam Kinh đến Bắc Kinh. Cũng trong thời Minh, các triết gia như Vương Dương Minh tiếp tục phê bình và phát triển lý học với những khái niệm về cá nhân chủ nghĩa và đạo đức bẩm sinh.
Triều Thanh kéo dài từ năm 1644 đến năm 1912, là triều đại đế quốc cuối cùng của Trung Quốc. Trong thế kỷ XIX, triều đại này phải đương đầu với chủ nghĩa đế quốc phương Tây trong Chiến tranh Nha phiến. Trung Quốc buộc phải ký các hiệp ước bất bình đẳng, trả tiền bồi thường, cho phép người ngoại quốc có đặc quyền ngoại giao và nhượng Hồng Kông cho người Anh vào năm 1842. Chiến tranh Thanh-Nhật (1894–95) dẫn đến việc triều Thanh mất ảnh hưởng tại Triều Tiên, cũng như phải nhượng Đài Loan cho Nhật Bản. Trong những năm 1850 và 1860, cuộc nổi dậy Thái Bình Thiên Quốc đã tàn phá miền nam Trung Quốc.
Nhìn chung, trong suốt 2.000 năm, từ thời nhà Hán (206 TCN) cho tới giữa thời nhà Thanh (khoảng năm 1750), Trung Quốc luôn duy trì được địa vị của một nền văn minh phát triển bậc nhất thế giới, cả về khoa học kỹ thuật lẫn về hệ thống chính trị, và có thể coi là siêu cường theo cách gọi ngày nay. Năm 1078, Trung Quốc sản xuất 150.000 tấn thép một năm, và lượng tiêu thụ trên đầu người đạt khoảng 1,5 kg một năm (gấp 3 lần so với mức 0,5 kg ở châu Âu thời kỳ đó). Đồng thời Trung Quốc cũng phát minh ra giấy, la bàn, tơ tằm, đồ sứ, thuốc súng, phát triển súng thần công, súng phun lửa... kỹ thuật in ấn khiến tăng số người biết đọc viết. Người dân có cơ hội tham dự các kỳ khoa cử (科舉) để phục vụ triều đình, chính sách này tiến bộ vượt bậc so với các quốc gia khác cùng thời, vừa giúp tuyển chọn người tài vừa khuyến kích người dân tự nâng cao trình độ dân trí. Các lĩnh vực như thủ công mỹ nghệ, văn học, nghệ thuật, kiến trúc... cũng có những thành tựu to lớn. Nhờ những phát minh và chính sách đó (cùng với các cải tiến trong nông nghiệp), Trung Quốc đã phát triển được những đô thị lớn nhất thế giới thời kỳ ấy. Ví dụ kinh đô Trường An nhà Đường (năm 700) đã có khoảng 1 triệu dân (dù đến năm 900 đã giảm xuống còn 100.000 dân do chiến tranh liên tục vào thời mạt Đường), gần bằng so với kinh đô Baghdad của Đế quốc Ả Rập Abbas cùng thời với 1,2 triệu dân  Kinh đô Khai Phong thời Bắc Tống có khoảng 400.000 dân vào năm 1000 và vượt mức 1 triệu dân vào năm 1100, tương đương với Baghdad để trở thành 2 thành phố lớn nhất thế giới. Kinh đô Hàng Châu thời Nam Tống (năm 1200) cũng có khoảng hơn 1 triệu dân: lớn hơn rất nhiều so với bất kỳ thành phố châu Âu nào (ở Tây Âu năm 1200, chỉ Paris và Venice có dân số trên 100.000 người, ở Đông Âu có Constantinopolis cũng chỉ tới 300.000 dân).

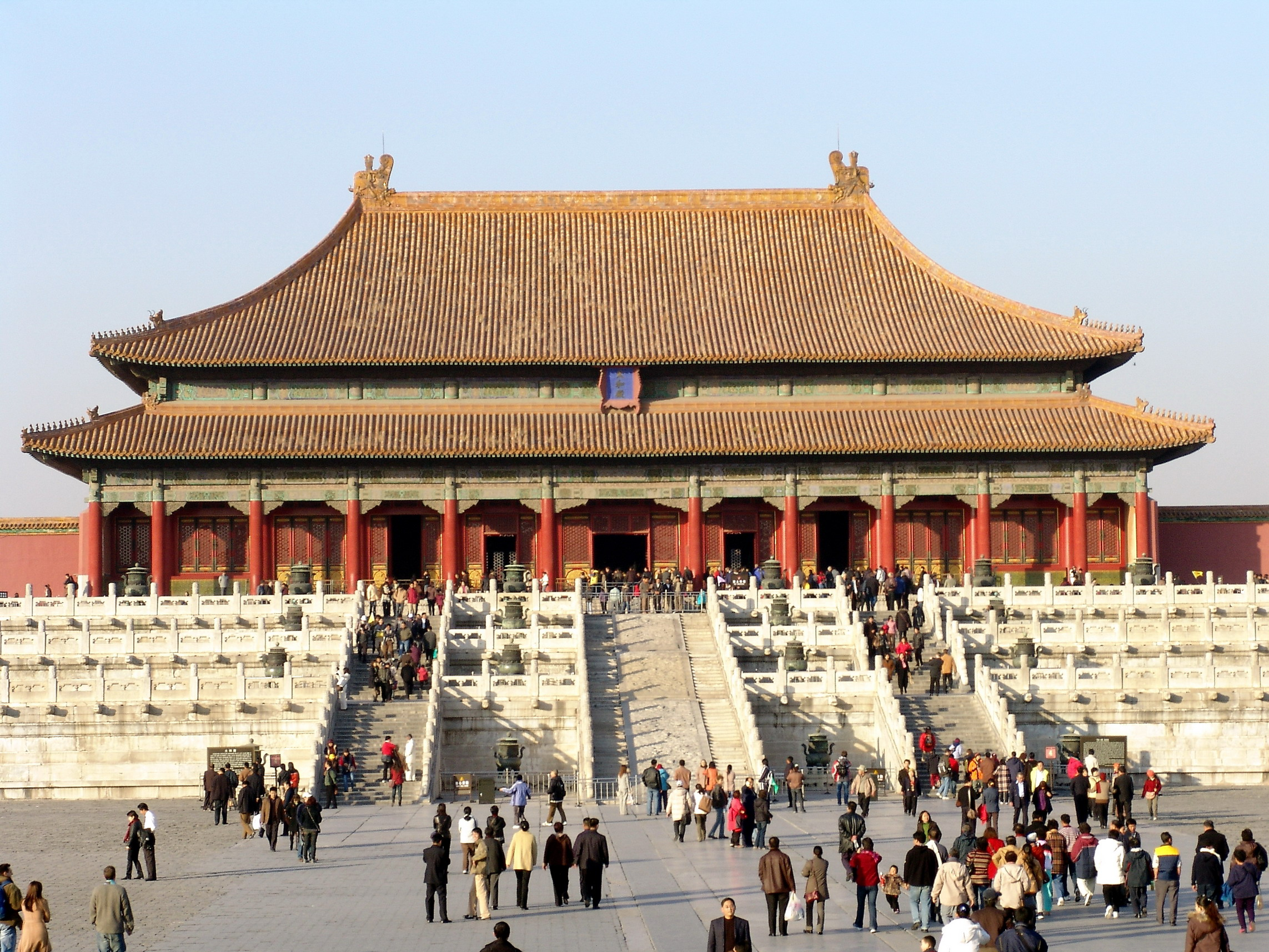
Điện Thái Hòa trong Tử Cấm Thành là nơi 24 đời hoàng đế Trung Hoa thiết triều trong suốt 500 năm.

Theo Madison ước tính, vào thời điểm năm 1 SCN, GDP đầu người của Trung Quốc (tính theo thời giá 1990) là 450 USD, thấp hơn Đế chế La Mã (570 USD) nhưng cao hơn hầu hết các quốc gia khác vào thời đó. Kinh tế Trung Quốc chiếm 25,45% thế giới khi đó Trung Quốc thời nhà Hán và Đế chế La Mã có thể coi là hai siêu cường của thế giới thời điểm ấy Đế quốc La Mã tan vỡ vào năm 395, dẫn tới một sự thụt lùi của văn minh Phương Tây trong hơn 1 thiên niên kỷ, trong khi đó văn minh Trung Hoa vẫn tiếp tục phát triển, với nhà Đường (618-907) được coi là siêu cường trên thế giới khi đó cả về quy mô lãnh thổ, tầm ảnh hưởng văn hóa, thương mại lẫn trình độ công nghệ. Nền văn minh duy nhất có thể sánh được với Trung Quốc vào thời kỳ này là nền văn minh của người Ả Rập ở Tây Á với các triều đại Umayyad và triều đại Abbas. Đế quốc Ả Rập tan rã vào đầu thế kỷ 10, trong khi văn minh Trung Hoa tiếp tục phát triển thống nhất với các triều đại nhà Tống (960-1279), nhà Nguyên (1271-1368), nhà Minh (1368-1644). Một số các nhà sử học thế giới coi những năm từ khoảng 600 đến 1500 là "thiên niên kỷ Trung Quốc", với Trung Quốc là nền văn minh lớn nhất, mạnh nhất và đông dân nhất ở lục địa Á-Âu. Ông Craig Lockard, giáo sư của trường Đại học Winconsin cho rằng đây là "thời kỳ thành công kéo dài nhất của 1 quốc gia trong lịch sử thế giới"
Vào thời điểm năm 1000, GDP bình quân đầu người của Trung Quốc (lúc này là nhà Tống) là 466 USD tính theo thời giá năm 1990, nhỉnh hơn phần lớn các nước Tây Âu (Áo, Bỉ, Anh là 425 USD; Đan Mạch, Phần Lan, Thụy Điển là 400 USD) và Ấn Độ (450 USD), dù thấp hơn 30% so với khu vực Tây Á, đạt 621 USD (Tây Á khi đó đang được cai trị bởi người Ả Rập). Theo tính toán của Maddison, Trung Quốc đã đóng góp khoảng 22,1% GDP thế giới vào năm 1000 Các ngành hàng hải, đóng thuyền của Trung Quốc vào thời nhà Tống có thành tựu đột biến, mậu dịch hải ngoại phát đạt, tổng cộng thông thương với 58 quốc gia tại Nam Dương, Nam Á, Tây Á, châu Phi, châu Âu. Robert Hartwell đã chứng minh quy mô sản xuất tại các xưởng luyện kim thời nhà Tống đã lớn hơn cả châu Âu trước khi bước vào thế kỷ 18. Sản xuất sắt ở Trung Quốc vào năm 1078 là khoảng 150.000 tấn mỗi năm, lớn hơn toàn bộ sản lượng sắt thép ở châu Âu vào năm 1700. Tốc độ tăng trưởng sản xuất sắt thép của Trung Quốc đã tăng 12 lần từ năm 850 đến năm 1050, là nước khai mỏ phát triển nhất thế giới trong thời trung cổ.
Tuy nhiên, đến thế kỷ 16 thì Tây Âu bắt đầu thời đại Phục Hưng, chinh phục thuộc địa ở châu Mỹ và tiến hành Cách mạng công nghiệp, trong khi nền kinh tế - xã hội Trung Quốc thì không có gì thay đổi, điều này khiến Trung Quốc dần bị tụt hậu. Theo một nghiên cứu do Stephen Broadberry (Đại học Oxford), Hanhui Guan (Đại học Bắc Kinh) và Daokui Li (Đại học Thanh Hoa) tiến hành thì GDP đầu người của Ý và Hà Lan (2 nước giàu có nhất ở châu Âu trong thời kỳ đó) đã vượt qua khu vực giàu có nhất của Trung Quốc là đồng bằng sông Dương Tử vào năm 1700. Đến những năm 1500 thì GDP đầu người của tất cả các nước Tây Âu đã bắt đầu vượt qua Trung Quốc. Ước tính GDP bình quân đầu người của Trung Quốc vào năm 1600 là 600 USD (tính theo thời giá năm 1990), tăng không đáng kể so với năm 1000, trong khi của Ý là 1.100 USD, Anh là 974 USD, Tây Ban Nha là 853 USD, Pháp là 841 USD, Đức là 791 USD, Na Uy là 664 USD. Thấp nhất trong các nước Tây Âu thời đó là Ireland cũng có GDP bình quân đầu người 615 USD, cao hơn Trung Quốc thời điểm đó. Đến thế kỷ 19 thì Trung Quốc đã trở nên rất lạc hậu so với các nước Tây Âu, bắt đầu xuất hiện những trí thức Trung Quốc lên tiếng yêu cầu cải cách xã hội, bãi bỏ chế độ quân chủ chuyên chế. Những phong trào này dần phát triển, cuối cùng tạo thành cách mạng lật đổ nhà Thanh, chấm dứt thời kỳ phong kiến tại Trung Quốc.

### Thời Dân Quốc (1912–1949)

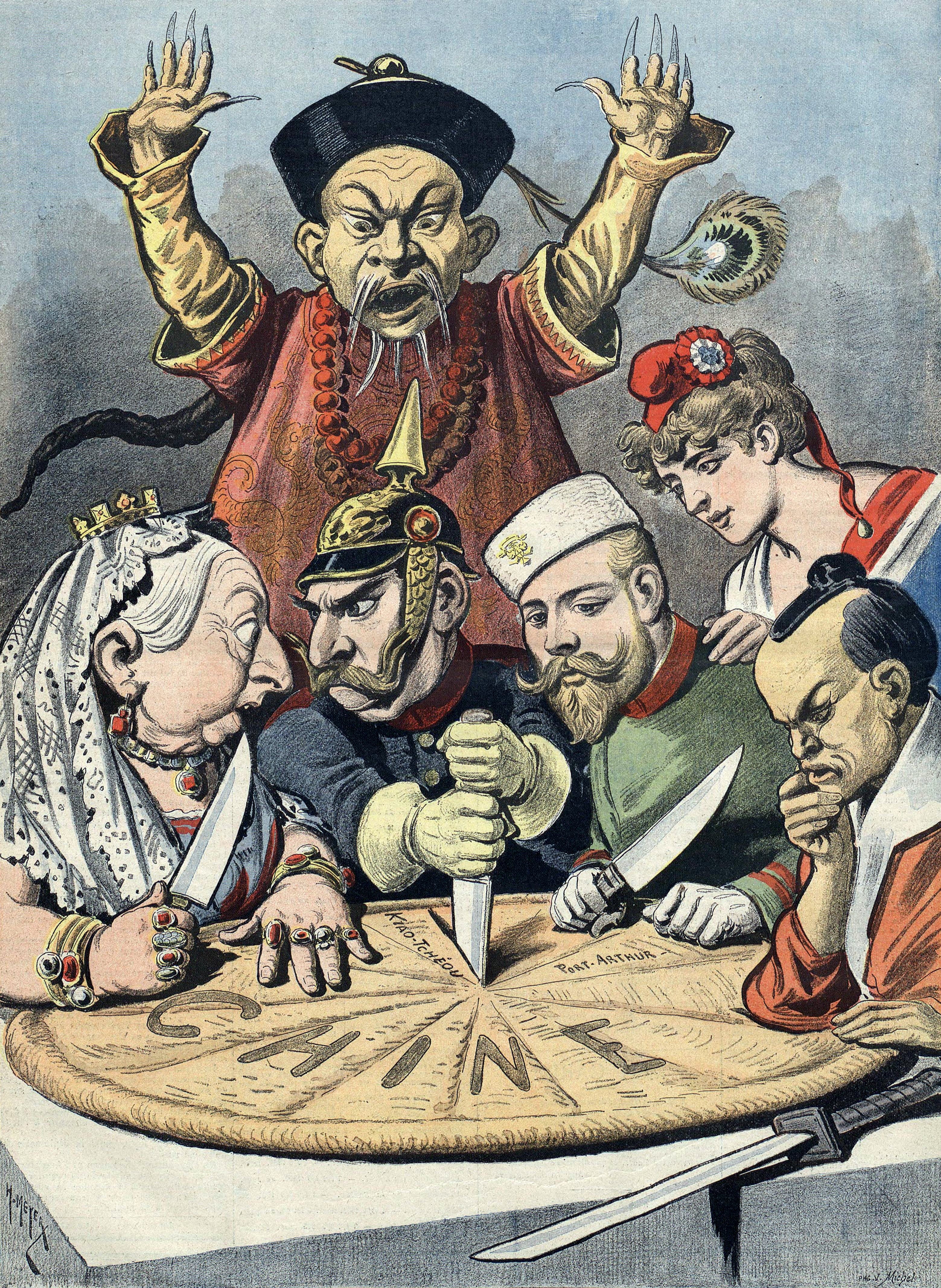
Một biếm họa chính trị tại Pháp vào năm 1898, ngụ ý Trung Quốc bị phân chia giữa các đế quốc Anh, Đức, Nga, Pháp, và Nhật Bản.

Cuối thời nhà Thanh, do sự lạc hậu về khoa học công nghệ, Trung Quốc bị các nước phương Tây (Anh, Đức, Nga, Pháp, Bồ Đào Nha) và cả Nhật Bản xâu xé lãnh thổ. Các nhà sử học Trung Quốc gọi thời kỳ này là Bách niên quốc sỉ (100 năm đất nước bị làm nhục). Chế độ quân chủ chuyên chế đã tỏ ra quá già cỗi, hoàn toàn bất lực trong việc bảo vệ đất nước chống lại chủ nghĩa tư bản phương Tây. Điều này gây bất bình trong đội ngũ trí thức Trung Quốc, một bộ phận kêu gọi tiến hành cách mạng lật đổ chế độ quân chủ chuyên chế của nhà Thanh, thành lập một kiểu nhà nước mới để canh tân đất nước. Năm 1911, cách mạng Tân Hợi nổ ra, hoàng đế cuối cùng của Trung Quốc là Phổ Nghi buộc phải thoái vị.
Ngày 1 tháng 1 năm 1912, Trung Hoa Dân Quốc được thành lập, Tôn Trung Sơn của Quốc dân đảng được tuyên bố là đại tổng thống lâm thời. Tuy nhiên, sau đó chức đại tổng thống được trao cho cựu đại thần của triều Thanh là Viên Thế Khải, nhân vật này tuyên bố bản thân là hoàng đế của Trung Quốc vào năm 1915. Do đối diện với chỉ trích và phản đối rộng khắp trong quân Bắc Dương của mình, Viên Thế Khải buộc phải thoái vị và tái lập chế độ cộng hòa.
Sau khi Viên Thế Khải mất năm 1916, Trung Quốc bị tan vỡ về chính trị, các lãnh thổ bị chia cắt và nội chiến diễn ra khắp nơi giữa các quân phiệt. Chính phủ đặt tại Bắc Kinh được quốc tế công nhận song bất lực trên thực tế; các quân phiệt địa phương kiểm soát hầu hết lãnh thổ. Đến cuối thập niên 1920, Quốc dân đảng dưới sự lãnh đạo của Tưởng Giới Thạch tiến hành thống nhất miền đông Trung Hoa dưới quyền quản lý của họ sau một loạt hành động khéo léo về quân sự và chính trị, được gọi chung là Bắc phạt. Tuy nhiên, các quân phiệt địa phương vẫn chưa bị loại trừ hoàn toàn, họ vẫn nắm quyền tại nhiều địa phương và chỉ trung thành với chính phủ trung ương Quốc dân đảng trên danh nghĩa. Các quân phiệt phía Tây (cai quản Tân Cương, Tây Tạng, Ninh Hạ...) thì vẫn chưa bị động tới và vẫn tiếp tục ly khai cát cứ. Đến năm 1931 thì vùng Mãn Châu lại rơi vào tay Nhật Bản. Trên thực tế, Trung Hoa Dân quốc chưa bao giờ kiểm soát được quá 1/2 lãnh thổ Trung Quốc.
Quốc dân đảng chuyển thủ đô đến Nam Kinh và thi hành "huấn chính", một giai đoạn trung gian của phát triển chính trị được phác thảo trong chương trình Tam Dân của Tôn Trung Sơn nhằm biến đổi Trung Quốc thành một quốc gia hiện đại. Nhưng ngay trong nội bộ Quốc dân đảng cũng bị chia rẽ. Năm 1930, do tranh chấp về quyền kiểm soát quân đội, trong nội bộ Quốc dân đảng nổ ra cuộc Trung Nguyên đại chiến, khi một số lãnh đạo của Quốc dân đảng đã liên minh với các quân phiệt địa phương để giao tranh với quân Tưởng Giới Thạch. Cuộc chiến tuy ngắn nhưng có sự tham gia của hơn 1 triệu lính, với khoảng 300.000 người bị thương vong.
Chia rẽ về chính trị tại Trung Quốc gây khó khăn cho Tưởng Giới Thạch trong việc chiến đấu với Đảng Cộng sản trong nội chiến từ năm 1927. Cuộc chiến này tiếp tục với thắng lợi ban đầu của Quốc dân đảng, đặc biệt là sau khi Đảng Cộng sản triệt thoái trong Trường chinh, kéo dài cho đến khi Nhật Bản xâm lược và sự biến Tây An năm 1936 buộc Tưởng Giới Thạch phải đối đầu với Đế quốc Nhật Bản.
Chiến tranh Trung-Nhật (1937–1945) là một mặt trận của Chiến tranh thế giới thứ hai, thúc đẩy một liên minh miễn cưỡng giữa hai phe Quốc dân đảng và Đảng Cộng sản. Nhật Bản đầu hàng vô điều kiện Trung Quốc vào năm 1945. Đài Loan, bao gồm cả Bành Hồ, được đặt dưới quyền quản lý của Trung Hoa Dân Quốc. Trung Quốc đóng vai trò là quốc gia chiến thắng, song bị tàn phá và tài chính kiệt quệ. Sự thiếu tin tưởng giữa Quốc dân đảng và Đảng Cộng sản khiến nội chiến tái khởi động. Năm 1947, hiến pháp được thiết lập, song do xung đột đang diễn ra, nhiều quy định trong Hiến pháp Trung Hoa Dân Quốc chưa từng được thực thi tại Trung Quốc đại lục.
Nhìn chung, trong giai đoạn 1912-1949, tuy Trung Hoa Dân Quốc được coi là chính phủ hợp pháp duy nhất tại Trung Quốc, nhưng chính phủ trung ương chưa từng kiểm soát được hoàn toàn đất nước. Trên thực tế thì Trung Quốc trong giai đoạn này bị phân liệt thành nhiều mảnh, chiến tranh diễn ra liên tục giữa các quân phiệt cát cứ, nạn thổ phỉ xảy ra khắp nơi và còn phải chịu ngoại xâm, giống như thời kỳ Ngũ đại thập quốc hồi thế kỷ thứ X. Khoảng 30-40 triệu người Trung Quốc đã chết trong thời kỳ chiến tranh hỗn loạn này (bởi súng đạn hoặc bởi các nạn đói), trước khi Đảng Cộng sản Trung Quốc thành công trong việc tái thống nhất đất nước và ổn định tình hình.

### Thời Cộng hòa Nhân dân (1949–nay)

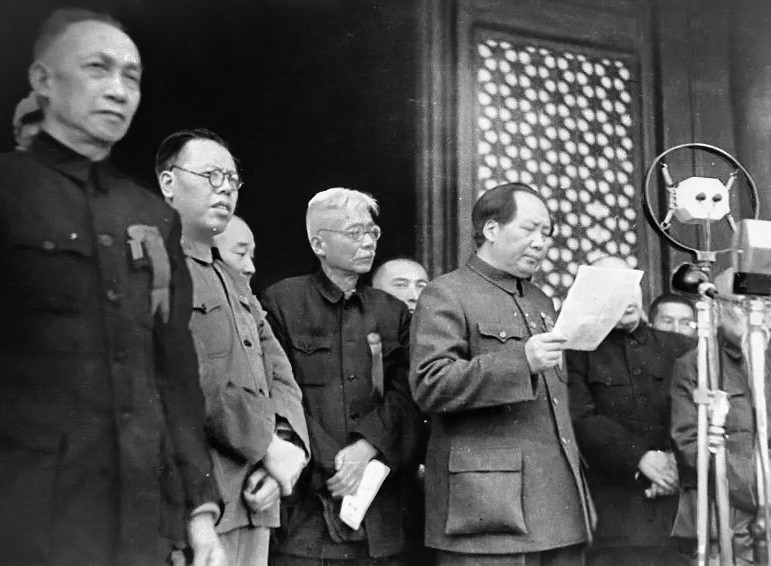
Mao Trạch Đông tuyên bố thành lập Cộng hòa Nhân dân Trung Hoa vào năm 1949

Đại tác chiến trong Nội chiến Trung Quốc kết thúc vào năm 1949 với kết quả là Đảng Cộng sản kiểm soát hầu hết Trung Quốc đại lục, Quốc dân đảng rút chạy ra ngoài khơi với lãnh thổ chỉ còn Đài Loan, Hải Nam và các đảo nhỏ. Ngày 1 tháng 10 năm 1949, nhà lãnh đạo của Đảng Cộng sản Trung Quốc là Mao Trạch Đông tuyên bố thành lập nước Cộng hòa Nhân dân Trung Hoa. Năm 1950, Quân Giải phóng Nhân dân đánh chiếm Hải Nam từ Trung Hoa Dân Quốc và hợp nhất Tây Tạng. Tuy nhiên, tàn quân Quốc Dân đảng tiếp tục tiến hành nổi dậy ở miền tây Trung Quốc trong suốt thập niên 1950. Trừ Đài Loan thuộc quyền Tưởng Giới Thạch, các quân phiệt và các nhóm vũ trang địa phương đã hoàn toàn bị loại bỏ. Sau 40 năm, Trung Quốc đại lục lần đầu tiên được tái thống nhất kể từ sau sự sụp đổ của nhà Thanh (năm 1912).
Từ năm 1946 đến năm 1952, Đảng Cộng sản Trung Quốc thực hiện Cải cách ruộng đất tại Trung Quốc. Khoảng 200 nghìn đến 2 triệu địa chủ bị xử bắn vì các cáo buộc như cấu kết với quân Nhật hoặc hoạt động phản cách mạng. Gần 47 triệu ha ruộng đất được chia cho nông dân. Mao Trạch Đông khuyến khích tăng dân số, cùng với các tiến bộ về y tế, nông nghiệp đã khiến dân số Trung Quốc tăng từ khoảng 550 triệu lên trên 900 triệu trong thời gian ông lãnh đạo. Tuy nhiên, kế hoạch cải cách kinh tế và xã hội quy mô lớn mang tên Đại nhảy vọt bị thất bại, cộng với các thiên tai đã khiến sản xuất nông nghiệp bị mất mùa nghiêm trọng, gây ra nạn đói khiến 20-43 triệu người thiệt mạng từ năm 1958 đến năm 1961 Năm 1966, Mao Trạch Đông cùng các đồng minh của ông tiến hành Đại cách mạng Văn hóa, kéo theo một giai đoạn tố cáo chính trị lẫn nhau và biến động xã hội kéo dài, gây nên cái chết của khoảng từ vài trăm nghìn tới hàng triệu người. Cách mạng Văn hóa chỉ kết thúc khi Mao Trạch Đông từ trần vào năm 1976. Trong tháng 10 năm 1971, nước Cộng hòa Nhân dân Trung Hoa thay thế Trung Hoa Dân Quốc tại Liên Hợp Quốc, giành được ghế một ủy viên thường trực của Hội đồng Bảo an.

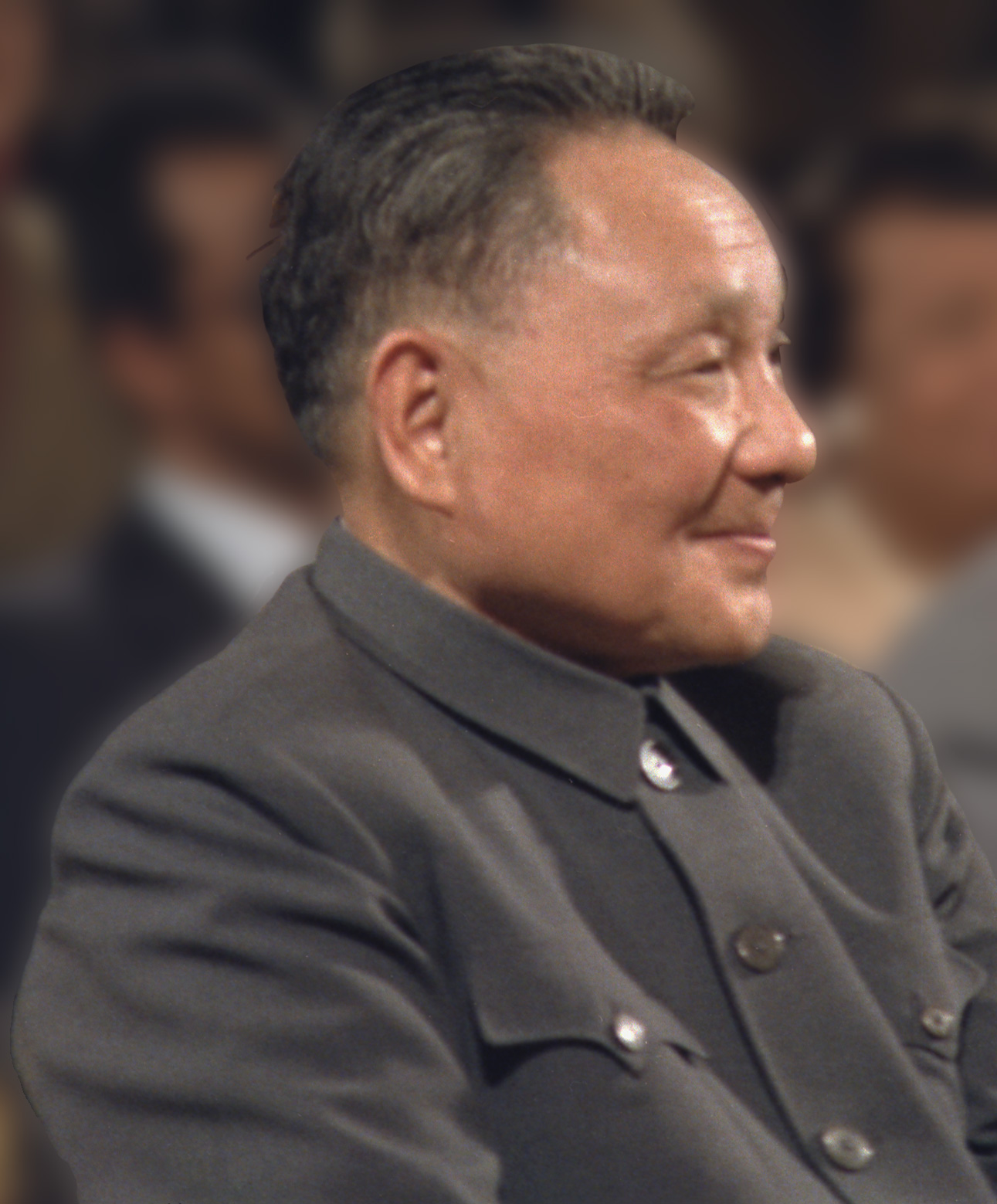
Đặng Tiểu Bình là người phát động chính sách cải cách kinh tế tại Trung Quốc vào năm 1978.

Sau cái chết của Mao Trạch Đông năm 1976, Tứ nhân bang nhanh chóng bị bắt và bị buộc tội đã gây ra những cái chết dưới thời Cách mạng văn hóa. Năm 1978, Đặng Tiểu Bình lên nắm quyền và thực hiện những cải cách kinh tế quan trọng. Đảng Cộng sản sau đó nới lỏng kiểm soát của chính phủ đối với đời sống cá nhân của công dân và các công xã nhân dân từ thời Mao Trạch Đông bị bãi bỏ nhằm tạo điều kiện cho thuê đất tư nhân. Sự kiện này đánh dấu Trung Quốc chuyển đổi từ kinh tế kế hoạch sang kinh tế hỗn hợp, với sự gia tăng của môi trường kinh tế thị trường mở. Trung Quốc thông qua hiến pháp hiện hành vào ngày 4 tháng 1 năm 1982. Năm 1989, hành động trấn áp bạo lực các cuộc biểu tình của sinh viên tại quảng trường Thiên An Môn khiến chính phủ Trung Quốc bị nhiều quốc gia chỉ trích và áp đặt chế tài.
Giang Trạch Dân, Lý Bằng và Chu Dung Cơ lãnh đạo quốc gia trong thập niên 1990. Trong thời gian họ cầm quyền, các thành tích kinh tế của Trung Quốc đã đưa khoảng 150 triệu nông dân thoát khỏi bần cùng và duy trì tăng trưởng tổng sản phẩm quốc nội bình quân năm là 11,2%. Trung Quốc chính thức gia nhập Tổ chức Thương mại Thế giới vào năm 2001, và duy trì tốc độ tăng trưởng kinh tế cao dưới quyền lãnh đạo của Hồ Cẩm Đào và Ôn Gia Bảo trong thập niên 2000. Tuy nhiên, tăng trưởng nhanh chóng cũng có tác động nghiêm trọng đến tài nguyên và môi trường quốc gia, và dẫn đến chuyển dịch lớn trên phương diện xã hội. Chất lượng sinh hoạt tiếp tục được cải thiện nhanh chóng bất chấp khủng hoảng cuối thập niên 2000, song kiểm soát chính trị tập trung vẫn chặt chẽ.
Sau 40 năm cải cách và mở cửa, Trung Quốc đã phát triển nhanh chóng. GDP của Trung Quốc năm 1978 chỉ dưới 150 tỷ USD, đến năm 2017 đã tăng lên 12.000 tỷ USD (tăng 80 lần theo giá trị tuyệt đối và 30 lần nếu trừ đi yếu tố lạm phát), đứng thứ hai thế giới chỉ sau Mỹ. Đóng góp của Trung Quốc vào GDP toàn cầu đã tăng từ 1,8% (năm 1978) lên 15,2% (năm 2017). Năm 2013, tổng kim ngạch thương mại Trung Quốc đã vượt Mỹ, trở thành nước có hoạt động thương mại lớn nhất thế giới. Năm 2014, theo tính toán sức mua tương đương (PPP), quy mô kinh tế Trung Quốc đã vượt Mỹ, trở thành nền kinh tế lớn nhất thế giới. Trung Quốc đã trở thành nhà sản xuất ô-tô lớn nhất thế giới tính về sản lượng hàng năm vào tháng 12/2009, và hiện nay Trung Quốc sản xuất nhiều ô-tô hơn cả của Mỹ, Nhật Bản và Đức cộng lại.
Một nhân tố mới nổi lên trong thế kỷ 20 là người Hoa sống ở hải ngoại. Nhờ nền tảng văn hóa mà người Trung Hoa rất thành công ngay cả khi sống ở nước ngoài. Ngay từ đầu thế kỷ 20, Quốc vương Thái Lan Rama VI đã gọi người Trung Quốc là "dân Do Thái ở phương Đông". Năm 2016, số người Trung Quốc sống ở nước ngoài (bao gồm cả những người đã đổi quốc tịch) là khoảng 60 triệu (chưa kể du học sinh) và sở hữu số tải sản ước tính hơn 2,5 ngàn tỉ USD, tức là họ có khả năng tạo ảnh hưởng tương đương 1 quốc gia như Pháp. Hoa kiều là tầng lớp thương nhân làm ăn rất thành công ở Đông Nam Á. Vào cuối thế kỷ 20, họ sở hữu hơn 80% cổ phiếu trên thị trường chứng khoán Thái Lan và Singapore, 62% ở Malaysia, 50% ở Philippines, tại Indonesia thì người Hoa nắm trên 70% tổng số tài sản công ty. Để hạn chế sức mạnh của người Hoa, chính phủ các nước Đông Nam Á dùng nhiều chính sách trấn áp hoặc đồng hóa, như ở Thái Lan thì người Hoa phải đổi tên thành tên Thái nếu muốn nhập quốc tịch, ở Indonesia thì người Hoa bị cấm dùng ngôn ngữ mẹ đẻ, trường công ở Malaysia thì hạn chế tiếp nhận sinh viên gốc Hoa. Nhưng trải qua bao sóng gió, trán áp và cưỡng chế đồng hóa, văn hóa người Hoa vẫn "bền bỉ như măng tre", như lời một lãnh đạo cộng đồng người Hoa ở hải ngoại. Cộng đồng Hoa Kiều vẫn gắn kết chặt chẽ với chính phủ trong nước, và là một bàn đạp quan trọng để Trung Quốc mở rộng ảnh hưởng trên thế giới vào đầu thế kỷ 21.

### Mục tiêu tương lai
Trong khoảng 100 năm qua, các chính trị gia hàng đầu của Trung Quốc đã nhiều lần nhắc tới việc Trung Quốc phải đứng đầu thế giới. Trong chủ nghĩa tam dân, Tôn Trung Sơn nêu rõ: 
| “ | "Dân tộc Trung Hoa là dân tộc lâu đời nhất thế giới, là dân tộc lớn nhất thế giới, là dân tộc văn minh nhất thế giới, là dân tộc có khả năng đại đồng hóa nhất thế giới... So với các dân tộc khác trên thế giới, dân tộc chúng ta vẫn đông nhất và lớn nhất. Từ thế hệ này sang thế hệ khác, cho đến nay vẫn là dân tộc ưu tú nhất trên thế giới". Trong cuốn "Phương lược kiến quốc", ông nhắc lại: "Đất đai của Trung Quốc rộng lớn hơn Mỹ. Tài nguyên khoáng sản phong phú, đứng vào hàng đầu thế giới. Dân số có tới 400 triệu người, cũng đứng đầu thế giới. Tài trí thông minh của người Trung Quốc cũng nổi tiếng từ thời xa xưa. Việc kế thừa nền văn hóa 5.000 năm cũng là điều thế giới chưa từng có. Hàng nghìn năm trước cũng đã từng là quốc gia hùng mạnh trên thế giới". | ” |

Sau đó, Mao Trạch Đông cũng cho rằng vượt qua Mỹ là trách nhiệm của Trung Quốc. Ngày 29 tháng 10 năm 1955, trong bài phát biểu tại cuộc hội đàm về cải tạo công thương nghiệp, Mao Trạch Đông từng nói: 
| “ | "Mục tiêu của chúng ta là phải đuổi kịp và vượt Mỹ. Nước Mỹ chỉ có hơn 100 triệu dân, còn chúng ta có hơn 600 triệu dân, do đó chúng ta phải đuổi kịp Mỹ... Ngày nào đuổi kịp Mỹ, vượt qua Mỹ chúng ta mới mở mày mở mặt. Hiện chúng ta vẫn chưa là gì, bị các nước khác chèn ép... Chúng ta cần phải lãnh trách nhiệm này. Trên thế giới, cứ bốn người chúng ta có một người, do đó không phấn đấu vươn lên là điều không thể chấp nhận được, chúng ta nhất định cần phải phấn đấu vươn lên không chịu thua kém". | ” |

Tới thời Đặng Tiểu Bình trong thập niên 1980, Đặng Tiểu Bình từng đề xuất thực hiện "chiến lược ba bước" với thời gian 70 năm, đến khi kỷ niệm 100 năm dựng nước (năm 2049) sẽ đưa Trung Quốc trở thành siêu cường đứng đầu thế giới. Bước thứ nhất, cần 10 năm để đạt được mức sống ăn no mặc ấm; bước thứ hai, cần 10 năm để đạt được mức sống khấm khá, bước thứ ba, cần 50 năm trong thế kỷ 21 để thực hiện mục tiêu vĩ đại chấn hưng dân tộc. Ngày 15 tháng 4 năm 1985, Đặng Tiểu Bình nhấn mạnh: "Nay chúng ta thực hiện việc mà Trung Quốc vài nghìn năm qua chưa từng làm. Cuộc cải cách này không chỉ ảnh hưởng tới Trung Quốc, mà còn tác động tới thế giới".

Thành phố Thượng Hải vào năm 2017

Theo báo Bưu điện Huffington (Mỹ) ngày 30 tháng 5 năm 2012, hơn 20 năm kể từ khi Liên Xô tan rã và thế giới trải qua giai đoạn "đơn cực" do Mỹ đứng đầu, Trung Quốc đang dần nổi lên thành siêu cường mới nhất. Báo này nhận xét rằng Trung Quốc không nôn nóng mà chấp nhận sự phát triển dài hơi.
Đầu năm 2010, tại Trung Quốc xuất bản cuốn sách "Trung Quốc mộng" của Đại tá Lưu Minh Phúc, giảng viên Đại học Quốc phòng Bắc Kinh, gây tiếng vang trong và ngoài nước. Tác giả đã có những so sánh, phân tích và những bước đi để Trung Quốc thực hiện Giấc mộng Trung Hoa – siêu cường số một thế giới. Tác giả phân tích: muốn đất nước trỗi dậy tất phải có "chí lớn", nước lớn không có chí lớn tất sẽ suy thoái, nước nhỏ mà có chí lớn cũng có thể trỗi dậy. Sự chuẩn bị về "chí hướng" là không thể thiếu được đối với người Trung Quốc. Trong Chương IV, tác giả cho rằng cần phải xây dựng "Trung Quốc vương đạo" kế thừa truyền thống Trung Hoa, lấy đó làm nguồn sức mạnh cho văn hóa, đạo đức và "ảnh hưởng mềm" của Trung Quốc trên thế giới. Văn minh Trung Hoa có bề dày lịch sử lâu đời bậc nhất trên thế giới, cần phải phân tích những bài học trị quốc trong lịch sử, đồng thời phải luôn tâm niệm "vương đạo" là: "không chèn ép bốn bể, không ức hiếp lân bang, hùng cường nhưng không ngang ngược, lớn mạnh nhưng không xưng bá".
Trong tháng 11 năm 2012, Tập Cận Bình kế nhiệm Hồ Cẩm Đào trong vai trò Tổng bí thư của Đảng Cộng sản. Năm 2013, Tập Cận Bình đã nêu ra học thuyết Giấc mộng Trung Quốc tại kỳ họp Đại hội Đại biểu Nhân dân Toàn Quốc. Sau đó được sử dụng rộng rãi trên các phương tiện truyền thông Trung Quốc. Tập Cận Bình mô tả rằng "Sự phục hưng vĩ đại của dân tộc Trung Hoa là giấc mơ lớn nhất của Trung Quốc", mục tiêu là trở thành siêu cường số một thế giới, giành lại địa vị mà 5.000 năm văn minh Trung Hoa từng có được trong quá khứ. Theo tạp chí lý luận của đảng Cầu Thị, giấc mộng Trung Quốc là sự thịnh vượng của Trung Quốc với nỗ lực tập thể, chủ nghĩa xã hội và vinh quang quốc gia.

Tuy vậy, tiến sĩ kinh tế Trương Duy Nghênh của trường đại học Bắc Kinh cho rằng các thành tựu khoa học kỹ thuật của Trung Quốc hiện vẫn chưa tương xứng để được coi là siêu cường: 
| “ | "Trong hơn 30 năm qua, kinh tế Trung Quốc giành được những thành tựu đáng kể. Thế nhưng những thành tựu ấy được xây dựng trên cơ sở khoa học kỹ thuật mà thế giới phương Tây tích lũy được trong 300 năm phát minh sáng tạo của họ. Mỗi một kỹ thuật và sản phẩm quan trọng giúp cho kinh tế Trung Quốc tăng trưởng nhanh đều do phương Tây phát minh chứ không phải do chúng ta phát minh. Chúng ta chỉ là kẻ ăn theo chứ không phải là kẻ sáng tạo đổi mới. Chúng ta chỉ dựng một căn gác nhỏ trên tòa dinh thự lớn do người khác xây dựng. Chúng ta không có lý do để tự cao tự đại!. Trong 50 - 100 năm nữa, để có thể thay đổi điều này thì cần phải phát huy hết tinh thần kinh doanh và sức sáng tạo để biến Trung Quốc thành một quốc gia đổi mới. | ” |

## Địa lý
Cảnh quan Trung Quốc đa dạng thay đổi từ những thảo nguyên rừng cùng các sa mạc Gobi và Taklamakan ở phía bắc khô hạn đến các khu rừng cận nhiệt đới ở phía nam. Các dãy núi Himalaya, Karakoram, Pamir và Thiên Sơn là ranh giới tự nhiên của Trung Quốc với Nam Á và Trung Á. Trường Giang và Hoàng Hà lần lượt là các sông dài thứ 3 và thứ 6 trên thế giới, hai sông này bắt nguồn từ cao nguyên Thanh Tạng và chảy hướng về vùng bờ biển phía đông. Đường bờ biển của Trung Quốc trải dọc theo Thái Bình Dương và dài 14.500 km, giáp với các biển Bột Hải, Hoàng Hải, Hoa Đông và biển Đông.

### Vị trí địa lý
Trung Quốc là quốc gia lớn thứ ba trên thế giới xét theo diện tích đất và là quốc gia lớn thứ ba hoặc bốn về tổng diện tích, sau Nga, Canada, và có thể là Hoa Kỳ. Tổng diện tích của Trung Quốc thường được tuyên bố là khoảng 9.600.000 km2 (3.700.000 dặm vuông Anh). Số liệu diện tích cụ thể dao động từ 9.572.900 km2 (3.696.100 dặm vuông Anh) theo Encyclopædia Britannica, 9.596.961 km2 (3.705.407 dặm vuông Anh) theo Niên giám Nhân khẩu Liên Hợp Quốc, đến 9.596.960 km2 (3.705.410 dặm vuông Anh) theo CIA World Factbook.

Trung Quốc có tổng chiều dài đường biên giới trên bộ lớn nhất thế giới, với 22.117 km (13.743 mi) từ cửa sông Áp Lục đến vịnh Bắc Bộ. Trung Quốc có biên giới với 14 quốc gia khác, giữ vị trí số một thế giới cùng với Nga. Trung Quốc bao gồm phần lớn khu vực Đông Á, giáp với Việt Nam, Lào, Myanmar, Ấn Độ, Bhutan, Nepal, Pakistan, Afghanistan, Tajikistan, Kyrgyzstan, Kazakhstan, Nga, Mông Cổ, và Triều Tiên. Ngoài ra, Hàn Quốc, Nhật Bản, Philippines cũng lân cận với Trung Quốc qua biển.

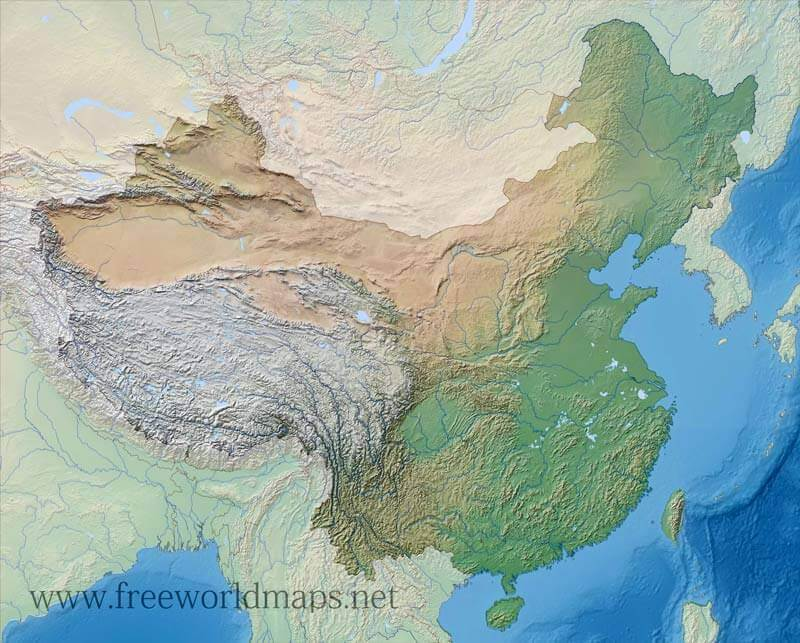
Bản đồ địa hình trung quốc

Lãnh thổ Trung Quốc nằm giữa các vĩ độ 18° ở tỉnh Hải Nam và 54° Bắc ở tỉnh Hắc Long Giang, các kinh độ 73° và 135° Đông. Cảnh quan của Trung Quốc biến đổi đáng kể trên lãnh thổ rộng lớn của mình. Xét theo độ cao, Trung Quốc có ba bậc thấp dần từ tây sang đông. Phía tây có độ cao trung bình 4000 mét so với mực nước biển, được ví là nóc nhà thế giới. Tiếp nối là vùng có độ cao trung bình 2000 mét so với mực nước biển bao bọc phía bắc, đông và đông nam. Thấp nhất là vùng bình nguyên có độ cao trung bình dưới 200 mét ở phía đông bắc và đông. Tại phía đông, dọc theo bờ biển Hoàng Hải và biển Hoa Đông, có các đồng bằng phù sa rộng và dân cư đông đúc, trong khi các thảo nguyên rộng lớn chiếm ưu thế ở rìa của cao nguyên nguyên Nội Mông. Đồi và các dãy núi thấp chi phối địa hình tại Hoa Nam, trong khi miền trung-đông có những châu thổ của hai sông lớn nhất Trung Quốc là Hoàng Hà và Trường Giang. Các sông lớn khác là Tây Giang, Hoài Hà, Mê Kông (Lan Thương), Brahmaputra (Yarlung Tsangpo) và Amur (Hắc Long Giang). Ở phía tây có các dãy núi lớn, nổi bật nhất là Himalaya. Ở phía bắc có các cảnh quan khô hạn, như sa mạc Gobi và sa mạc Taklamakan. Đỉnh cao nhất thế giới là núi Everest (8.848m) nằm trên biên giới Trung Quốc-Nepal. Điểm thấp nhất của Trung Quốc, và thấp thứ ba trên thế giới, là lòng hồ Ngải Đinh (−154m) tại bồn địa Turpan.

### Khí hậu
Mùa khô và gió mùa ẩm chi phối phần lớn khí hậu Trung Quốc, dẫn đến khác biệt nhiệt độ rõ rệt giữa mùa đông và mùa hạ. Trong mùa đông, gió từ phía Bắc tràn xuống từ các khu vực có vĩ độ cao với đặc điểm là lạnh và khô; trong mùa hạ, gió nam từ các khu vực duyên hải có vĩ độ thấp có đặc điểm là ấm và ẩm. Khí hậu Trung Quốc có sự khác biệt giữa các khu vực do địa hình phức tạp cao độ. Một vấn đề môi trường lớn tại Trung Quốc là việc các hoang mạc tiếp tục mở rộng, đặc biệt là sa mạc Gobi.

### Đa dạng sinh học
Trung Quốc là một trong 17 quốc gia đa dạng sinh học siêu cấp trên thế giới, nằm trên hai khu vực sinh thái lớn của thế giới là Cổ Bắc phương (Palearctic) và Indomalaya (Đông Dương). Theo một đánh giá, Trung Quốc có trên 34.687 loài động vật và thực vật có mạch, do vậy là quốc gia đa dạng sinh học cao thứ ba trên thế giới, sau Brasil và Colombia. Trung Quốc ký kết Công ước về đa dạng sinh học Rio de Janeiro vào tháng 6 năm 1992, và trở thành một bên của công ước vào tháng 1 năm 1993.
Trung Quốc là nơi sinh sống của ít nhất 551 loài thú (nhiều thứ ba thế giới), 1.221 loài chim (thứ tám), 424 loài bò sát (thứ bảy) và 333 loài động vật lưỡng cư (thứ bảy). Trung Quốc là quốc gia đa dạng sinh học ở mức độ cao nhất trong mỗi hạng mục ngoài vùng nhiệt đới. Động vật hoang dã tại Trung Quốc chia sẻ môi trường sống và chịu áp lực gay gắt từ lượng dân cư đông nhất thế giới. Ít nhất có 840 loài động vật bị đe dọa, dễ bị tổn thương, hoặc gặp nguy hiểm tuyệt chủng địa phương tại Trung Quốc, phần lớn là do hoạt động của con người như phá hoại môi trường sống, ô nhiễm và săn bắn phi pháp để làm thực phẩm, lấy da lông và làm nguyên liệu cho Trung dược. Gấu trúc là một trong số những động vật đứng trước nguy cơ tuyệt chủng hiện chỉ còn những cá thể tự nhiên duy nhất sống tại Trung Quốc. Động vật hoang dã gặp nguy hiểm được pháp luật bảo hộ, tính đến năm 2005, Trung Quốc có trên 2.349 khu bảo tồn tự nhiên, bao phủ một tổng diện tích là 149,95 triệu ha, tức 15% tổng diện tích của Trung Quốc.
Trung Quốc có trên 32.000 loài thực vật có mạch, và là nơi có nhiều loại rừng. Những khu rừng thông lạnh chiếm ưu thế tại miền bắc của quốc gia, là nơi sinh sống của các loài động vật như nai sừng tấm và gấu đen, cùng với hơn 120 loài chim. Tầng dưới của rừng thông ẩm có thể gồm các bụi tre. Trên các vùng núi cao của bách xù và thủy tùng, thay thế cho tre là đỗ quyên. Các khu rừng cận nhiệt đới chiếm ưu thế tại miền trung và miền nam Trung Quốc, là nơi sinh sống của khoảng 146.000 loài thực vật. Những khu rừng mưa nhiệt đới và theo mùa bị hạn chế tại Vân Nam và Hải Nam, song bao gồm một phần tư tổng số loài động thực vật phát hiện được tại Trung Quốc. Ghi nhận được trên 10.000 loài nấm tại Trung Quốc, và trong số đó có gần 6.000 loài nấm bậc cao.

## Chính trị

### Chính phủ
Nước Cộng hòa Nhân dân Trung Hoa là một quốc gia xã hội chủ nghĩa công khai tán thành chủ nghĩa cộng sản. Chính phủ Trung Quốc được mô tả là cộng sản và xã hội chủ nghĩa, song cũng chuyên chế và xã đoàn, với những hạn chế nghiêm ngặt trong nhiều lĩnh vực, đáng chú ý nhất là truy cập tự do Internet, tự do báo chí, tự do hội họp, quyền có con, tự do hình thành các tổ chức xã hội và tự do tôn giáo. Hệ thống chính trị, tư tưởng, và kinh tế hiện tại của Trung Quốc được các lãnh đạo nước này gọi lần lượt là "chuyên chính dân chủ nhân dân", "chủ nghĩa xã hội đặc sắc Trung Quốc" và "kinh tế thị trường xã hội chủ nghĩa".
Đảng Cộng sản Trung Quốc nắm quyền thống trị quốc gia, quyền lực của đảng này được ghi trong hiến pháp của Trung Quốc. Hệ thống tuyển cử của Trung Quốc có phân cấp, theo đó các đại hội đại biểu nhân dân địa phương (cấp hương và cấp huyện) được tuyển cử trực tiếp, và toàn bộ các cấp đại hội đại biểu nhân dân từ cấp cao hơn cho đến toàn quốc được tuyển cử gián tiếp bởi đại hội đại biểu nhân dân ở cấp dưới. Hệ thống chính trị được phân quyền, và các lãnh đạo cấp tỉnh và phó tỉnh có quyền tự trị đáng kể. Tại Trung Quốc còn có các chính đảng khác, được gọi là 'đảng phái dân chủ', những tổ chức này tham gia Đại hội đại biểu nhân dân toàn quốc (Nhân đại) và Hội nghị Hiệp thương chính trị nhân dân Trung Quốc (Chính hiệp).
Chủ tịch nước Cộng hòa Nhân dân Trung Hoa là nguyên thủ quốc gia của Cộng hòa Nhân dân Trung Hoa. Chức vụ này đã được lập ra theo bản Hiến pháp năm 1954. Trước đó, từ ngày thành lập nước Cộng hòa Nhân dân Trung Hoa (1949-1954) chỉ có chức Chủ tịch Chính phủ Nhân dân Trung ương. Từ năm 1975 không có chức vụ Chủ tịch nước mà vai trò đại diện quốc gia được chuyển sang cho Ủy viên trưởng Ủy ban Thường vụ Đại hội Đại biểu Nhân dân Toàn quốc. Hiến pháp năm 1982 lập lại chức vụ chủ tịch nước. Về mặt chính thức, chủ tịch nước Cộng hòa Nhân dân Trung Hoa do Đại hội Đại biểu Nhân dân Toàn quốc (gọi tắt là Nhân đại toàn quốc) bầu ra theo quy định của điều 62 của Hiến pháp Cộng hòa Nhân dân Trung Hoa. Trên thực tế, việc bầu cử này thực chất là bầu cử 'một ứng cử viên'. Ứng cử viên cho chức vụ này được Đoàn chủ tịch Hội nghị Đại hội Đại biểu Nhân dân Toàn quốc giới thiệu. Thủ tướng Trung Quốc là nhân vật lãnh đạo chính phủ, chủ trì Quốc vụ viện gồm bốn phó thủ tướng cùng người đứng đầu các bộ và ủy ban cấp bộ. Tổng bí thư, Chủ tịch nước đương nhiệm là Tập Cận Bình, ông cũng là Chủ tịch Quân ủy Trung Quốc. Thủ tướng đương nhiệm là Lý Khắc Cường, ông cũng là một thành viên cấp cao của Ban Thường vụ Bộ Chính trị Đảng Cộng sản Trung Quốc, một cơ cấu quyết định hàng đầu của Trung Quốc trong thực tế.

### Phân cấp hành chính
Nước Cộng hòa Nhân dân Trung Hoa quản lý về hành chính 22 tỉnh và nhìn nhận Đài Loan là tỉnh thứ 23, song Đài Loan hiện đang được Trung Hoa Dân Quốc quản lý một cách độc lập, chính thể này tranh chấp với yêu sách của nước Cộng hòa Nhân dân Trung Hoa. Trung Quốc còn có 5 phân khu được gọi chính thức là khu tự trị, mỗi khu dành cho một dân tộc thiểu số được chỉ định; 4 đô thị trực thuộc; và 2 khu hành chính đặc biệt được hưởng quyền tự trị chính trị nhất định. 22 tỉnh, 5 khu tự trị, 4 đô thị trực thuộc có thể được gọi chung là "Trung Quốc đại lục", thuật ngữ này thường không bao gồm các khu hành chính đặc biệt Hồng Kông và Ma Cao.
Tại 31 đơn vị hành chính cấp tỉnh tại Trung Quốc đại lục, người đứng đầu vị trí thứ nhất là Bí thư Tỉnh ủy, lãnh đạo phương hướng, vị trí thứ hai là Tỉnh trưởng Chính phủ Nhân dân (tương ứng có Thị trưởng Thành phố, Chủ tịch Khu tự trị), quản lý hành chính. Người đứng đầu hai đặc khu hành chính là Đặc khu trưởng, tương ứng với Tỉnh trưởng.

### Quan hệ đối ngoại
Tính đến tháng 9 năm 2019, Cộng hòa Nhân dân Trung Hoa có quan hệ ngoại giao với 180 quốc gia (tính cả Palestine, Quần đảo Cook và Niue). Tính hợp pháp của nước Cộng hòa Nhân dân Trung Hoa là vấn đề tranh chấp đối với Trung Hoa Dân Quốc và một vài quốc gia khác (tính đến tháng 9 năm 2019 có 15 quốc gia có quan hệ ngoại giao chính thức với Trung Hoa Dân Quốc). Năm 1971, nước Cộng hòa Nhân dân Trung Hoa thay thế Trung Hoa Dân Quốc trong vị thế là đại diện duy nhất của Trung Quốc tại Liên Hợp Quốc và vị thế là một trong năm thành viên thường trực của Hội đồng Bảo an Liên Hợp Quốc. Trung Quốc là một cựu thành viên và cựu lãnh đạo của Phong trào không liên kết, và vẫn nhìn nhận bản thân là nước bênh vực cho những quốc gia đang phát triển. Trung Quốc là một thành viên trong nhóm BRICS cùng với Brasil, Nga, Ấn Độ và Nam Phi.
Theo Chính sách Một Trung Quốc, chính phủ Trung Quốc đặt điều kiện tiên quyết để thiết lập quan hệ ngoại giao là các quốc gia khác phải thừa nhận chủ quyền của họ đối với đảo Đài Loan (thuộc kiểm soát của Trung Hoa Dân Quốc) và đoạn tuyệt các quan hệ chính thức với chính phủ Trung Hoa Dân Quốc. Các quan chức Trung Quốc nhiều lần kháng nghị khi các quốc gia khác tiến hành đàm phán ngoại giao với Đài Loan, đặc biệt là trong vấn đề giao dịch vũ khí. Trung Quốc cũng kháng nghị những hội nghị chính trị giữa các quan chức chính phủ ngoại quốc và Đạt Lai Lạt Ma thứ 14.
Phần lớn chính sách ngoại giao hiện hành của Trung Quốc được tường thuật là dựa trên "Năm nguyên tắc cùng tồn tại hòa bình" của Thủ tướng Chu Ân Lai, và cũng được thúc đẩy bởi khái niệm "hòa nhi bất đồng", theo đó khuyến khích quan hệ ngoại giao giữa các quốc gia bất kể khác biệt về ý thức hệ. Trung Quốc có quan hệ kinh tế và quân sự thân cận với Nga, và hai quốc gia thường nhất trí khi bỏ phiếu tại Hội đồng Bảo an Liên Hợp Quốc.
Ngoài tuyên bố chủ quyền đối với Đài Loan, Trung Quốc cũng tham dự một số tranh chấp lãnh thổ quốc tế khác. Kể từ thập niên 1990, Trung Quốc tham dự các cuộc đàm phán nhằm giải quyết tranh chấp về biên giới trên bộ, trong đó có tranh chấp biên giới với Ấn Độ và một biên giới chưa phân định với Bhutan. Ngoài ra, Trung Quốc còn tham dự các tranh chấp đa phương quanh quyền chiếm hữu một số đảo nhỏ trên biển Đông và biển Hoa Đông, gồm bãi cạn Scarborough (tranh chấp với Philippines), quần đảo Senkaku (tranh chấp với Nhật Bản) quần đảo Hoàng Sa (tranh chấp với Việt Nam) và quần đảo Trường Sa (tranh chấp với Việt Nam, Đài Loan, Malaysia, Philippines và Brunei).

### Vị thế quốc tế
Trung Quốc thường được tán tụng là một trong số các siêu cường tiềm năng trên thế giới hiện nay (cùng với các nước Ấn Độ, Brasil và Nga), một số nhà bình luận cho rằng sự phát triển kinh tế nhanh chóng, phát triển năng lực quân sự, dân số rất đông, và ảnh hưởng quốc tế gia tăng là những dấu hiệu cho thấy Trung Quốc sẽ giữ vị thế nổi bật trên toàn cầu trong thế kỷ XXI. Một số học giả lại đặt câu hỏi về định nghĩa "siêu cường", lý luận rằng chỉ riêng kinh tế lớn sẽ không giúp Trung Quốc trở thành siêu cường, và lưu ý rằng Trung Quốc thiếu ảnh hưởng quân sự và văn hóa như Hoa Kỳ.
Nhiều học giả cũng nhận định Trung Quốc vẫn chưa hội tụ đủ điều kiện để trở thành một siêu cường như Hoa Kỳ trong tương lai gần. Timothy Beardson, người sáng lập của Crosby International Holdings, tuyên bố vào năm 2013 rằng ông không tin Trung Quốc sẽ trở thành một siêu cường trong thế kỷ 21. Beardson dẫn chứng rằng 83% sản phẩm công nghệ cao được sản xuất tại Trung Quốc hiện nay thuộc về các công ty nước ngoài (Trung Quốc chỉ đóng vai trò gia công, trong khi công nghệ lõi thì họ chưa làm chủ được). Ông nói thêm rằng xã hội Trung Quốc đang ẩn chứa nhiều vấn đề nghiêm trọng liên quan đến mức lương trung bình, già hóa dân số và mất cân bằng giới tính, và rằng Trung Quốc đã liên tục gây ô nhiễm môi trường trong suốt 30 năm tăng trưởng kinh tế . Tình hình chính trị tại Trung Quốc quá mong manh để tồn tại trong trạng thái siêu cường, theo ý kiến của Susan Shirk trong cuốn sách Trung Quốc: Siêu cường mong manh (2008). Một số yếu tố khác có thể hạn chế khả năng trở thành siêu cường của Trung Quốc trong tương lai có thể kể đến như nguồn cung cấp năng lượng và nguyên liệu hạn chế, khả năng đổi mới không cao, bất bình đẳng, tham nhũng, và các rủi ro đối với sự ổn định xã hội và môi trường 
Minxin Pei lập luận vào năm 2010 rằng Trung Quốc chưa phải là một siêu cường và họ sẽ không sớm trở thành một siêu cường trong tương lai gần khi mà chính Trung Quốc đang phải đối mặt với những thách thức về chính trị và kinh tế rất đáng lo ngại  Mixin Pei cho rằng mặc dù Trung Quốc đang sử dụng sức mạnh kinh tế của mình để gây ảnh hưởng đến một số quốc gia, nhưng họ có rất ít bạn bè hoặc đồng minh thực sự và hiện đang bị bao vây bởi một loạt các quốc gia có thái độ thù địch. Tình hình này có thể được cải thiện nếu các tranh chấp lãnh thổ trong khu vực được giải quyết, việc Trung Quốc tham gia vào một hệ thống phòng thủ khu vực hiệu quả cũng có thể sẽ làm giảm sự thù địch của các nước láng giềng. Ngoài ra, một nước Trung Quốc được dân chủ hóa cũng sẽ cải thiện đáng kể quan hệ đối ngoại với nhiều quốc gia trên thế giới . Amy Chua nhận định rằng sức hút đối với người nhập cư là một phẩm chất quan trọng đối với một siêu cường. Bà cho rằng Trung Quốc hiện chưa đủ sức hấp dẫn để khiến các nhà khoa học, nhà tư tưởng và nhà đổi mới từ các quốc gia khác nhập cư vào nước họ (ngược lại với Hoa Kỳ những năm đầu thế kỷ XX)  Đến năm 2019 Trung Quốc vẫn là một nước có tỉ lệ di cư ròng âm (tức số người rời bỏ đất nước hàng năm lớn hơn số người nhập cư), theo số liệu của Liên Hợp Quốc. Trong khi đó Hoa Kỳ đã duy trì tỉ lệ di cư ròng dương trong hơn một thế kỷ qua.
Theo một khảo sát của Pew Research tại 34 quốc gia vào đầu năm 2020, 41% số người được hỏi có nhìn nhận tiêu cực về Trung Quốc, trong khi số người có cái nhìn tích cực về Trung Quốc là 40% . Khảo sát cũng cho thấy Hoa Kỳ được yêu thích hơn so với Trung Quốc trên phạm vi toàn cầu .

## Quân sự

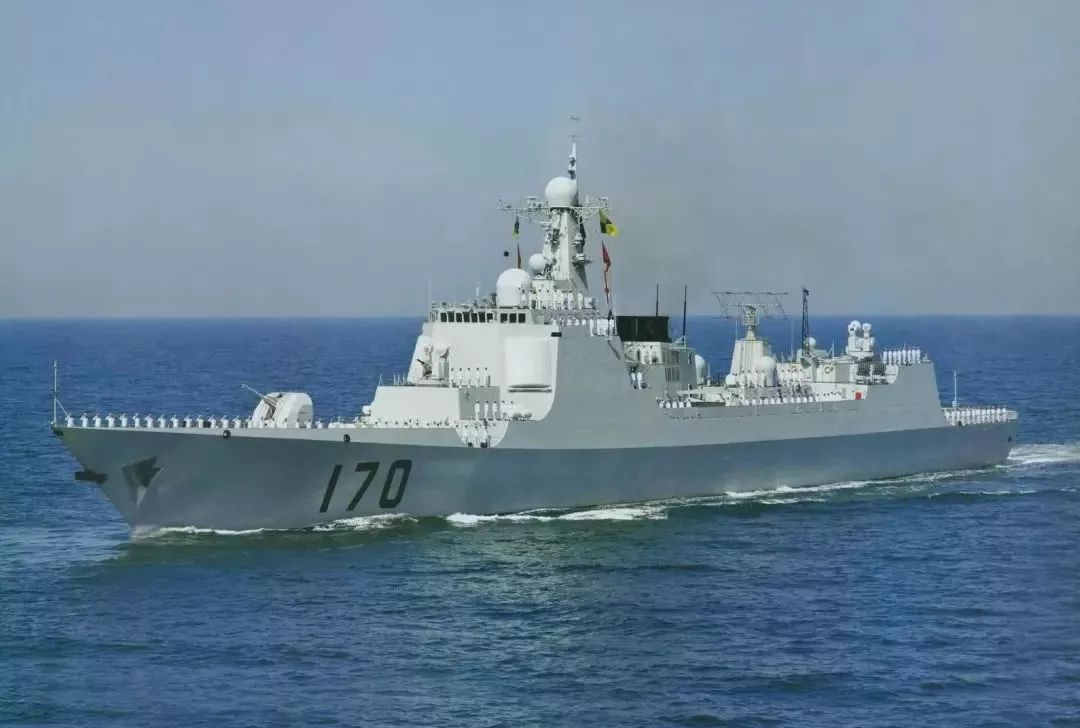
Tàu khu trục Lan Châu (170) thuộc Lớp tàu khu trục Kiểu 052C Lớp 052C của Hải quân Quân Giải phóng Nhân dân Trung Quốc.

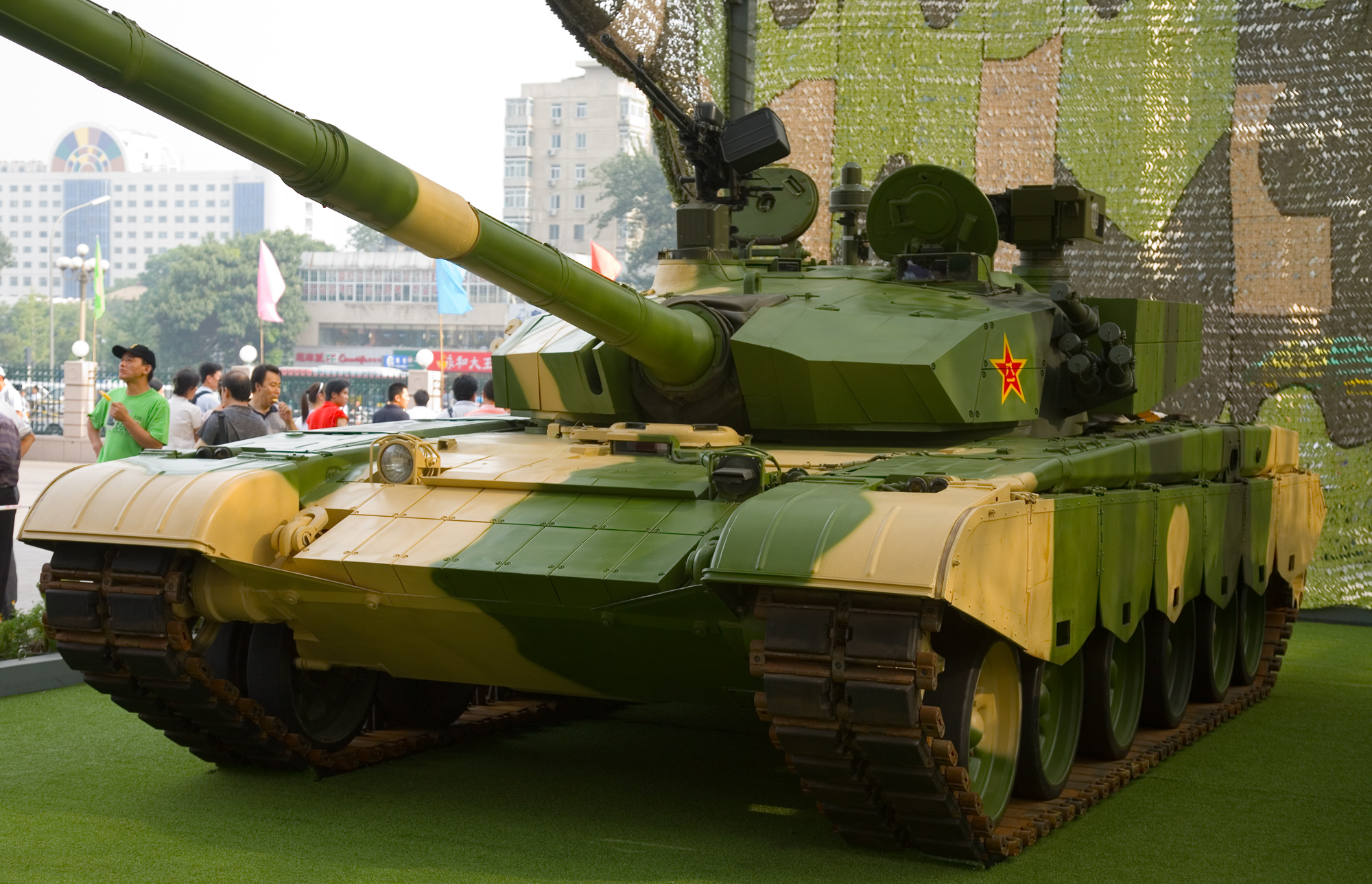
Xe tăng kiểu 99 của Quân Giải phóng Nhân dân Trung Quốc.

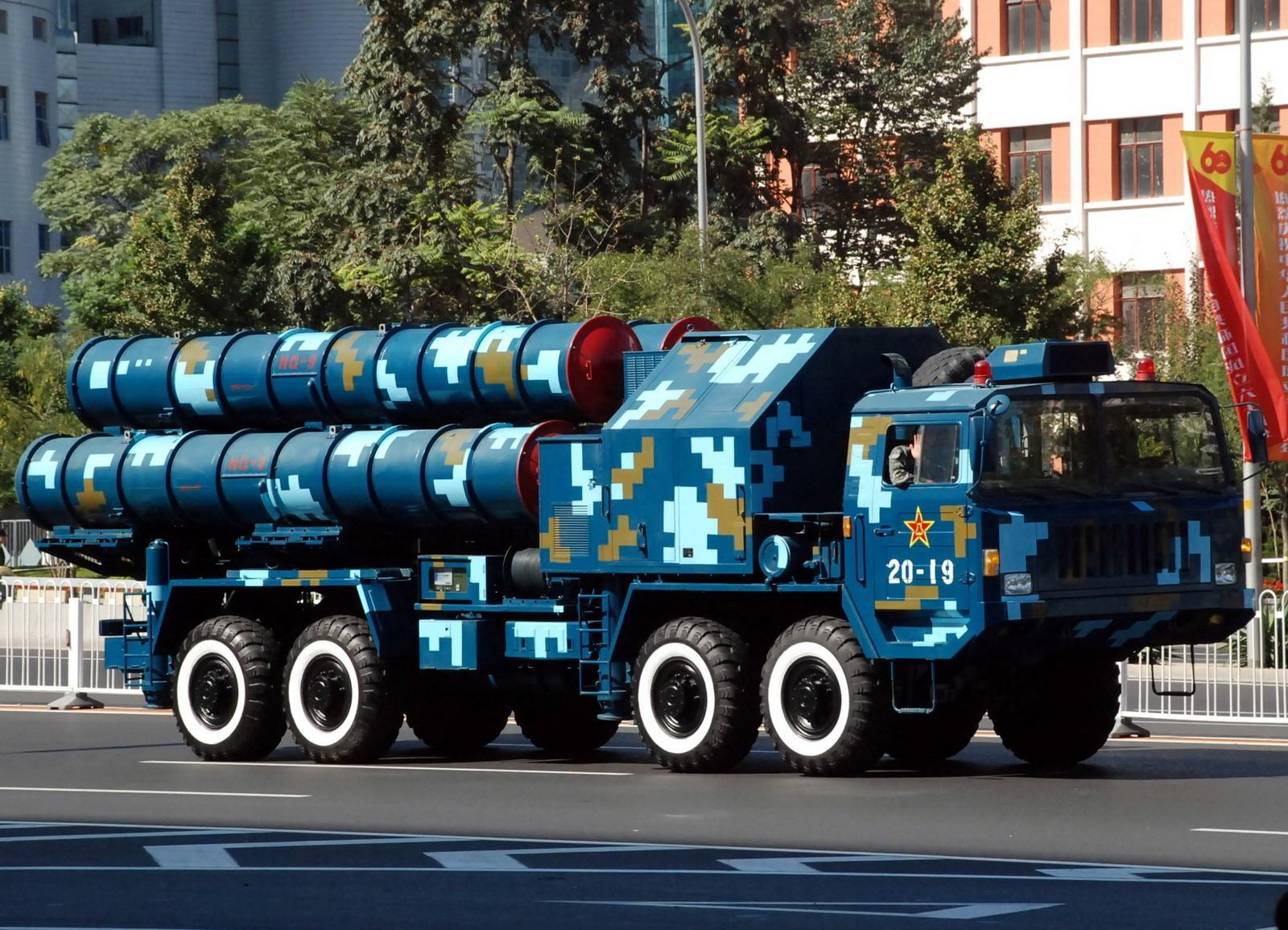
Phi đạn phòng không cơ động Hồng kỳ-9 (HQ-9).

Năm 2012, Quân Giải phóng Nhân dân Trung Quốc có 2,3 triệu binh sĩ tại ngũ, là lực lượng quân sự thường trực lớn nhất trên thế giới và nằm dưới quyền chỉ huy của Quân ủy Trung ương. Quân Giải phóng Nhân dân Trung Quốc gồm có Lục quân, Hải quân, Không quân, và một lực lượng hạt nhân chiến lược mang tên Bộ đội Pháo binh số hai. Theo Chính phủ Trung Quốc, tổng chi phí dành cho quân sự của quốc gia vào năm 2012 là 100 tỷ USD, đứng thứ hai thế giới về ngân sách quân sự. Tuy nhiên, các quốc gia khác như Hoa Kỳ thì cho rằng Trung Quốc không báo cáo mức chính xác về chi tiêu quân sự, vốn được cho là cao hơn nhiều ngân sách chính thức. Lực lượng quân đội nước này vẫn tồn tại những nhược điểm về huấn luyện và nạn tham nhũng tràn lan gây ảnh hưởng mạnh đến năng lực tham chiến của quân đội.
Khoa học và kỹ thuật trong Công nghiệp quốc phòng của Cộng hòa nhân dân Trung Hoa hầu hết được đặt nền móng khi Liên Xô viện trợ mạnh mẽ vào Trung Quốc vào những năm 1950. Và phần lớn các vũ khí quan trọng của Liên Xô đã được cấp giấy phép để sản xuất tại Trung Quốc. Cũng như Liên Xô đã giúp đỡ phát triển công nghệ hạt nhân và vũ khí nguyên tử tại Trung Quốc. CHND Trung Hoa cũng đã có được một số công nghệ của Hoa Kỳ khi mối quan hệ giữa hai nước trở nên nồng ấm vào những năm 1970. Cũng như Trung Quốc bắt đầu sao chép những vũ khí mà mình mua được từ phương Tây nhưng không nhiều do các nước phương Tây thận trọng hơn trong việc mua bán vũ khí với Trung Quốc cũng như bị cấm vận vũ khí vào năm 1989. Đến những năm 1990 thì Trung Quốc bắt đầu sao chép quy mô lớn các vũ khí hiện đại mua được từ Nga. Còn khi Nga từ chối bán các loại vũ khí của mình thì Trung Quốc chuyển sang mua của Ukraina vốn cũng sở hữu nhiều loại vũ khí hiện đại từ thời Liên Xô. Hiện tại thì Trung Quốc đang tích cực sao chép các loại vũ khí của phương Tây mua được từ Israel.
Đã từng có thời, Liên Xô hào phóng với Trung Quốc đến mức cung cấp miễn phí một lượng lớn vũ khí và công nghệ quân sự giúp cho ngành công nghiệp quốc phòng nước này có được một nền tảng cực kỳ quan trọng. Giới phân tích quân sự quốc tế khẳng định, Trung Quốc đã thu được những kết quả "khó tin" nhờ sự trợ giúp của Nga. Các nhà phân tích cho rằng, Bắc Kinh tin tưởng là bằng cách vi phạm bản quyền sản phẩm họ sẽ từng bước ngừng nhập khẩu vũ khí của Nga và tiến tới trở thành một nhà xuất khẩu lớn, đủ sức cạnh tranh với các cường quốc khác. Kể từ đó, Nga đã rất hạn chế bán thiết bị quân sự cho Trung Quốc mặc dù vẫn tiếp tục cung cấp động cơ máy bay. Thêm vào đó, mọi lời đề nghị sử dụng các nghiên cứu công nghệ cao từ phía Trung Quốc đều bị Nga từ chối thẳng thừng nhưng Nga lại sẵn lòng bán cho các đối thủ của Trung Quốc trong khu vực.
Trung Quốc được công nhận là một quốc gia có vũ khí hạt nhân Theo một báo cáo vào năm 2013 của Bộ Quốc phòng Mỹ, Trung Quốc đưa ra thực địa từ 50 đến 75 tên lửa liên lục địa, cùng với một số tên lửa đạn đạo tầm ngắn. Tuy nhiên, so với bốn thành viên khác trong Hội đồng Bảo an Liên Hợp Quốc, Trung Quốc tương đối hạn chế về năng lực viễn chinh. Nhằm khắc phục tình trạng này, Trung Quốc đã phát triển các tài sản phục vụ viễn chinh, hàng không mẫu hạm đầu tiên của Trung Quốc bắt đầu phục vụ từ năm 2012, và duy trì một hạm đội tầm ngầm đáng kể, gồm cả một số tàu ngầm tấn công hạt nhân và tên lửa đạn đạo. Ngoài ra, Trung Quốc còn thiết lập một mạng lưới gồm các quan hệ quân sự hải ngoại dọc những tuyến đường biển then chốt.
Trung Quốc đạt được những tiến bộ đáng kể trong việc hiện đại hóa không quân kể từ đầu thập niên 2000, mua các chiến đấu cơ của Nga như Sukhoi Su-30, và cũng sản xuất các chiến đấu cơ hiện đại cho mình, đáng chú ý nhất là J-10 và J-11, J-15 và J-16. Trung Quốc còn tham gia phát triển máy bay tàng hình và máy bay chiến đấu không người lái. Nhưng việc không thể tự chế tạo động cơ máy bay có chất lượng đủ tin cậy khiến cho Trung quốc không thể tự chế tạo toàn bộ các loại máy bay như J-11B, J-15 và J-16. Vấn đề tương tự đã buộc lực lượng Hải quân Trung Quốc hủy bỏ kế hoạch sử dụng động cơ WS-10A cho J-15. Cả hai lực lượng không quân và hải quân Trung quốc đã yêu cầu để thay thế WS-10A bằng các động cơ AL-31F của Nga đáng tin cậy hơn. Việc này làm cho số lượng động cơ nhập khẩu đang có không thể cung cấp đủ cho việc sản xuất máy bay việc này có thể dẫn đến việc ngừng phát triển máy bay cho đến khi Trung Quốc có thể tìm được cách tự chủ về động cơ.
Trung Quốc cũng hiện đại hóa lực lượng bộ binh của họ, thay thế xe tăng từ thời Liên Xô bằng nhiều biến thể của tăng kiểu 99, và nâng cấp các hệ thống C3I và C4I chiến trường để tăng cường năng lực chiến tranh mạng lưới trung tâm của họ. Ngoài ra, Trung Quốc cũng phát triển hoặc kiếm được các hệ thống tên lửa tân tiến, trong đó có tên lửa chống vệ tinh, tên lửa hành trình và tên lửa đạn đạo liên lục địa hạt nhân phóng từ tàu ngầm.
Liên tục 20 năm (từ năm 1997), ngân sách quốc phòng Trung Quốc công bố tăng trung bình 15%/năm đã tạo đà cất cánh cho Hải quân Trung Quốc trở thành sức mạnh mới. Những năm 1980, Hải quân Trung Quốc có bước đầu phát triển về chất, bắt đầu có các chuyến đi viễn dương, nâng cao trình độ chuyên môn, kỹ thuật, huấn luyện hiệp đồng tàu ngầm với tàu mặt nước. Ngày nay, Hải quân Trung Quốc đã phát triển hoàn chỉnh với 5 binh chủng hiện đại: tàu ngầm, tàu mặt nước, Không quân Hải quân, Hải quân đánh bộ, tên lửa và pháo bờ biển. Các binh chủng này có thể độc lập hay hiệp đồng tác chiến. Chiến lược biển của Trung Quốc đặt mục tiêu biến Trung Quốc thành cường quốc hải quân toàn cầu, có khả năng tranh chấp và làm chủ các vùng biển xa, tiến tới mục tiêu siêu cường thế giới vào năm 2050. Để thực hiện các chủ trương trên, trong khuôn khổ "Bảy dự án trọng điểm" phát triển tiềm lực quân sự đến năm 2020, Hải quân Trung Quốc có 2 dự án: một là Dự án tàu sân bay (dự án 48), đóng mới và đưa vào trang bị hai tàu sân bay có lượng giãn nước khoảng 60.000 – 65.000 tấn, hai là phát triển một đội tàu khu trục cỡ lớn. Trung Quốc hiện đang chuẩn bị đóng mới tàu sân bay cỡ lớn chạy bằng năng lượng hạt nhân, họ có kế hoạch trang bị cho hải quân khoảng 6 tàu sân bay vào năm 2030, đủ sức cân bằng lực lượng với Hạm đội Thái Bình Dương của Hoa Kỳ.
Với tốc độ phát triển nhanh của kinh tế cũng như khoa học – kỹ thuật, Trung Quốc được được nhìn nhận là một cường quốc quân sự lớn trong khu vực châu Á và có tiềm năng trở thành một siêu cường quân sự trong tương lai gần.

## Kinh tế
Dự kiến đến hết năm 2022, nền kinh tế Trung Quốc lớn thứ hai thế giới xét theo GDP danh nghĩa, tổng giá trị khoảng 19.911 tỉ USD theo Quỹ Tiền tệ Quốc tế. Nếu xét về GDP theo sức mua tương đương (PPP), Trung Quốc đạt 30.178 tỷ USD vào năm 2022, lớn nhất thế giới
Nếu xét riêng GDP trong lĩnh vực quan trọng nhất là sản xuất chế tạo thì Trung Quốc đã đứng đầu thế giới về giá trị với 3.860 tỷ USD vào năm 2020, vượt trội so với các nước đứng sau là Mỹ với 2.338 tỷ USD, Nhật Bản là 995 tỷ USD (thậm chí nếu tính theo sức mua tương đương thì Trung Quốc sẽ đạt gần 7.000 tỷ USD, gấp hơn 3 lần Mỹ)
Năm 2010, Trung Quốc đã vượt qua Nhật Bản để trở thành nền kinh tế lớn thứ hai thế giới và đang dần đuổi kịp Mỹ, theo dữ liệu của Ngân hàng Thế giới (WB) và Tổ chức Hợp tác và Phát triển Kinh tế (OECD). Nhiều nhà kinh tế dự báo GDP của Trung Quốc sẽ sớm vượt Mỹ vào khoảng năm 2030. Tuy nhiên, xét theo sức mua tương đương, Trung Quốc đã vượt qua Hoa Kỳ để trở thành nền kinh tế lớn thứ nhất thế giới vào năm 2013. Theo một báo cáo phân tích 186 quốc gia của McKinsey, Trung Quốc là điểm đến xuất khẩu lớn nhất của 33 quốc gia và nguồn nhập khẩu lớn nhất của 65 quốc gia. Từ năm 2015, Trung Quốc là nước đầu tư trực tiếp ra nước ngoài lớn thứ hai thế giới và cũng là nước nhận đầu tư nước ngoài lớn thứ hai toàn cầu.
Kể từ khi bắt đầu cải cách kinh tế vào năm 1978, Trung Quốc đã phát triển thành một nền kinh tế có mức độ đa dạng hóa cao và là một trong những nước đóng vai trò quan trọng nhất trong thương mại quốc tế. Các lĩnh vực chính của nền kinh tế Trung Quốc có sức mạnh cạnh tranh bao gồm sản xuất, bán lẻ, khai khoáng, thép, dệt may, ô tô, năng lượng, năng lượng xanh, ngân hàng, điện tử, viễn thông, bất động sản, thương mại điện tử và du lịch. Trung Quốc có ba trong số mười sàn giao dịch chứng khoán lớn nhất trên thế giới   gồm Thượng Hải, Hồng Kông và Thâm Quyến— ba sàn này có tổng giá trị vốn hóa thị trường hơn 15,9 nghìn tỷ đô la, tính đến tháng 10 năm 2020 . Trung Quốc có bốn trong số mười trung tâm tài chính cạnh tranh nhất thế giới (Thượng Hải, Hồng Kông, Bắc Kinh và Thâm Quyến), nhiều hơn bất kỳ quốc gia nào khác trong Chỉ số Trung tâm Tài chính Toàn cầu năm 2020 . Đến năm 2035, bốn thành phố của Trung Quốc (Thượng Hải, Bắc Kinh, Quảng Châu và Thâm Quyến) dự kiến sẽ nằm trong số mười thành phố lớn nhất toàn cầu tính theo GDP danh nghĩa theo một báo cáo của Oxford Economics .
Trung Quốc đứng thứ 2 thế giới về sản xuất các sản phẩm công nghệ cao kể từ năm 2012, theo Quỹ Khoa học Quốc gia Hoa Kỳ . Trung Quốc là thị trường bán lẻ lớn thứ hai trên thế giới, sau Hoa Kỳ . Trung Quốc dẫn đầu thế giới về thương mại điện tử, chiếm 40% thị phần toàn cầu vào năm 2016  và hơn 50% thị phần toàn cầu vào năm 2019 .
Tính đến năm 2017, GDP đầu người của Trung Quốc là 8.800 USD, vẫn thấp hơn mức trung bình của thế giới (10.000 USD) và chỉ bằng 1/7 so với Hoa Kỳ. Một quốc gia phải có GDP bình quân đầu người (danh nghĩa) cao hơn 12.700 USD để được coi là một nền kinh tế phát triển, và cao hơn 40.000 USD để được coi là một quốc gia phát triển cao. Năm 2019, GDP theo sức mua tương đương đầu người của Trung Quốc là 19.559 USD đứng thứ 79 thế giới, trong khi GDP danh nghĩa/người là 10.099 USD đứng thứ 71 thế giới (trong số 190 quốc gia trong danh sách của IMF) trong xếp hạng GDP/người toàn cầu . Năm 2018, hầu hết các tổ chức quốc tế như Liên Hợp Quốc, WTO, WB và IMF vẫn xếp Trung Quốc vào nhóm các nước đang phát triển trên thế giới . Tại Đại hội toàn quốc lần thứ 19 của Đảng Cộng sản Trung Quốc, tổng bí thư Đảng là Tập Cận Bình khẳng định rằng vị thế quốc tế của Trung Quốc với tư cách là "nước đang phát triển lớn nhất thế giới" vẫn chưa thay đổi .
Về chỉ số phát triển con người (HDI), Trung Quốc đạt 0,752 điểm, thuộc nhóm các nước cao, đứng ở vị trí 85/189 quốc gia theo số liệu năm 2019.
Từ khi thành lập vào năm 1949 cho đến cuối năm 1978, nước Cộng hòa Nhân dân Trung Hoa có một kinh tế kế hoạch tập trung theo kiểu Liên Xô. Sau khi Mao Trạch Đông từ trần vào năm 1976 và Cách mạng văn hóa kết thúc, Đặng Tiểu Bình và tập thể lãnh đạo mới của Trung Quốc bắt đầu cải cách kinh tế và chuyển đổi theo hướng kinh tế hỗn hợp định hướng thị trường hơn dưới sự lãnh đạo của Đảng Cộng sản Trung Quốc. Các hợp tác xã, nông trang tập thể bị giải tán bớt hoặc chuyển đổi hình thức hoạt động và ruộng đất được giao cho các hộ gia đình sử dụng, trong khi đó ngoại thương trở thành một trọng tâm mới quan trọng, dẫn đến việc thiết lập các đặc khu kinh tế. Những doanh nghiệp quốc doạnh không hiệu quả bị tái cơ cấu và những doanh nghiệp thua lỗ phải đóng cửa hoàn toàn, dẫn đến tình trạng thất nghiệp lớn. Trung Quốc hiện nay có đặc điểm chủ yếu là một nền kinh tế thị trường dựa trên quyền sở hữu tài sản tư nhân, và là một trong các ví dụ hàng đầu về chủ nghĩa tư bản nhà nước. Nhà nước vẫn chi phối trong những lĩnh vực "trụ cột" chiến lược như sản xuất năng lượng và công nghiệp nặng, song doanh nghiệp tư nhân mở rộng mạnh mẽ, với khoảng 30 triệu doanh nghiệp tư nhân vào năm 2008.

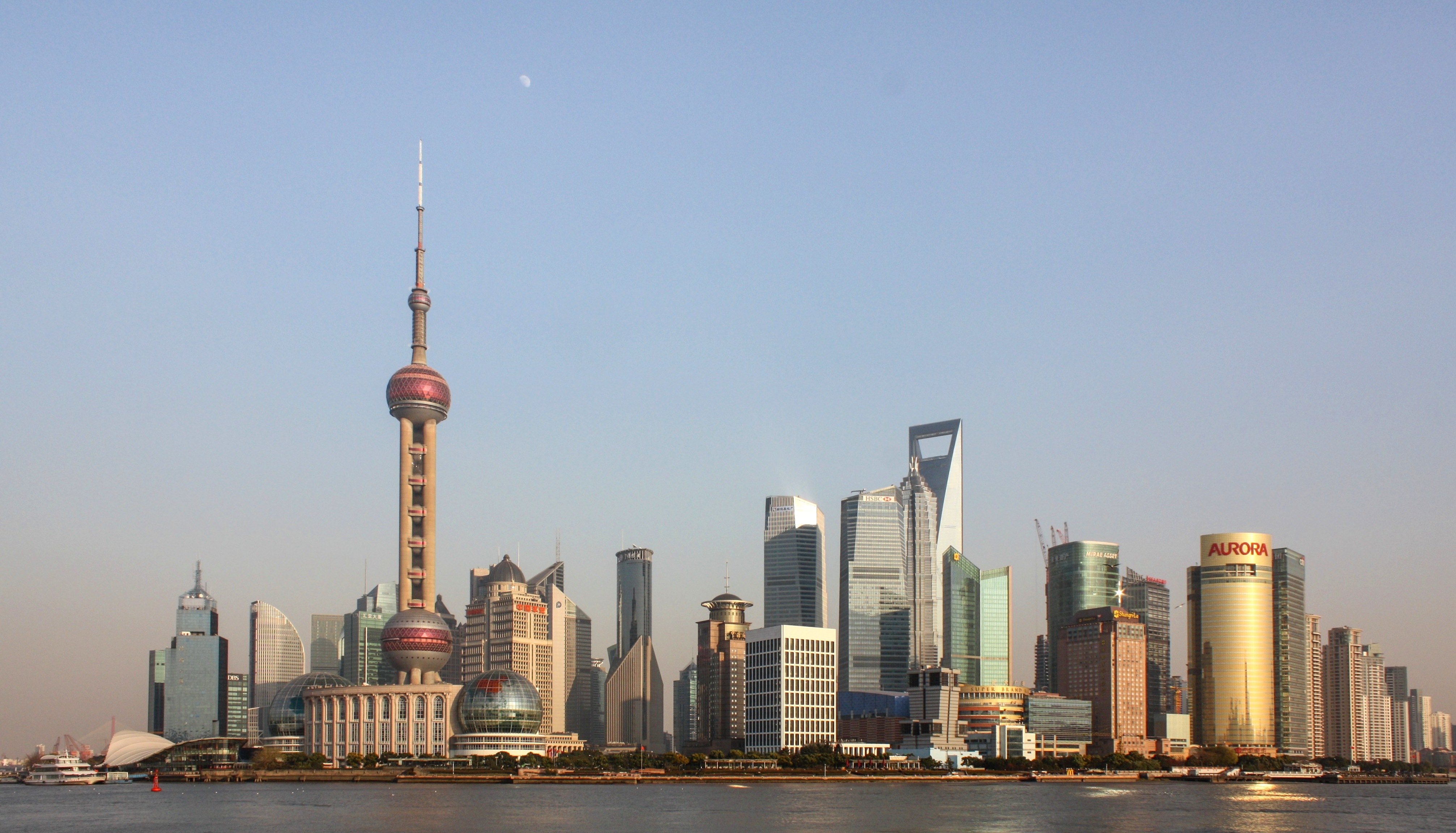
Quang cảnh khu trung tâm Phố Đông của Thượng Hải vào năm 2012.

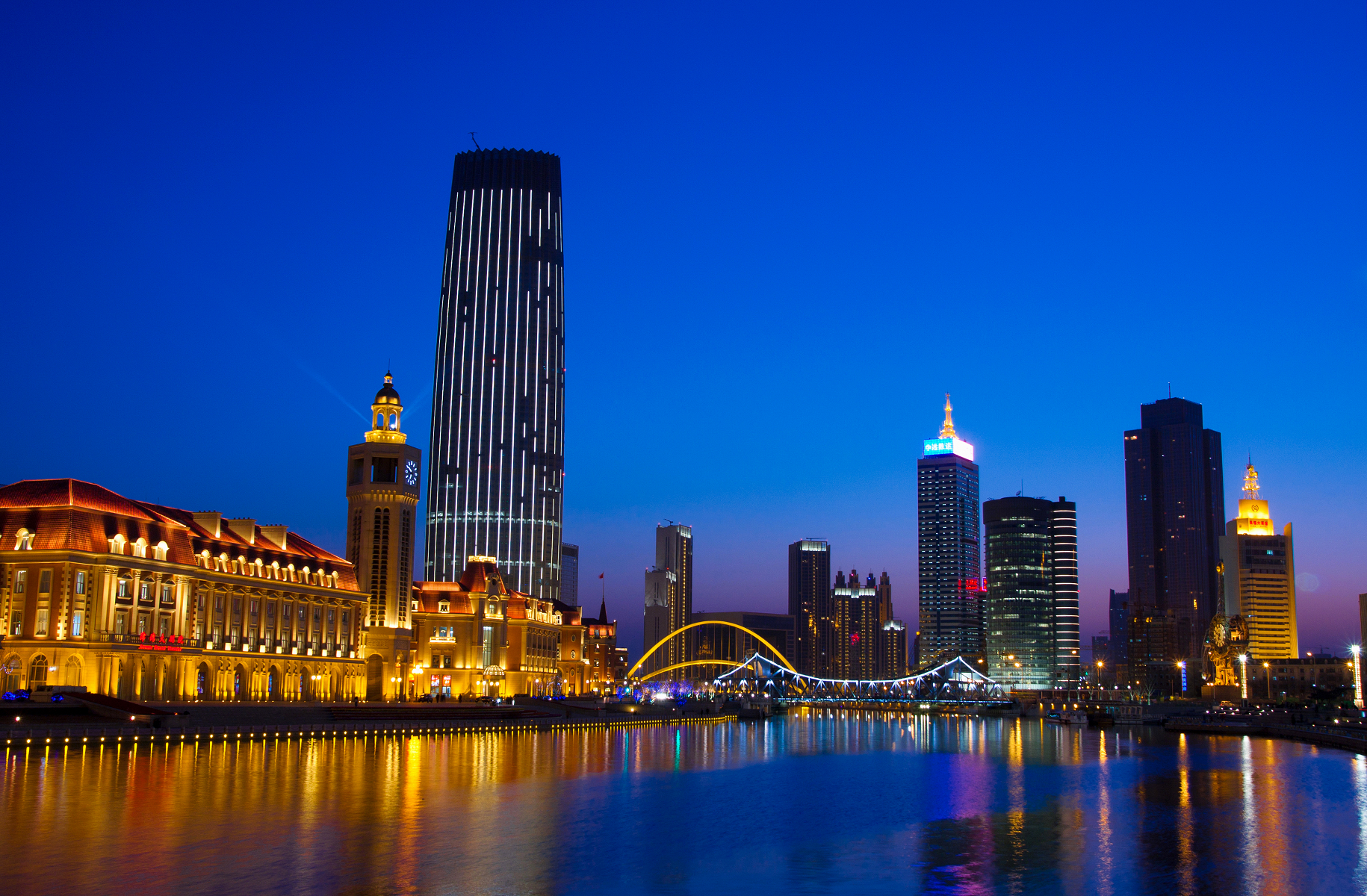
Quang cảnh khu vực ven Hải Hà của Thiên Tân.

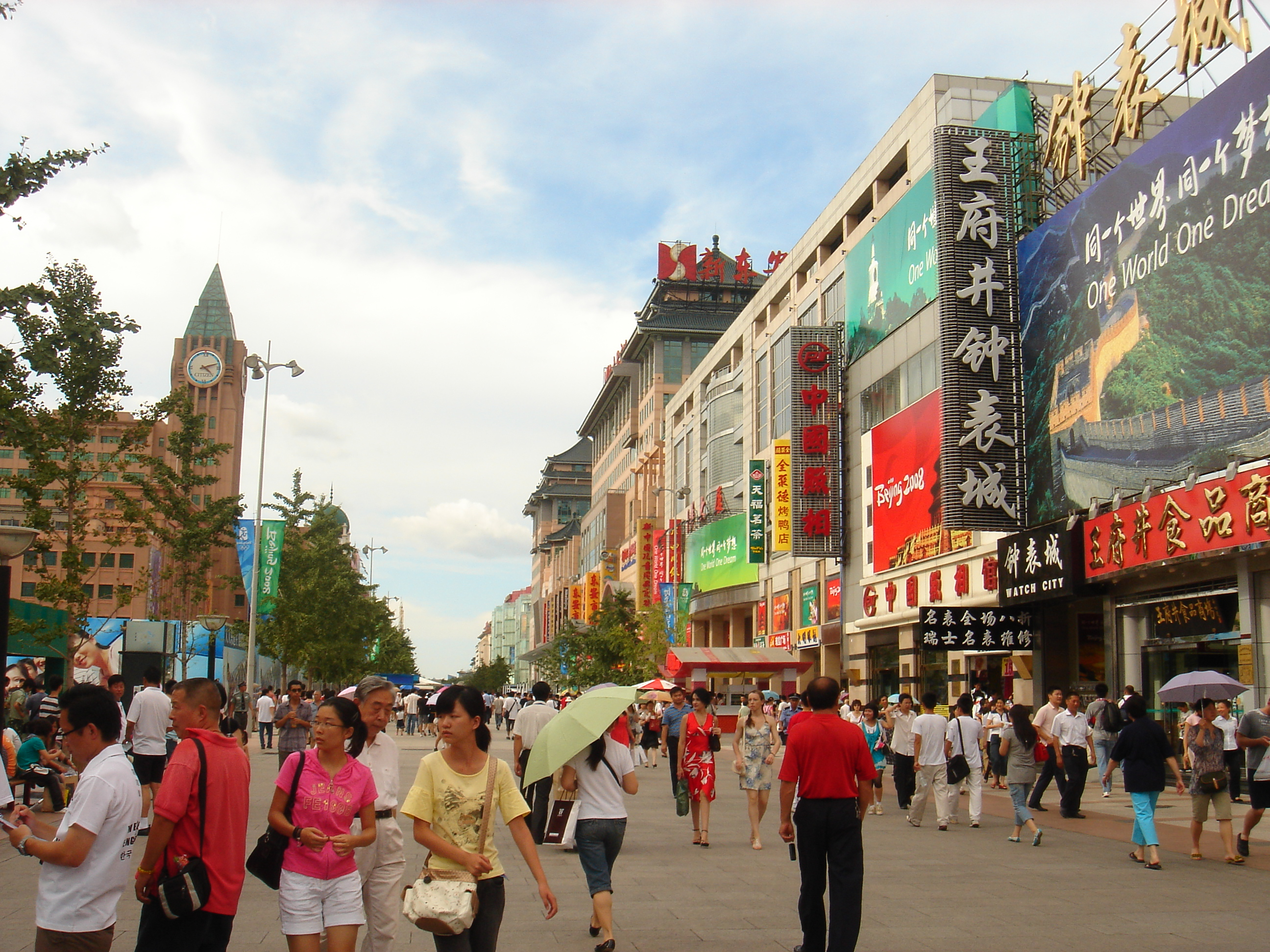
Vương Phủ Tỉnh là một trong các khu phố mua sắm bận rộn nhất tại Bắc Kinh.

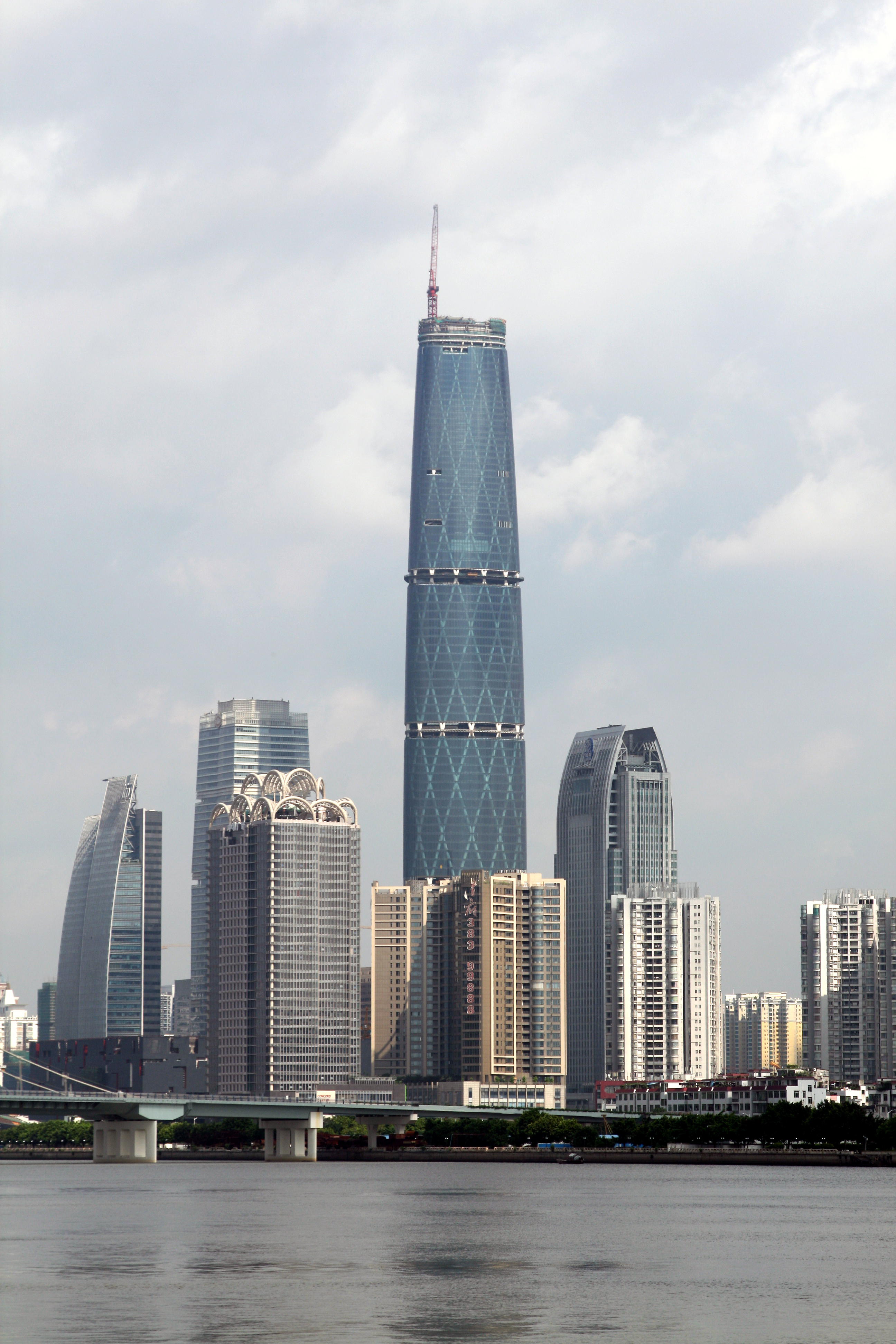
Khu vực Châu Giang tân thành tại Quảng Châu.

Kể từ khi bắt đầu tự do hóa kinh tế vào năm 1978, Trung Quốc nằm trong số các nền kinh tế tăng trưởng nhanh nhất trên thế giới, dựa ở mức độ lớn vào tăng trưởng do đầu tư và xuất khẩu. Trong gần 30 năm từ năm 1978, GDP của Trung Quốc đã tăng 15 lần, sản xuất công nghiệp tăng hơn 20 lần; kim ngạch thương mại tăng hơn 100 lần. Vào năm 1992, Trung Quốc vẫn còn xếp thứ 133 thế giới về GDP bình quân đầu người, với hơn một nửa dân số sống dưới mức 2 USD/ngày, nhưng dự kiến tới năm 2022, Trung Quốc sẽ tăng 74 bậc (lên hạng 59 thế giới) trong xếp hạng về GDP bình quân đầu người, và chỉ còn chưa đầy 2% dân số Trung Quốc sống dưới chuẩn nghèo của thế giới.
Tới năm 2000, Trung Quốc đã hoàn thành công nghiệp hóa, và bắt đầu chuyển từ phát triển chiều rộng sang chiều sâu, chú trọng việc nghiên cứu tạo ra các thành tựu khoa học kỹ thuật mới, tạo ra một cơ sở vững chắc để giải quyết việc biến Trung Quốc từ một "công xưởng của thế giới" thành một "nhà máy của tri thức".
Theo IMF, tăng trưởng GDP bình quân hàng năm của Trung Quốc trong giai đoạn 2001-2010 là 10,5%. Trong giai đoạn 2007-2011, tăng trưởng kinh tế của Trung Quốc tương đương với tổng tăng trưởng của các quốc gia G7. Năng suất cao, chi phí lao động thấp và cơ sở hạ tầng tương đối tốt khiến Trung Quốc dẫn đầu thế giới về chế tạo. Tuy nhiên, kinh tế Trung Quốc cần rất nhiều năng lượng Trung Quốc trở thành nước tiêu thụ năng lượng lớn nhất thế giới vào năm 2010, dựa vào than đá để cung cấp trên 70% nhu cầu năng lượng trong nước, và vượt qua Hoa Kỳ để trở thành nước nhập khẩu dầu lớn nhất thế giới vào tháng 9 năm 2013.

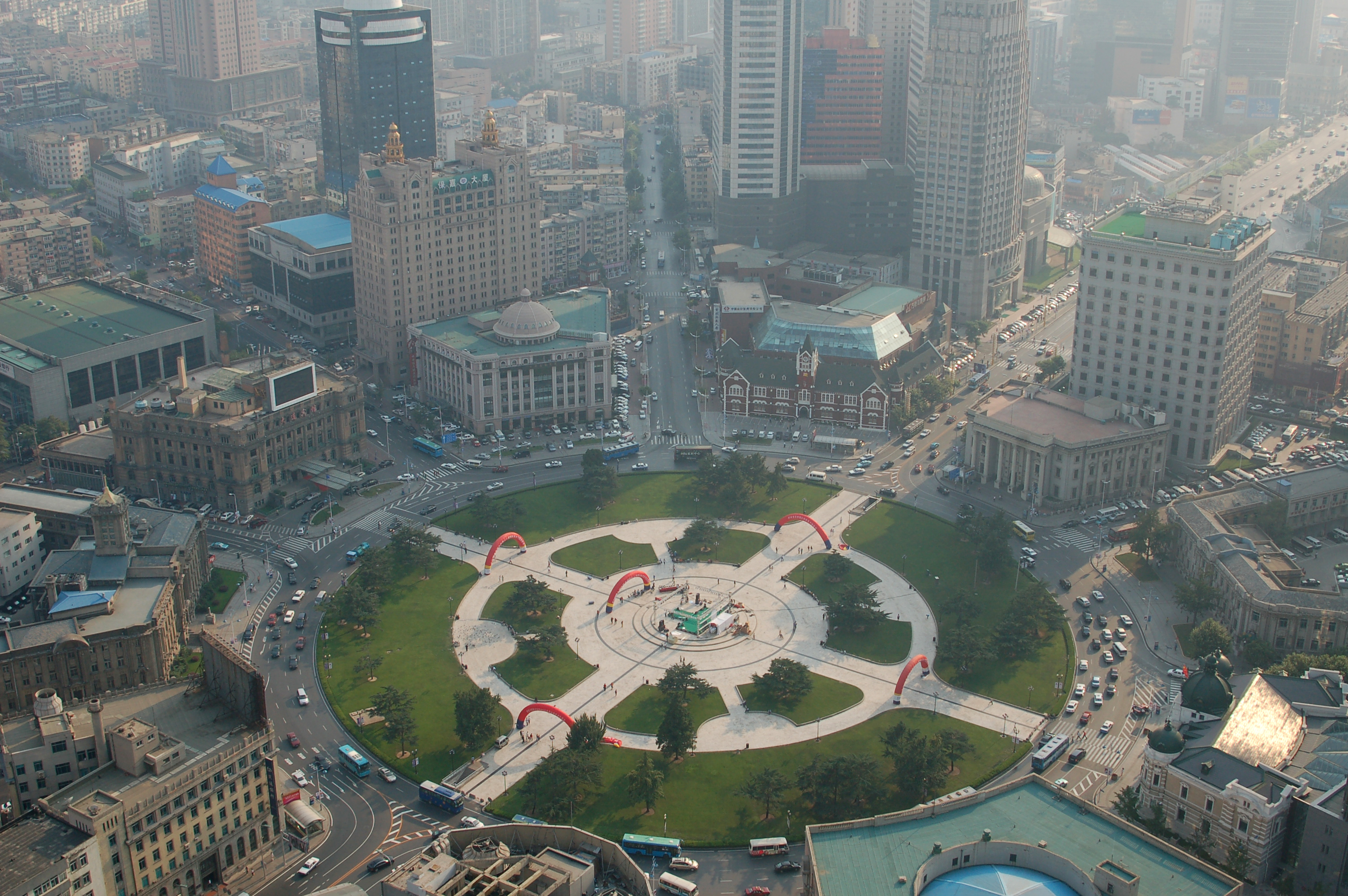
Quảng trường Trung Sơn ở thành phố Đại Liên

Trung Quốc là một thành viên của Tổ chức Thương mại Thế giới và là cường quốc giao thương lớn nhất thế giới, với tổng giá trị mậu dịch quốc tế là 3.870 tỷ USD trong năm 2012. Dự trữ ngoại hối của Trung Quốc đạt 2.850 tỷ USD vào cuối năm 2010, là nguồn dự trữ ngoại hối lớn nhất thế giới cho đến đương thời. Năm 2012, Trung Quốc là quốc gia tiếp nhận đầu tư trực tiếp nước ngoài (FDI) nhiều nhất thế giới, thu hút 253 tỷ USD. Trung Quốc cũng đầu tư ra hải ngoại, tổng FDI ra ngoại quốc trong năm 2012 là 62,4 tỷ USD, các công ty Trung Quốc cũng tiến hành những vụ thu mua lớn các hãng ngoại quốc. Tỷ giá hối đoái bị định giá thấp gây xích mích giữa Trung Quốc với các nền kinh tế lớn khác,.
Dân số tầng lớp trung lưu tại Trung Quốc (có thu nhập hàng năm từ 10.000-60.000 USD) đạt trên 300 triệu vào năm 2012. Theo Hurun Report, số lượng tỷ phú USD tại Trung Quốc tăng lên 251 vào năm 2012. Thị trường bán lẻ nội địa của Trung Quốc có giá trị 20.000 tỷ tệ (3.200 tỷ USD) vào năm 2012 và tăng trưởng trên 12%/năm vào năm 2013, trong khi thị trường xa xỉ phẩm phát triển mạnh, với 27,5% thị phần toàn cầu vào năm 2010. Tuy nhiên, trong những năm gần đây, tăng trưởng kinh tế nhanh chóng của Trung Quốc góp phần vào lạm phát tiêu thụ nghiêm trọng, làm gia tăng các quy định của chính phủ.
Trung Quốc có bất bình đẳng kinh tế ở mức độ cao, và tăng lên trong các thập niên vừa qua. Đến cuối năm 2012, số người nghèo tại khu vực nông thôn của Trung Quốc là khoảng 98,99 triệu theo chuẩn nghèo Trung Quốc, chiếm 10,2% dân số khu vực nông thôn. Một báo cáo của Đại học Bắc Kinh cho biết theo số liệu thu nhập năm 2012, 1% các gia đình giàu có nhất tại Trung Quốc sở hữu hơn 1/3 giá trị tài sản toàn quốc, 25% các gia đình nghèo nhất chiếm 1% giá trị tài sản toàn quốc.. Năm 2020, 600 triệu người Trung Quốc có mức thu nhập dưới 140 USD một tháng, theo thủ tướng Lý Khắc Cường .
Trung Quốc bị chỉ trích rộng rãi về việc chế tạo hàng nhái với số lượng lớn với hơn 90% lượng hàng giả và hàng nhái trên thế giới có nguồn gốc xuất phát từ quốc gia này. Những nhãn hàng thời trang từ bình dân tới cao cấp được nhái lại và bày bán công khai với giá rẻ hơn nhiều so với hàng gốc. Một số thương hiệu nổi tiếng trên thế giới cũng bị nhái tại đây. Một số sản phẩm nổi tiếng chưa ra mắt chính thức đặc biệt là đồ công nghệ đã bị nhái tại đây.
Ngoài công nghệ sản xuất quy mô, nền kinh tế Trung Hoa lục địa còn có những điểm nghiêm trọng trực tiếp liên quan đến tội phạm và những đường dây buôn hàng giả. Hoa lục là nguồn xuất phát của 70% lượng hàng giả bị tịch thu trên toàn thế giới trong khoảng những năm 2008-2010. Tổng giá trị hàng giả trên thế giới là khoảng 25 tỷ USD, tương đương với 2% tổng mậu dịch thế giới. Gộp chung các tổ chức phạm pháp buôn người, buôn hàng tiêu thụ, dược phẩm, lâm sản và dã thú bị nghiêm cấm, Các tổ chức buôn hàng giả tại vùng Đông Á có lợi nhuận mỗi năm lên khoảng 90 tỷ USD. Riêng tại Mỹ thì 87% hàng giả bị nhà chức trách bắt được là làm ở Hoa lục. Bắc Kinh tuy có ra tay dẹp bỏ hàng giả nhưng phần thi hành lỏng lẻo, lại vì chính quyền tham nhũng nên nhà sản xuất vẫn có thể hối lộ luồn lách để hoạt động như thường. Có địa phương như Yimu chuyên sản xuất hàng giả. Công nghệ hàng giả quy mô đến mức chính quyền ngần ngại không dám dẹp bỏ vì đây là mối sinh nhai, cung cấp công ăn việc làm cho hàng triệu người.
Trung Quốc có một nền kinh tế phi chính thức có quy mô lớn,  được hình thành từ quá trình mở cửa kinh tế của đất nước. Nền kinh tế phi chính thức là nguồn tạo việc làm và thu nhập cho người lao động, nhưng nó không được chính thức công nhận bởi nhà nước và bị ảnh hưởng bởi năng suất thấp . Vào năm 2020, hàng trăm nhà cung cấp ma túy riêng lẻ ở Trung Quốc đã sản xuất trái phép các loại ma túy tổng hợp như fentanyl để xuất khẩu .
Trung Quốc hiện được gọi là "công xưởng của thế giới", lý do là vì nhân công giá rẻ tại Trung Quốc đã thu hút một lượng lớn đầu tư từ các nước phát triển. Theo phân tích năm 2018, khi tăng trưởng của Trung Quốc chậm lại thì phần còn lại của thế giới cũng sẽ chậm theo. JPMorgan ước tính cứ 1% giảm đi trong tăng trưởng kinh tế của Trung Quốc cũng sẽ kéo tụt hơn 1% tăng trưởng của các nền kinh tế tại Mỹ Latinh, 0,6% tại châu Âu và 0,2% tại Mỹ
Năm 2016, một số nhà phân tích nghi ngờ rằng số liệu chính thức về tăng trưởng GDP của Trung Quốc đã bị thổi phồng, bởi chi tiêu trong ngành dịch vụ là khó khăn để đo lường trong trường hợp không có nguồn dữ liệu đủ mạnh từ khu vực tư nhân. Gary Shilling, chủ tịch một công ty nghiên cứu kinh tế, cho rằng mức tăng trưởng GDP thực sự của Trung Quốc chỉ là 3,5% chứ không phải 7% như báo cáo chính thức . Vào năm 2007, ông Lý Khắc Cường (khi ấy là Bí thư Đảng ủy tỉnh Liêu Ninh) từng nói rằng những thống kê về GDP của Trung Quốc là "nhân tạo", do đó không đáng tin cậy và chỉ nên sử dụng để tham khảo . Vào năm 2017, kiểm toán quốc gia Trung Quốc phát hiện nhiều địa phương thổi phồng số liệu thu ngân sách, trong khi nâng trần mức vay nợ một cách bất hợp pháp. Việc số liệu kinh tế bị làm giả khiến thế giới bày tỏ nghi ngờ về mức độ tăng trưởng GDP của Trung Quốc. Chuyên gia Julian Evans Pritchard thuộc Tập đoàn Capital Economics nhận định rằng: "Tỉ lệ tăng trưởng GDP cao hơn mọi người nghĩ sẽ chắc chắn lại gây ra những câu hỏi về tính xác thực của dữ liệu chính thức. Chúng tôi cho rằng tỉ lệ tăng trưởng thật sự [của Trung Quốc] là thấp hơn (so với báo cáo chính thức) khoảng 1% hoặc 2%". Tháng 9/2017, Cục thống kê Quốc gia Trung Quốc (NBS) cho biết nước này sẽ chuyển sang tiêu chuẩn tính GDP mới nhất của Liên Hợp quốc, sử dụng máy tính chứ không phải các báo cáo địa phương của các tỉnh để đảm bảo sự khách quan của số liệu.

## Khoa học và kỹ thuật
Những phát hiện và phát minh từ thời cổ của Trung Quốc, như cách làm giấy, in, la bàn, và thuốc súng (Tứ đại phát minh), về sau trở nên phổ biến tại châu Á và châu Âu. Đây được coi là tứ đại phát minh. Ngoài ra cũng phải kể đến các phát minh như bàn tính, cung tên, bàn đạp ngựa, sơn mài, bánh lái, địa chấn ký, sành sứ, tiền giấy.
Những địa hạt nghiên cứu kỹ thuật khác:
- Toán học: các ứng dụng toán học của Trung Quốc thời xưa là kiến trúc và địa lý. Số π đã được nhà toán học Tổ Xung Chi tính chính xác đến số thứ 7 từ thế kỷ thứ V. Hệ Thập phân đã được dùng ở Trung Quốc từ thế kỷ XIV TCN. Tam giác Pascal được nhà toán học Lưu Dương Huy tìm ra từ lâu trước khi Blaise Pascal ra đời. Những nhà toán học tại Trung Quốc là những người đầu tiên sử dụng số âm.[281][282]
- Sinh học: các nghiên cứu sinh học tương đối phát triển, và các ghi chép lịch sử vẫn còn được tra cứu cho đến ngày nay như dược điển về các cây thuốc.
- Y học: Y học Trung Quốc và phẫu thuật đã phát triển cao tại nhiều thời điểm khác nhau trong lịch sử, và nhiều lĩnh vực vẫn còn được xem là nổi bật. Chúng tiếp tục giữ vai trò lớn mạnh trong cộng đồng y học quốc tế, và cũng đã được phương Tây công nhận như các phương pháp trị liệu bổ sung và thay thế trong vài thập niên gần đây. Một thí dụ là khoa châm cứu, mặc dù được coi như một phương pháp y học tại Trung Quốc và các nước xung quanh, nhưng lại từng là đề tài gây tranh luận tại phương Tây. Tuy nhiên, khoa khám nghiệm tử thi đã không được chấp nhận ở Trung Quốc thời trung cổ vì người ta cho rằng không nên xâm phạm xác chết. Dù thế, nhiều bác sĩ không tin điều này đã tăng cường sự hiểu biết về giải phẫu học.
- Thuật giả kim là hóa học theo trường phái Đạo giáo, rất khác với hóa học hiện đại.
- Thiên văn Trung Quốc và các chòm sao đã thường được dùng cho bói toán.
- Các phát minh quân sự bao gồm cung tên, bàn đạp ngựa, hơi độc, hơi cay (làm từ bột chanh), các bản đồ giải vây dùng cho kế hoạch đánh trận, diều chở người, hỏa tiễn, thuốc súng, thuốc nổ, các dạng sơ khai của súng ngắn, và súng thần công.

Tuy nhiên, đến thế kỷ XVII, thế giới phương Tây vượt qua Trung Quốc trên phương diện phát triển khoa học và kỹ thuật. Sau những thất bại quân sự liên tục trước các quốc gia phương Tây trong thế kỷ XIX, những nhà cải cách người Trung Quốc bắt đầu đề xướng khoa học và kỹ thuật hiện đại, một phần của vận động Tự cường. Sau khi Đảng Cộng sản lên nắm quyền vào năm 1949, họ tiến hành các nỗ lực nhằm tổ chức khoa học và kỹ thuật dựa theo mô hình của Liên Xô, theo đó nghiên cứu khoa học là bộ phận của kế hoạch tập trung. Sau khi Mao Trạch Đông từ trần vào năm 1976, khoa học kỹ thuật được xác định là một trong "Bốn cái hiện đại hóa", và chế độ học thuật theo phong cách Liên Xô dần được cải cách.
Kể từ khi kết thúc Cách mạng văn hóa, Trung Quốc đã đầu tư đáng kể cho nghiên cứu khoa học, dành trên 100 tỷ USD cho nghiên cứu và phát triển khoa học riêng trong năm 2011. Khoa học và kỹ thuật được nhìn nhận là trọng yếu để đạt được các mục tiêu kinh tế và chính trị, và có ảnh hưởng như một nguồn tự hào dân tộc đến mức đôi khi được mô tả là "Chủ nghĩa dân tộc kỹ thuật". Mặc dù một số nhà khoa học sinh tại Trung Quốc từng đoạt giải Nobel Vật lý và giải Nobel Hóa học, song họ đều đạt học vị tiến sĩ và tiến hành nghiên cứu đoạt giải Nobel tại phương Tây. Hiện tại thì Trung Quốc đang đối mặt với nhiều cáo buộc ăn cắp công nghệ như một phần trong xu hướng hiện đại hóa đất nước. Việc giành lấy các công nghệ bí mật một cách bất hợp pháp sẽ ít tốn kém và giúp Trung Quốc đẩy nhanh quá trình hiện đại hóa bằng cách bỏ qua các vấn đề đòi hỏi nhiều năm nghiên cứu để giải quyết từ kinh tế cho đến quân sự bằng nhiều con đường khác nhau.

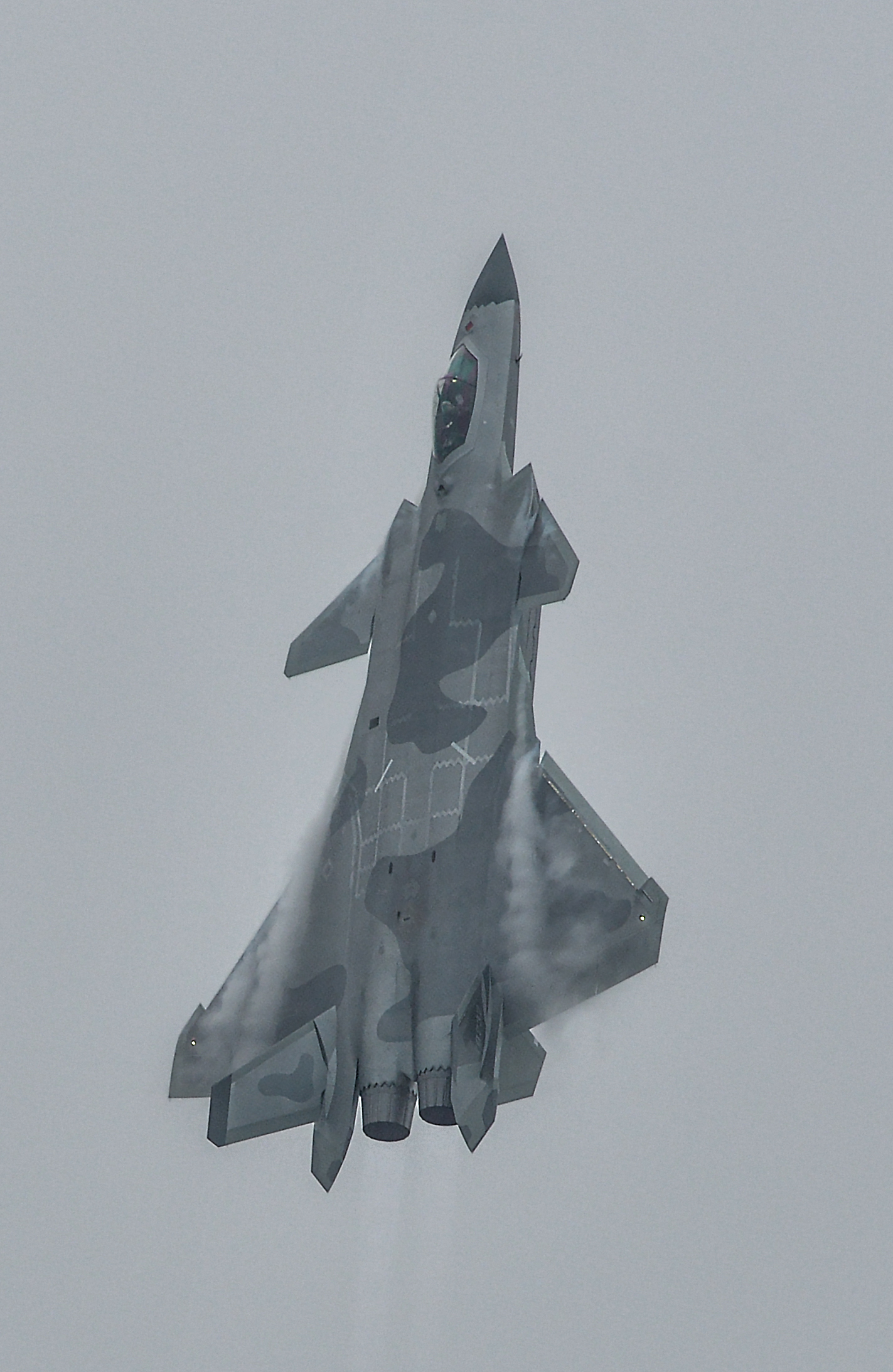
Máy bay tàng hình J-20 do Trung Quốc thiết kế và chế tạo

Trung Quốc đang phát triển nhanh chóng hệ thống giáo dục của mình với trọng tâm là khoa học, toán học, và kỹ thuật; năm 2009, hệ thống này đào tạo ra trên 10.000 tiến sĩ kỹ thuật, và 500.000 cử nhân, nhiều hơn bất kỳ quốc gia nào khác. Trung Quốc cũng là nơi xuất bản các bài báo khoa học nhiều thứ hai trên thế giới, với 121.500 bài trong năm 2010. Các công ty kỹ thuật của Trung Quốc như Huawei và Lenovo đứng hàng đầu thế giới về viễn thông và điện toán cá nhân, và các siêu máy tính Trung Quốc luôn có tên trong danh sách mạnh nhất thế giới. Trung Quốc cũng trải qua một sự tăng trưởng đáng kể trong việc sử dụng robot công nghiệp; từ năm 2008 đến năm 2011, việc lắp đặt robot đa chức năng tăng đến 136%. Trung Quốc cũng trở thành quốc gia có số lượng bài báo khoa học được xuất bản nhiều nhất thế giới vào năm 2016 .
Trong 10 năm từ 2000 tới 2010, tỷ trọng sản phẩm công nghệ cao của Trung Quốc so với cả thế giới đã tăng từ 6% lên 22%, trong khi đó tỷ trọng của Mỹ giảm từ 21% xuống còn 15%. 16 trường đại học của Trung Quốc đã lọt vào danh sách các trường đại học tốt nhất thế giới do tạp chí Times bình chọn năm 2013, trong đó có cả các trường đại học của Hong Kong. Trung Quốc đã thành lập hai trung tâm công nghệ cao là Thâm Quyến và Công viên khoa học Trung Quan Thôn ở Bắc Kinh, cũng như nhiều "công viên khoa học" ở hàng loạt thành phố lớn của đất nước. Tỷ trọng sản phẩm công nghệ cao trong xuất khẩu của Trung Quốc dao động trong khoảng từ 25 - 30%. Các công ty công nghệ cao của Trung Quốc như Lenovo, Huawei, Xiaomi, Coolpad, ZTE,... đã bắt đầu cạnh tranh thành công trên thị trường thế giới.
Kể từ khi kết thúc Cách mạng Văn hóa,  Trung Quốc đã đầu tư đáng kể vào nghiên cứu khoa học và nhanh chóng bắt kịp Mỹ về chi tiêu cho R&D . Năm 2017, Trung Quốc chi 279 tỷ USD cho nghiên cứu và phát triển khoa học . Theo OECD, Trung Quốc đã chi 2,11% GDP cho nghiên cứu và phát triển (R&D) trong năm 2016 . Khoa học và công nghệ được coi là hết sức quan trọng để đạt được các mục tiêu kinh tế và chính trị của Trung Quốc .
Chương trình không gian của Trong Quốc nằm vào hàng tích cực nhất thế giới, và là một nguồn quan trọng của niềm tự hào dân tộc. Năm 1970, Trung Quốc phóng vệ tinh nhân tạo đầu tiên của mình là Đông Phương Hồng I, trở thành quốc gia thứ năm có thể thực hiện điều này một cách độc lập. Năm 2003, Trung Quốc trở thành quốc gia thứ ba độc lập đưa người vào không gian, với chuyến bay vũ trụ của Dương Lợi Vĩ trên Thần Châu 5; đến tháng 6 năm 2013, có 10 công dân Trung Quốc đã thực hiện hành trình vào không gian. Năm 2011, môđun trạm không gian đầu tiên của Trung Quốc là Thiên Cung 1 được phóng, đánh dấu bước đầu tiên trong một kế hoạch nhằm lắp ráp một trạm quy mô lớn có người điều khiển vào đầu thập niên 2020. Năm 2013, Trung Quốc thành công trong việc hạ cánh tàu thăm dò Thường Nga 3 và một xe tự hành Ngọc Thố lên Mặt Trăng. Năm 2019, Trung Quốc trở thành quốc gia đầu tiên hạ cánh một tàu thăm dò tới vùng tối của Mặt Trăng . Vào năm 2020, Hằng Nga 5 đã thu thập thành công các mẫu đá Mặt Trăng gửi về Trái Đất, biến Trung Quốc trở thành quốc gia thứ ba thực hiện được điều này một cách độc lập sau Hoa Kỳ và Liên Xô .
Hiện nay 70% kim ngạch xuất khẩu các mặt hàng công nghệ cao của Trung Quốc thuộc về các công ty nước ngoài, trái ngược với các cường quốc về công nghệ trên thế giới như Hoa Kỳ, Đức và Nhật Bản. Một ví dụ là hầu hết những chiếc điện thoại Iphone trên thế giới hiện nay được sản xuất ở Trung Quốc, nhưng không hề có bất kỳ công nghệ nào trong một chiếc Iphone là thuộc bản quyền của Trung Quốc. Ngay cả quy trình lắp ráp Iphone tại Trung Quốc (được coi là một dạng công nghệ "mềm") cũng là do Foxconn - một công ty của Đài Loan quản lý, Trung Quốc chỉ đóng góp ở khâu cuối cùng: gia công thành phẩm vốn mang lại giá trị lợi nhuận thấp nhất. Rất ít công ty công nghệ của Trung Quốc được công nhận là những công ty đứng đầu toàn cầu trong lĩnh vực của họ; một số công ty như Trung Quốc có được doanh số lớn nhờ thị trường khổng lồ trong nước, nhưng các sản phẩm của họ không được công nhận là dẫn đầu thế giới về chất lượng, quy trình hay công nghệ. So sánh với Nhật Bản vào đầu những năm 70, thời điểm mà GDP bình quân đầu người của nước này ngang bằng với Trung Quốc hiện nay (tính theo sức mua tương đương), các công ty công nghệ của Nhật như Nikon, Canon, Sony và Panasonic... đã có vị trí quan trọng trên thị trường quốc tế vào thời điểm đó. Vào năm 2016, Trung Quốc chưa có công ty nào như vậy.

### Vi phạm bản quyền
Ông Richard Trumka, chủ tịch của AFL-CIO, đại diện cho hơn 12 triệu công nhân đang hoạt động và đã nghỉ hưu, lên án Trung Quốc vì hành vi sao chép tài sản trí tuệ của Hoa Kỳ và "hành xử bắt nạt để có được những tiến bộ quan trọng của Hoa Kỳ trong công nghệ".
Nhiều quốc gia và công ty đã lên tiếng phản đối việc các điệp viên và tin tặc Trung Quốc ăn cắp bí mật công nghệ và khoa học của họ thông qua việc gây ra các lỗi phần mềm và bằng cách xâm nhập vào các ngành công nghiệp, tổ chức và trường đại học. Trung Quốc cũng bị cáo buộc đã hưởng lợi từ việc ăn cắp các thiết kế nước ngoài, bỏ qua bản quyền sản phẩm và hệ thống bằng sáng chế. Cục tình báo Trung Quốc cũng bị cáo buộc là đã hỗ trợ các công ty Trung Quốc.
Các quan chức Hoa Kỳ đã cáo buộc các điệp viên và tin tặc Trung Quốc đã đánh cắp các công nghệ quân sự nhạy cảm và hàng đầu của Mỹ bao gồm máy bay ném bom tàng hình B-2, C-17, máy bay tấn công tàng hình F-117, F-22 và máy bay chiến đấu tàng hình F-35, động cơ máy bay, máy bay trực thăng quân sự, máy bay không người lái, phương tiện dưới nước không người lái, tàu khu trục, tàu đổ bộ đệm không khí, tàu ngầm, tên lửa, vệ tinh, hệ thống vũ khí, robotics, trí tuệ nhân tạo, bán dẫn, ổ đĩa trạng thái rắn, thông tin di động di động, phần mềm trong số hầu hết các loại vũ khí và công nghệ tiên tiến.
Các chuyên gia an ninh quốc gia tại Mỹ cáo buộc tin tặc Trung Quốc đã liên tục đánh cắp bí mật thương mại từ các nhà thầu quốc phòng của Mỹ. Cựu Giám đốc Cơ quan An ninh Quốc gia Mỹ là Keith B. Alexander đã gọi hành vi sao chép trái phép tài sản trí tuệ của Trung Quốc là hành vi trộm cắp trắng trợn nhất trong lịch sử. Rất nhiều lần các sản phẩm công nghệ có nguồn gốc từ Trung Quốc bị cáo buộc cài sẵn mã độc để do thám thông tin người dùng.
Trung Quốc có lợi thế là nhờ luôn đi sau nên có thể hạn chế rủi ro thất bại. Họ rút kinh nghiệm từ những mô hình kinh doanh và phát minh sáng chế bị lỗi hay khiếm khuyết của người Mỹ để hoàn thiện nhằm tiết kiệm chi phí đầu tư và sáng tạo trí tuệ. Việc các công ty công nghệ Mỹ lớn đồng loạt cấm vận Huawei (một tập đoàn đa quốc gia về thiết bị mạng và viễn thông của Trung Quốc) vào năm 2019 đã mang đến một bài học lớn về việc vi phạm sở hữu trí tuệ của Trung Quốc. Trung Quốc dù rất muốn không phụ thuộc vào Mỹ, nhưng cho đến nay phần lớn máy tính dân dụng của họ vẫn phải dùng CPU của Intel, hệ điều hành Windows, thiết bị mạng cao cấp cho các đường trục chính (backbone) internet vẫn là mua của Cisco (Mỹ). Toàn bộ giao dịch internet thế giới đều phải qua 7 hệ thống máy chủ gốc phân giải tên miền (Domain Name Root Server) là xương sống của mạng internet quốc tế, tất cả đều được đặt ở Mỹ. Trong trường hợp xấu nhất là bùng phát chiến tranh trên mạng internet thì Trung Quốc sẽ nhanh chóng bị Mỹ cách ly với thế giới còn lại.
Bên cạnh Huawei, việc công ty thiết bị viễn thông lớn thứ hai Trung Quốc là ZTE bị đẩy vào tình trạng khó khăn sau khi bị Mỹ cấm vận công nghệ cho thấy Trung Quốc vẫn còn phụ thuộc Mỹ rất lớn về một số công nghệ. Trên tạp chí Forbes, ông Jean Baptiste Su, Phó Chủ tịch công ty nghiên cứu thị trường công nghệ Atherton Research (Mỹ) cho rằng khó khăn của ZTE sau lệnh cấm vận công nghệ của Mỹ cho thấy hầu như tất cả các công ty lớn của Trung Quốc hiện đang phụ thuộc lớn vào các công nghệ của Mỹ. Các công ty lớn của Trung Quốc từ Baidu, Alibaba, Tencent, Xiaomi, Didi Chuxing cho đến Ngân hàng Trung Quốc (BOC), Ngân hàng Công thương Trung Quốc (ICBC), các công ty viễn thông China Mobile, China Telecom, tập đoàn dầu khí nhà nước Trung Quốc Petro China, hãng ô tô nhà nước SAIC... đều dựa vào công nghệ, linh kiện, phần mềm hoặc tài sản sở hữu trí tuệ của các công ty nước ngoài như Apple, Google, Intel, Qualcomm, Cisco, Micron, Microsoft... Tác giả cho rằng một lệnh cấm bán công nghệ Mỹ cho các công ty Trung Quốc có thể làm suy sụp nền kinh tế Trung Quốc
Theo một bài phân tích của Bloomberg, bên cạnh một số lĩnh vực không sánh được với Mỹ thì Trung Quốc cũng có những thế mạnh riêng để phát triển trong tương lai, như quy mô dân số, số người dùng internet, việc Huawei là hãng mạnh nhất về phát triển của công nghệ 5G mà các nhà mạng toàn cầu mới bắt đầu triển khai. Năm 2016, Trung Quốc có 4,7 triệu sinh viên tốt nghiệp các ngành khoa học, công nghệ, kỹ thuật và toán học gần đây, trong khi Mỹ chỉ có 568.000 (dân số Trung Quốc gấp 4,2 lần dân số Mỹ, tính theo tỷ lệ dân số thì chỉ số này của Trung Quốc cao hơn 2 lần so với Mỹ). Chuỗi lắp ráp, sản xuất tại Trung Quốc nhìn chung vẫn nhỉnh hơn Mỹ về mặt tổng sản lượng trong nhiều ngành công nghiệp và luôn có chi phí thấp hơn Mỹ. Chiến tranh lạnh về công nghệ ngày càng tăng tiến giữa Trung Quốc và Mỹ sẽ rất khó tìm bên chiến thắng rõ ràng.

### Tự chủ công nghệ

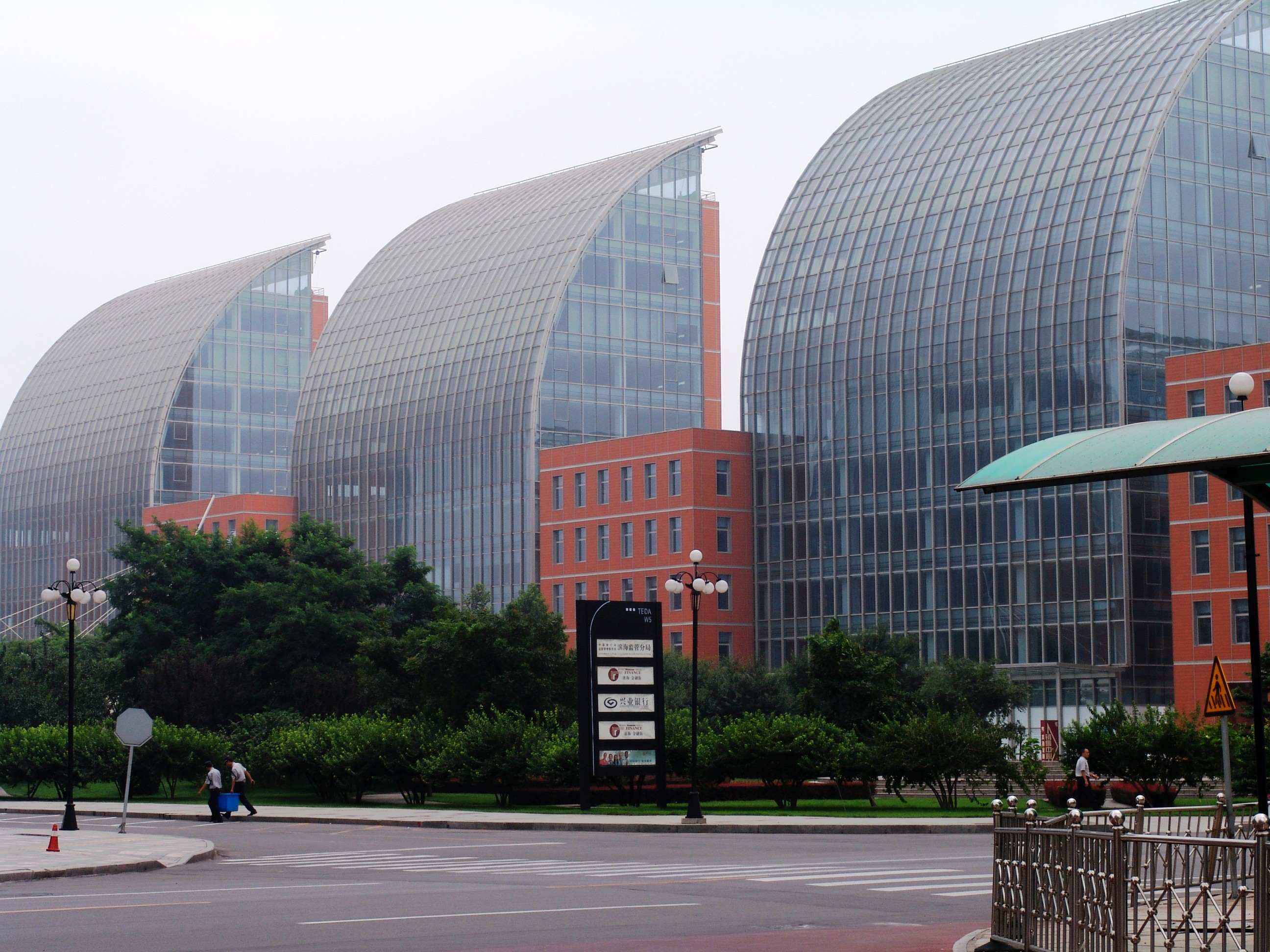
Học viện phát triển kinh tế-công nghệ Thiên Tân

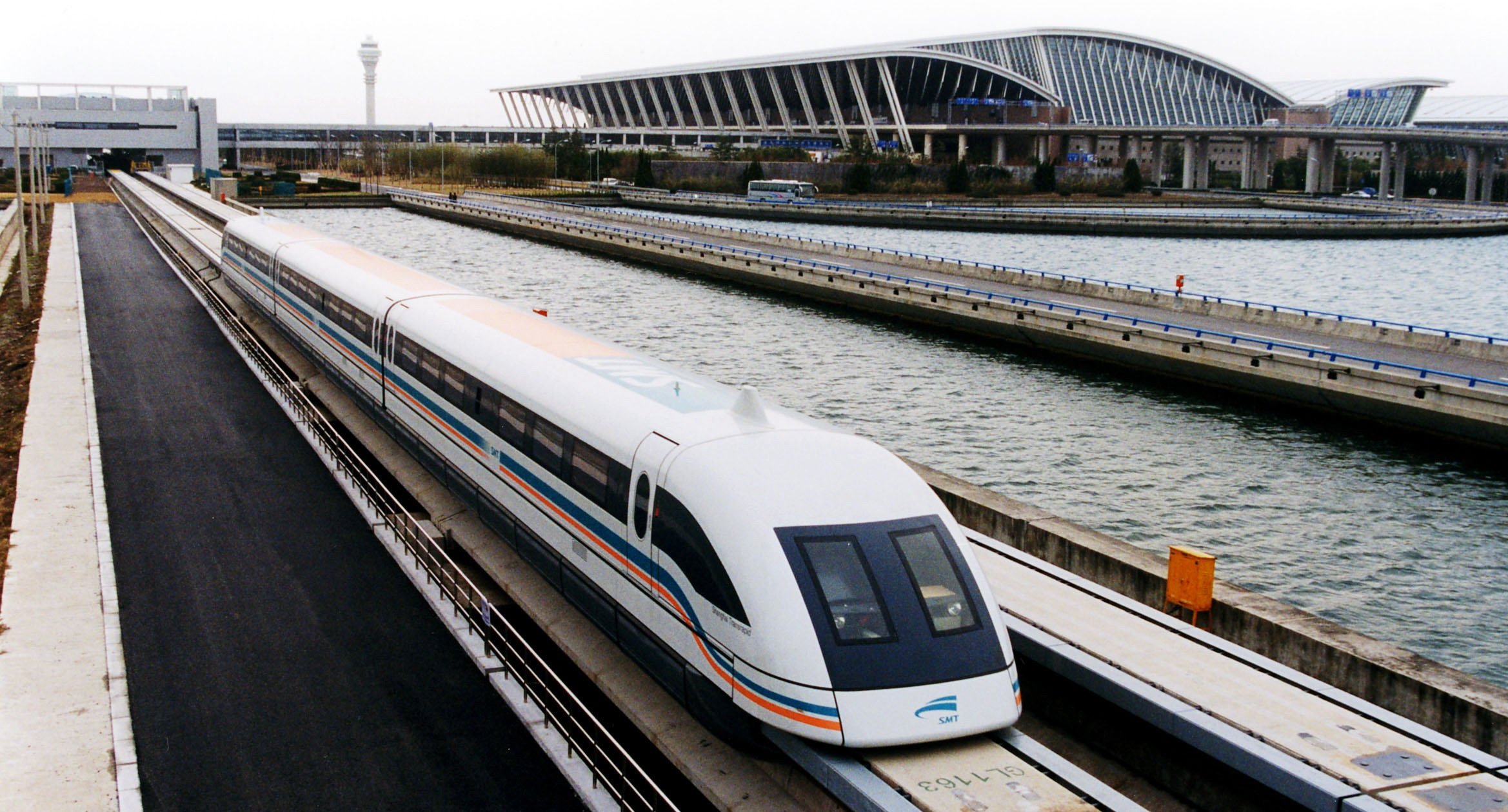
Tàu cao tốc chạy trên Đường ray Maglev tại Thượng Hải do Trung Quốc tự chế tạo năm 2004, đây là loại tàu đầu tiên trên thế giới dùng nguyên lý Maglev và có thể đạt vận tốc 431 km/h.

Trung Quốc cũng ý thức rõ rằng việc sao chép công nghệ không phải là hướng đi lâu dài và từ lâu họ đã đề ra những chính sách mới về công nghệ. Từ năm 2000, Trung Quốc đã chuyển từ phát triển chiều rộng sang chiều sâu, chú trọng việc nghiên cứu tạo ra các thành tựu khoa học kỹ thuật mới thay vì sao chép của nước ngoài, nhằm biến Trung Quốc từ một "công xưởng của thế giới" thành một "nhà máy của tri thức". Trung Quốc đã đầu tư lượng lớn tiền cho sản phẩm công nghệ cao như ô tô điện, sản phẩm bán dẫn, công nghệ smartphone... Điều này đã được ghi rõ trong kế hoạch "Made in China 2025" của Trung Quốc. Các chuyên gia cho rằng khi bị Mỹ gây sức ép, Trung Quốc có thể sẽ tập hợp các hãng nội địa vào một cơ chế hợp tác ở cấp độ cao hơn và phát triển công nghệ mới để đẩy nhanh tiến bộ công nghệ của họ.
Kế hoạch "Made in China 2025" của Trung Quốc về bản chất là chiến lược nhằm thay thế công nghệ phương Tây bằng công nghệ cao do chính Trung Quốc chế tạo, làm tốt công tác chuẩn bị cho doanh nghiệp Trung Quốc tiến vào thị trường quốc tế. Trong "Made in China 2025", từ ngữ xuyên suốt là "tự chủ sáng tạo" và "tự mình bảo đảm", đặc biệt là mục tiêu chi tiết của "tự mình bảo đảm": dự tính tới trước năm 2025 nâng thị phần trong nước lên 70% với các hãng cung cấp nguyên liệu cơ bản, linh kiện then chốt, 40% với chíp điện thoại di động, 70% robot công nghiệp, 80% thiết bị sử dụng năng lượng tái sinh là do Trung Quốc tự sản xuất. Trước đây, Trung Quốc sao chép công nghệ phương Tây để phát triển năng lực nội tại, khi đã đạt được mục tiêu đó thì họ sẽ chấm dứt việc phụ thuộc vào công nghệ nước ngoài. Kế hoạch của Trung Quốc cho tới năm 2025 là sẽ từng bước sử dụng công nghệ trong nước thay thế cho công nghệ nước ngoài. Sau đó, Trung Quốc sẽ tiến tới việc phổ biến công nghệ của họ ra toàn thế giới, tranh giành thị phần với châu Âu và Mỹ.
Cuối tháng 11/2018, CNN Business đã có phóng sự về việc các thành phố lớn như Thâm Quyến đã chuyển mình từ bắt chước (imitation) sang sáng tạo (innovation), và rằng việc xem Trung Quốc là công xưởng chỉ biết gia công, sao chép các sản phẩm do nước ngoài thiết kế giờ đã là "quan niệm lạc hậu và sai lầm". Christian Grewell, giáo sư kinh doanh Đại học New York Thượng Hải, nhận định: "Có rất nhiều phát minh, sáng tạo đang diễn ra với quy mô lớn và tốc độ rất nhanh ở Trung Quốc mà chúng ta không hề hay biết". Trung Quốc muốn thành quốc gia đi đầu về trí tuệ nhân tạo vào năm 2030, và hiện đã dẫn đầu về số lượng bài nghiên cứu và lượt trích dẫn trong lĩnh vực này. Việc Chính phủ Mỹ cản trở các công ty Trung Quốc tiếp cận công nghệ Mỹ khiến các công ty này chuyển hướng sang tự nghiên cứu, thiết kế và sản xuất sản phẩm không cần đến công nghệ Mỹ.

## Cơ sở hạ tầng
Sau giai đoạn bùng nổ cơ sở hạ tầng kéo dài nhiều thập kỷ , Trung Quốc đã xây dựng nên rất nhiều dự án cơ sở hạ tầng hàng đầu thế giới: Trung Quốc hiện sở hữu mạng lưới tàu cao tốc lớn nhất thế giới , có số lượng tòa nhà chọc trời nhiều nhất trên thế giới , có nhà máy điện lớn nhất thế giới (đập Tam Hiệp) , cùng với một hệ thống định vị vệ tinh toàn cầu riêng với số lượng vệ tinh lớn nhất trên thế giới . Trung Quốc đã khởi xướng Sáng kiến Vành đai và Con đường, một sáng kiến xây dựng cơ sở hạ tầng toàn cầu lớn với số tiền tài trợ từ 50–100 tỷ USD mỗi năm . Sáng kiến Vành đai và Con đường có thể là một trong những kế hoạch phát triển cơ sở hạ tầng lớn nhất trong lịch sử hiện đại .

### Viễn thông
Trung Quốc hiện có số lượng điện thoại di động hoạt động nhiều nhất thế giới, với trên 1,5 tỷ người sử dụng tính đến tháng 5 năm 2018 . Quốc gia này cũng đứng đầu thế giới về số người sử dụng Internet và băng thông rộng, với trên 800 triệu người sử dụng Internet tính đến năm 2018 - tương đương với khoảng 60% dân số cả nước, phần lớn là qua các thiết bị di động . Đến năm 2018, Trung Quốc có hơn 1 tỷ người dùng 4G, chiếm 40% tổng số thế giới . Trung Quốc đang đạt được những bước tiến nhanh chóng trong việc phát triển công nghệ 5G. Cuối năm 2018, Trung Quốc đã bắt đầu thử nghiệm 5G thương mại với quy mô lớn .
Một báo cáo vào năm 2013 biểu thị rằng tốc độ đường truyền Internet trung bình toàn quốc là 3,14 MB/s.. China Mobile, China Unicom và China Telecom, là ba nhà cung cấp dịch vụ di động và internet lớn nhất ở Trung Quốc. Riêng China Telecom đã phục vụ hơn 145 triệu thuê bao băng thông rộng và 300 triệu người dùng di động; China Unicom có khoảng 300 triệu người đăng ký; và China Mobile, công ty lớn nhất, có 925 triệu người dùng tính đến năm 2018 . Một số công ty viễn thông của Trung Quốc, đáng chú ý nhất là Huawei và ZTE, bị cáo buộc làm gián điệp cho quân đội Trung Quốc.
Trung Quốc đã phát triển hệ thống định vị vệ tinh riêng được đặt tên là Bắc Đẩu. Hệ thống này bắt đầu cung cấp dịch vụ định vị thương mại trên khắp châu Á vào năm 2012  cũng như các dịch vụ định vị trên toàn cầu từ cuối năm 2018.

### Giao thông vận tải
Kể từ cuối thập niên 1990, mạng lưới đường bộ quốc gia của Trung Quốc được mở rộng đáng kể thông qua thiết lập một mạng lưới quốc đạo và công lộ cao tốc. Năm 2011, các quốc đạo của Trung Quốc đạt tổng chiều dài 85.000 km (53.000 mi), trở thành hệ thống công lộ dài nhất trên thế giới. Vào năm 2018, đường cao tốc của Trung Quốc đã đạt tổng chiều dài là 142.500 km (88.500 mi), trở thành hệ thống đường cao tốc dài nhất thế giới . Trung Quốc sở hữu thị trường lớn nhất thế giới đối với ô tô, vượt qua Hoa Kỳ về cả bán và sản xuất ô tô. Số xe bán được trong năm 2009 vượt quá 13,6 triệu và dự đoán đạt 40 triệu vào năm 2020. Trong các khu vực đô thị, xe đạp vẫn là một phương tiện giao thông phổ biến, tính đến năm 2012, có khoảng 470 triệu xe đạp tại Trung Quốc.
Hệ thống đường sắt Trung Quốc thuộc sở hữu nhà nước, nằm trong số các hệ thống nhộn nhịp nhất trên thế giới. Năm 2013, đường sắt Trung Quốc vận chuyển khoảng 2,106 tỷ lượt hành khách, khoảng 3,967 tỷ tấn hàng hóa. Hệ thống đường sắt cao tốc Trung Quốc bắt đầu được xây dựng từ đầu thập niên 2000, xếp hàng đầu thế giới về chiều dài với 11.028 kilômét (6.852 dặm) đường ray vào năm 2013. Tính đến năm 2017, đất nước có 127.000 km (78.914 dặm) đường sắt, xếp thứ hai trên thế giới . Đường sắt đáp ứng nhu cầu đi lại khổng lồ của người dân, đặc biệt là trong kỳ nghỉ Tết Nguyên đán, thời điểm cuộc di cư hàng năm lớn nhất thế giới của loài người diễn ra 
.
Đến cuối năm 2019, mạng lưới đường sắt cao tốc ở Trung Quốc đã có tổng chiều dài hơn 35.000 km (21.748 dặm), trở thành mạng lưới đường sắt cao tốc dài nhất thế giới . Các chuyến tàu trên tuyến Bắc Kinh – Thượng Hải, Bắc Kinh – Thiên Tân và Thành Đô – Trùng Khánh đạt vận tốc lên tới 350 km /h (217 dặm / giờ). Tuyến đường sắt cao tốc Bắc Kinh – Quảng Châu – Thâm Quyến là tuyến đường sắt dài nhất thế giới và tuyến đường sắt cao tốc Bắc Kinh - Thượng Hải có ba cây cầu đường sắt dài nhất thế giới. Tàu đệm từ Thượng Hải, đạt vận tốc 431 km / h (268 mph), là dịch vụ tàu thương mại nhanh nhất thế giới.
Tính đến tháng 1 năm 2021, 44 thành phố của Trung Quốc có hệ thống giao thông công cộng đô thị đang hoạt động  và 39 thành phố khác đã được phê duyệt xây dựng hệ thống tàu điện ngầm. Tính đến năm 2020, Trung Quốc sở hữu năm hệ thống tàu điện ngầm dài nhất thế giới ở các thành phố Thượng Hải, Bắc Kinh, Quảng Châu, Thành Đô và Thâm Quyến.
Tính đến năm 2017, Trung Quốc có 220 cảng hàng không thương mại, và trên hai phần ba số cảng hàng không được xây dựng trên toàn cầu trong năm 2013 là tại Trung Quốc, và Boeing cho rằng phi đội thương mại hoạt động tại Trung Quốc sẽ tăng từ 1.910 trong năm 2011 lên 5.980 vào năm 2031. Khoảng 80% không phận của Trung Quốc vẫn bị hạn chế cho sử dụng quân sự, và các hãng hàng không Trung Quốc chiếm tám trong số mười hãng hàng không châu Á tệ nhất về phương diện trì hoãn. Trong năm 2013, Sân bay quốc tế Thủ đô Bắc Kinh xếp hạng nhì thế giới về vận chuyển hành khách.
Trung Quốc có trên 2.000 cảng sông và cảng biển, khoảng 130 trong số đó mở cửa cho thuyền ngoại quốc. Năm 2012, các cảng Thượng Hải, Hồng Kông, Thâm Quyến, Ninh Ba-Chu Sơn, Quảng Châu, Thanh Đảo, Thiên Tân, Đại Liên xếp hàng đầu thế giới về vận chuyển số lượng container và trọng tải hàng hóa.

## Nhân khẩu

### Dân số

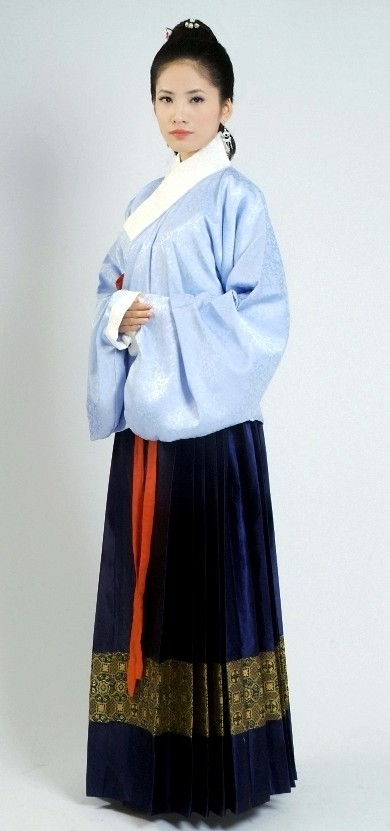
Một cô gái mặc Hán phục nữ cổ

Theo kết quả điều tra nhân khẩu toàn quốc năm 2010, dân số nước Cộng hòa Nhân dân Trung Hoa là 1.370.536.875. Khoảng 16,60% dân số từ 14 tuổi trở xuống, 70,14% từ 15 đến 59 tuổi, và 13,26% từ 60 tuổi trở lên. Do dân số đông và tài nguyên thiên nhiên suy giảm, chính phủ Trung Quốc rất quan tâm đến tốc độ tăng trưởng dân số, và từ năm 1978 họ đã nỗ lực tiến hành với kết quả khác nhau, nhằm thi hành một chính sách kế hoạch hóa gia đình nghiêm ngặt được gọi là "chính sách một con." Trước năm 2013, chính sách này tìm cách hạn chế mỗi gia đình có một con, ngoại trừ các dân tộc thiểu số và linh hoạt nhất định tại các khu vực nông thôn. Một nới lỏng lớn về chính sách được han hành vào tháng 12 năm 2013, cho phép các gia đình có hai con nếu một trong song thân là con một. Dữ liệu từ điều tra nhân khẩu năm 2010 cho thấy rằng tổng tỷ suất sinh là khoảng 1,4. Chính sách một con cùng với truyền thống trọng nam có thể góp phần vào mất cân bằng về tỷ suất giới tính khi sinh. Theo điều tra nhân khẩu năm 2010, tỷ suất giới tính khi sinh là 118,06 nam/100 nữ, cao hơn mức thông thường là khoảng 105 nam/100 nữ. Kết quả điều tra nhân khẩu vào năm 2013 cho thấy nam giới chiếm 51,27% tổng dân số. trong khi con số này vào năm 1953 là 51,82%.

### Sắc tộc
Trung Quốc chính thức công nhận 56 dân tộc riêng biệt, dân tộc đông dân nhất là người Hán, chiếm khoảng 91,51% tổng dân số. Người Hán là dân tộc đơn lẻ lớn nhất trên thế giới,, chiếm thiểu số tại Tây Tạng và Tân Cương và đông hơn các dân tộc khác tại các đơn vị hành chính cấp tỉnh còn lại. Các dân tộc thiểu số chiếm khoảng 8,49% tổng dân số Trung Quốc theo kết quả điều tra nhân khẩu năm 2010. So với điều tra nhân khẩu năm 2000, dân số người Hán tăng 66.537.177, hay 5,74%, trong khi tổng dân số của 55 dân tộc thiểu số tăng 7.362.627, hay 6,92%. Điều tra nhân khẩu năm 2010 cho thấy có 593.832 công dân ngoại quốc cư trú tại Trung Quốc, các nhóm lớn nhất đến từ Bắc Triều Tiên (120.750), Hoa Kỳ (71.493) và Nhật Bản (66.159).

### Ngôn ngữ
Trung Quốc có 292 ngôn ngữ đang tồn tại. Các ngôn ngữ phổ biến nhất thuộc nhánh Hán của ngữ hệ Hán-Tạng, gồm có Quan thoại (bản ngữ của 70% dân số), và các ngôn ngữ Hán khác: Ngô, Việt (hay Quảng Đông), Mân, Tương, Cám, và Khách Gia. Các ngôn ngữ thuộc nhánh Tạng-Miến như Tạng, Khương, Lô Lô được nói trên khắp cao nguyên Thanh Tạng và Vân Quý. Các ngôn ngữ thiểu số khác tại tây nam Trung Quốc gồm các ngôn ngữ thuộc ngữ hệ Tai-Kadai như tiếng Tráng, H'Mông-Miền và Nam Á. Tại khu vực đông bắc và tây bắc của Trung Quốc, các dân tộc thiểu số nói các ngôn ngữ thuộc ngữ hệ Altai như tiếng Mông Cổ và ngữ hệ Turk như tiếng Duy Ngô Nhĩ. Tiếng Triều Tiên là bản ngữ tại một số khu vực sát biên giới với Bắc Triều Tiên, và tiếng Sarikoli của người Tajik ở miền tây Tân Cương là một ngữ hệ Ấn-Âu.
Tiếng phổ thông là một dạng của Quan thoại dựa trên phương ngôn Bắc Kinh, là quốc ngữ chính thức của Trung Quốc và được sử dụng làm một ngôn ngữ thông dụng trong nước giữa những cá nhân có bối cảnh ngôn ngữ khác biệt. Chữ Hán được sử dụng làm văn tự cho các ngôn ngữ Hán từ hàng nghìn năm, tạo điều kiện cho người nói các ngôn ngữ và phương ngôn Hán không hiểu lẫn nhau có thể giao tiếp thông qua văn tự. Năm 1956, Chính phủ Trung Quốc đưa ra chữ giản thể, thay thế cho chữ phồn thể. Chữ Hán được Latin hóa bằng hệ thống bính âm. Tiếng Tạng sử dụng chữ viết dựa trên mẫu tự Ấn Độ, các dân tộc Hồi giáo tại Trung Quốc thường sử dụng mẫu tự Ba Tư-Ả Rập, còn tiếng Mông Cổ tại Trung Quốc và tiếng Mãn sử dụng chữ viết bắt nguồn từ mẫu tự Duy Ngô Nhĩ cổ.

### Tôn giáo
Trong hàng thiên niên kỷ, văn minh Trung Hoa chịu ảnh hưởng từ nhiều phong trào tôn giáo khác nhau, Tam giáo Trung Hoa bao gồm Nho giáo, Phật giáo và Đạo giáo trên phương diện lịch sử có tác động quan trọng trong việc định hình văn hóa Trung Hoa. Các yếu tố của Tam giáo thường được kết hợp vào các truyền thống tôn giáo quần chúng hoặc dân gian. Hiến pháp Trung Quốc đảm bảo quyền tự do tôn giáo, song các tổ chức tôn giáo không được chính thức chấp thuận có thể phải chịu bách hại ở quy mô quốc gia. Ước tính về nhân khẩu tôn giáo tại Trung Quốc có sự khác biệt. Một nghiên cứu năm 2007 cho thấy 31,4% người Trung Quốc trên 16 tuổi là tín đồ tôn giáo, một nghiên cứu vào năm 2006 thì cho thấy 46% dân số Trung Quốc là tín đồ tôn giáo. Một nghiên cứu vào năm 2007 cho thấy các cá nhân tự xác định là tín đồ Phật giáo chiếm 11–16% dân số trưởng thành tại Trung Quốc, trong khi tín đồ Cơ Đốc giáo chiếm khoảng 3–4%, và tín đồ Hồi giáo chiếm khoảng 1%.

### Quần cư
Trung Quốc trải qua đô thị hóa đáng kể trong các thập niên vừa qua. Tỷ lệ dân số trong các khu vực đô thị tăng từ 20% vào năm 1990 lên 46% vào năm 2007 và 60% vào năm 2019. và dân số đô thị của Trung Quốc được dự tính đạt một tỷ vào năm 2030. Năm 2012, có trên 262 triệu công nhân di cư tại Trung Quốc. Trung Quốc có trên 160 thành phố có dân số [đô thị] trên một triệu, trong đó có bảy siêu đô thị (dân số hành chính trên 10 triệu) là Trùng Khánh, Thượng Hải, Bắc Kinh, Quảng Châu, Thiên Tân, Thâm Quyến, và Vũ Hán. Đến năm 2025, ước tính Trung Quốc sẽ có 221 thành phố có trên một triệu dân cư đô thị.

### Giáo dục
Kể từ năm 1986, giáo dục bắt buộc tại Trung Quốc bao gồm tiểu học và trung học cơ sở, tổng cộng kéo dài trong chín năm. Năm 2010, khoảng 82,5% học sinh tiếp tục học tập tại cấp trung học phổ thông kéo dài trong ba năm. Cao khảo là kỳ thi đầu vào đại học toàn quốc tại Trung Quốc, là điều kiện tiên quyết để nhập học trong hầu hết các cơ sở giáo dục bậc đại học. Năm 2010, 27% học sinh tốt nghiệp trung học tiếp tục theo học giáo dục đại học. Con số này đã tăng lên đáng kể trong nhiều năm qua, đạt 50% vào năm 2018 
Trong tháng 2 năm 2006, chính phủ cam kết cung cấp giáo dục chín năm hoàn toàn miễn phí, bao gồm sách giáo khoa và các loại phí. Đầu tư cho giáo dục hàng năm nâng từ dưới 50 tỷ USD trong năm 2003 lên trên 250 tỷ USD trong năm 2011. Tuy nhiên, vẫn còn bất bình đẳng trong chi tiêu giáo dục; như trong năm 2010, chi tiêu giáo dục trung bình cho một học sinh trung học cơ sở tại Bắc Kinh là 20.023 NDT, trong khi tại Quý Châu là 3.204 NDT.
Tính đến  năm 2018, 96% dân số trên 15 tuổi biết đọc biết viết, so với 20% vào năm 1950. Năm 2009, học sinh Trung Quốc đến từ Thượng Hải đã đạt được kết quả tốt nhất thế giới về toán học, khoa học và đọc viết, theo một bài kiểm tra của Chương trình Đánh giá Học sinh Quốc tế (PISA), một cuộc đánh giá trên toàn thế giới về thành tích học tập của học sinh 15 tuổi . Mặc dù đạt kết quả cao, giáo dục Trung Quốc cũng vấp phải sự chỉ trích từ cả trong nước và quốc tế vì quá chú trọng vào học thuộc lòng và sự chênh lệch quá lớn về chất lượng giáo dục giữa nông thôn với thành thị .
Tính đến năm 2020, Trung Quốc có số lượng trường đại học top đầu nhiều thứ hai thế giới sau Hoa Kỳ . Hiện tại, Trung Quốc chỉ xếp sau Hoa Kỳ về số đại diện nằm trong danh sách 200 trường đại học hàng đầu theo ARWU . Trung Quốc là nơi có hai trường đại học tốt nhất khu vực Châu Á - Châu Đại Dương và các nước mới nổi (Đại học Thanh Hoa và Đại học Bắc Kinh) theo Xếp hạng Đại học Thế giới của Times Higher Education 

### Y tế
Bộ Y tế cùng sở y tế cấp tỉnh giám sát nhu cầu y tế của dân cư Trung Quốc. Đặc điểm của chính sách y tế Trung Quốc kể từ đầu thập niên 1950 là tập trung vào y học công cộng và y học dự phòng. Đương thời, Đảng Cộng sản bắt đầu Chiến dịch y tế ái quốc nhằm cải thiện vệ sinh môi trường và vệ sinh cá nhân, cũng như điều trị và ngăn ngừa một số bệnh. Các bệnh hoành hành tại Trung Quốc khi trước như tả, thương hàn và tinh hồng nhiệt gần như bị tiệt trừ trong chiến dịch này.
Sau khi Đặng Tiểu Bình bắt đầu thi hành cải cách kinh tế vào năm 1978, tình hình y tế của quần chúng Trung Quốc được cải thiện nhanh chóng do dinh dưỡng tốt hơn, song nhiều dịch vụ y tế công cộng miễn phí tại khu vực nông thôn biến mất cùng với các công xã nhân dân. Chăm sóc y tế tại Trung Quốc bị tư nhân hóa phần lớn, tuy có sự gia tăng đáng kể về chất lượng nhưng cũng kéo theo chi phí y tế tăng vọt, khiến người thu nhập thấp không có đủ tiền chữa bệnh. Năm 2009, chính phủ bắt đầu một sáng kiến cung cấp chăm sóc y tế quy mô lớn kéo dài trong 3 năm trị giá 124 tỷ USD. Đến năm 2011, chiến dịch đạt kết quả 95% dân số Trung Quốc có bảo hiểm y tế cơ bản. Năm 2011, Trung Quốc được ước tính là nước cung cấp dược phẩm lớn thứ ba thế giới, song dân cư Trung Quốc phải chịu tổn hại từ việc phát triển và phân phối các dược phẩm giả.
Tuổi thọ dự tính khi sinh tại Trung Quốc là 75 năm, và tỷ suất tử vong trẻ sơ sinh là 11‰ vào năm 2013. Cả hai chỉ số đều được cải thiện đáng kể so với thập niên 1950. Tỷ lệ còi cọc bắt nguồn từ thiếu dinh dưỡng giảm từ 33,1% vào năm 1990 xuống 9,9% vào năm 2010. Mặc dù có các cải thiện đáng kể về y tế và kiến thiết cơ sở y tế tiến bộ, song Trung Quốc có một số vấn đề y tế công cộng mới nổi, như các bệnh về đường hô hấp do ô nhiễm không khí trên quy mô rộng, hàng trăm triệu người hút thuốc lá, và sự gia tăng béo phì trong các dân cư trẻ tại đô thị. Dân số lớn và các thành phố đông đúc dẫn đến bùng phát các dịch bệnh nghiêm trọng trong thời gian gần đây, như bùng phát SARS vào năm 2003 và dịch COVID-19 vào năm 2020. Năm 2010, ô nhiễm không khí khiến cho 1,2 triệu người chết sớm tại Trung Quốc.

## Văn hóa
Từ thời cổ đại, văn hóa Trung Quốc đã chịu ảnh hưởng mạnh từ Nho giáo và các triết lý cổ điển. Trong hầu hết các triều đại, có thể đạt được cơ hội thăng tiến xã hội thông qua việc giành thành tích cao trong các kỳ khoa cử vốn bắt đầu từ thời Hán. Chú trọng văn chương trong các kỳ khoa cử tác động đến nhận thức chung về tinh thế văn hóa tại Trung Quốc, như niềm tin rằng thư pháp, thi họa là các loại hình nghệ thuật đứng trên nhạc kịch. Văn hóa Trung Quốc từ lâu đã tập trung vào ý thức lịch sử sâu sắc và phần lớn là hướng nội. Khảo thí và nhân tài vẫn được đánh giá rất cao tại Trung Quốc hiện nay.
Các lãnh đạo đầu tiên của nước Cộng hòa Nhân dân Trung Hoa tìm cách thay đổi một số khía cạnh truyền thống của văn hóa Trung Quốc, như quyền chiếm hữu đất tại nông thôn, phân biệt giới tính, và hệ thống Nho học trong giáo dục, trong khi duy trì những khía cạnh khác, như cấu trúc gia đình và văn hóa phục tùng quốc gia. Một số nhà quan sát nhìn nhận giai đoạn sau năm 1949 như một sự tiếp tục lịch sử triều đại Trung Hoa truyền thống, một số khác thì cho rằng sự thống trị của Đảng Cộng sản gây tổn hại cho nền tảng của văn hóa Trung Hoa, đặc biệt là qua các phương trào chính trị như Cách mạng văn hóa trong thập niên 1960, khi đó nhiều khía cạnh văn hóa truyền thống bị phá hủy do bị nhìn nhận là lạc hậu hay tàn tích của phong kiến. Nhiều khía cạnh quan trọng của đạo đức và văn hóa Trung Hoa truyền thống, như Khổng giáo, nghệ thuật, văn chương, nghệ thuật trình diễn như Kinh kịch, bị biến đổi để phù hợp với các chính sách và tuyên truyền của chính phủ đương thời. Hiện nay, việc tiếp cận với truyền thông ngoại quốc bị hạn chế cao độ; mỗi năm chỉ có 34 phim ngoại quốc được phép trình chiếu trong các rạp chiếu phim tại Trung Quốc.
Ngày nay, Chính phủ Trung Quốc chấp thuận nhiều yếu tố của văn hóa Trung Hoa truyền thống có tính nguyên tắc đối với xã hội Trung Quốc. Cùng với sự gia tăng của chủ nghĩa dân tộc Trung Hoa và kết thúc Cách mạng văn hóa, nhiều hình thức nghệ thuật, văn chương, âm nhạc, điện ảnh, trang phục, và kiến trúc về Trung Hoa truyền thống chứng kiến một sự phục hưng mạnh mẽ, Trung Quốc hiện đứng thứ ba thế giới về số du khách ngoại quốc đến tham quan, với 55,7 khách quốc tế trong năm 2010. Ước tính có 740 triệu du khách Trung Quốc lữ hành nội địa trong tháng 10 năm 2012.
Ẩm thực Trung Quốc rất đa dạng, có nền tảng là lịch sử ẩm thực kéo dài hàng thiên niên kỷ. Các quân chủ Trung Hoa cổ đại được biết là có nhiều phòng ăn trong cung, mỗi phòng lại chia thành vài gian, mỗi gian phục vụ một loại món ăn đặc trưng. Lúa gạo là cây lương thực phổ biến nhất, được trồng tại phía nam Hoài Hà; lúa mì là loại cây trồng phổ biến thứ nhì và tập trung tại đồng bằng miền bắc. Thịt lợn là loại thịt phổ biến nhất tại Trung Quốc, chiếm khoảng 75% tổng lượng tiêu thụ thịt toàn quốc. Gia vị là trọng tâm trong ẩm thực Trung Hoa.

### Văn học
Văn học Trung Quốc nở rộ kể từ triều đại nhà Chu. Văn học ở đây có thể hiểu rộng là tất cả những văn bản cổ điển của Trung Quốc trình bày một loạt các tư tưởng và bao trùm mọi lĩnh vực chứ không chỉ là những tác phẩm nghệ thuật. Một trong số những văn bản lâu đời nhất và có tầm ảnh hưởng lớn nhất bao gồm Kinh Dịch và Kinh Thư nằm trong bộ Tứ Thư và Ngũ Kinh được coi là nền tảng của Nho giáo . Thơ Trung Quốc đạt đến đỉnh cao trong thời đại nhà Đường, với những nhà thơ kiệt xuất như Lý Bạch và Đỗ Phủ .
Sử học Trung Quốc có đại diện tiêu biểu là Tư Mã Thiên với cuốn Sử ký. Tiểu thuyết là một thể loại văn học phát triển từ thời nhà Minh, nổi tiếng nhất là 4 tác phẩm được coi như Tứ đại danh tác bao gồm Tam quốc diễn nghĩa, Tây du ký, Thủy hử và Hồng lâu mộng. Một số cái tên lớn của nền văn học Trung Quốc hiện đại có thể kể đến như Lỗ Tấn, Hồ Thích, Mạc Ngôn, Cao Hành Kiện, Thẩm Tòng Văn, Trương Ái Linh....

### Triết học, tư tưởng

Chân dung Mao Trạch Đông tại Quảng trường Thiên An Môn

Thời Xuân Thu – Chiến Quốc, ở Trung Quốc đã xuất hiện rất nhiều những nhà tư tưởng đưa ra những lý thuyết để tổ chức xã hội và giải thích các vấn đề của cuộc sống. Bách Gia Chư Tử chứng kiến sự mở rộng to lớn về văn hóa và trí thức ở Trung Quốc kéo dài từ 770 đến 222 TCN, được gọi là thời đại hoàng kim của tư tưởng Trung Quốc khi nó chứng kiến sự nảy sinh của nhiều trường phái tư tưởng khác nhau như Khổng giáo, Đạo giáo, Pháp gia, Mặc gia, Âm dương gia (với các thuyết âm dương, ngũ hành, bát quái). Giữa các trào lưu này có sự tranh luận cũng như học hỏi, giao thoa với nhau. Sau này, vào thời nhà Đường, Phật giáo được du nhập từ Ấn Độ cũng trở thành một trào lưu tôn giáo và triết học tại Trung Hoa. Phật giáo phát triển tại đây pha trộn với Nho giáo và Đạo giáo tạo ra các trường phái, các tư tưởng mới khác với Phật giáo nguyên thủy. Giống với triết học Tây phương, triết học Trung Hoa có nhiều tư tưởng phức tạp và đa dạng với nhiều trường phái và đều đề cập đến mọi lĩnh vực và chuyên ngành của triết học. Triết học đạo đức, triết học chính trị, triết học xã hội, triết học giáo dục, logic và siêu hình học đều được tìm thấy trong triết học Trung Quốc với những quan điểm sâu sắc, độc đáo khác với các nền triết học khác. Triết học Trung Quốc, đặc biệt là Nho giáo, trở thành nền tảng tư tưởng của xã hội Trung Quốc. Trên nền tảng đó người Trung Quốc xây dựng các thể chế nhà nước và toàn bộ cấu trúc xã hội của họ.
Nghệ thuật quân sự trong giai đoạn Xuân Thu – Chiến Quốc cũng xuất hiện hai nhà tư tưởng lớn là Tôn Tử và Tôn Tẫn với những quyển binh pháp quân sự nổi tiếng.
Ở thời hiện đại, Chủ nghĩa Mao do Mao Trạch Đông sáng tạo nên được coi là một nhánh của chủ nghĩa cộng sản với sự kết hợp giữa chủ nghĩa Marx, chủ nghĩa Stalin được biến đổi theo những điều kiện kinh tế – xã hội của Trung Quốc. Mao Trạch Đông là người có ác cảm với nhiều truyền thống văn hóa, tư tưởng của Trung Quốc. Ông muốn hủy bỏ nền văn hóa truyền thống để mau chóng hiện đại hóa quốc gia bằng cách làm cuộc Cách mạng văn hóa phá hủy một cách có hệ thống các giá trị văn hóa vật thể và phi vật thể cổ truyền của Trung Quốc. Tuy nhiên cuộc cách mạng này đã thất bại khi nó không thể xây dựng được những giá trị văn hóa mới mà chỉ phá hủy văn hóa cũ và bị các cá nhân, phe phái trong Đảng Cộng sản Trung Quốc lợi dụng để triệt hạ nhau. Sau thời kỳ Cách mạng văn hóa, các yếu tố văn hóa truyền thống bắt đầu được khôi phục, và hiện nay được coi là một nhân tố quan trọng để thúc đẩy sự phát triển của đất nước.

### Hội họa, điêu khắc, kiến trúc

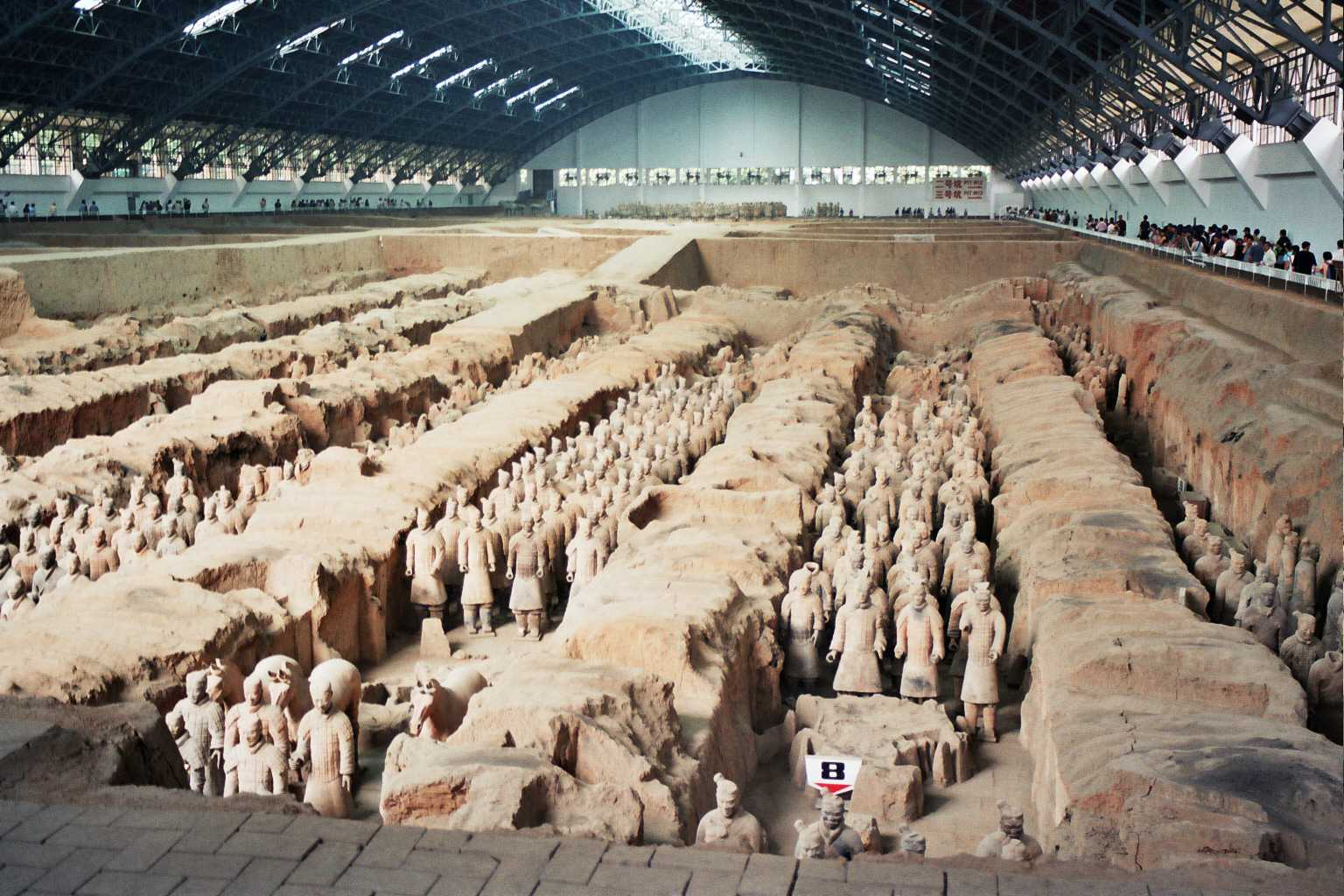
Quần thể lăng mộ Tần Thủy Hoàng.

Hội họa Trung Quốc có lịch sử 5000–6000 năm với các loại hình: bạch họa, bản họa, bích họa. Đặc biệt là nghệ thuật vẽ tranh thủy mặc, có ảnh hưởng nhiều tới các nước ở Châu Á. Cuốn Lục pháp luận của Tạ Hách đã tổng kết những kinh nghiệm hội họa từ đời Hán đến đời Tùy. Tranh phong cảnh được coi là đặc trưng của nền hội họa Trung Quốc, mà đã phát triển đỉnh cao từ thời kì Ngũ Đại đến thời Bắc Tống (907–1127). Điêu khắc Trung Quốc được phân thành các ngành riêng như: Ngọc điêu, thạch điêu, mộc điêu. Những tác phẩm nổi tiếng như cặp tượng Tần ngẫu đời Tần, tượng Lạc sơn đại Phật đời Tây Hán (pho tượng cao nhất thế giới), tượng Phật nghìn mắt nghìn tay. Không giống như phong cách kiến trúc Phương Tây, kiến trúc Trung Hoa chú trọng đến chiều rộng hơn là chiều cao của công trình. Phong thủy đóng vai trò rất quan trọng trong quá trình xây dựng.
Một số công trình kiến trúc nổi tiếng thế giới có thể kể đến như: Vạn Lý Trường Thành (dài 6700 km), Thành Trường An, Cố cung, Tử Cấm Thành ở Bắc Kinh, Lăng mộ Tần Thủy Hoàng...

### Truyền thông
Đài Truyền hình Trung ương Trung Quốc (CCTV) là đài truyền hình phát sóng chủ yếu tại Trung Quốc đại lục. Tin tức của Đài được biên tập bởi Ban Tuyên giáo Trung ương của Đảng Cộng sản Trung Quốc. Số lượng các tờ báo ở Trung Quốc đại lục kể từ 1968 đã tăng từ 42 cho đến hơn 2.200 ngày nay. Theo một ước tính chính thức, hiện có hơn 7.000 báo và tạp chí trong nước . Một số tờ báo lớn do Nhà nước kiểm soát là: Nhân dân Nhật báo, Bắc Kinh Nhật báo, và Hoàn Cầu Thời Báo.Cơ quan thông tấn chính ở Trung Quốc là Tân Hoa Xã.
Internet ở Trung Quốc bị kiểm duyệt chặt chẽ với công cụ "Phòng hỏa trường thành" hay "Tường lửa vĩ đại". Facebook bị chặn ở Trung Quốc từ năm 2009 và Google đã bị chặn một năm sau đó.

### Du lịch
Trung Quốc đã đón 55,7 triệu lượt khách du lịch quốc tế vào năm 2010, vào năm 2012 Trung Quốc là quốc gia có lượt khách đến thăm nhiều thứ ba trên thế giới . Trung Quốc là nước có số lượng Di sản Thế giới được UNESCO công nhận nhiều nhất (55), và là một trong những điểm đến du lịch phổ biến nhất trên thế giới (đứng đầu khu vực châu Á-Thái Bình Dương). Theo dự báo của Euromonitor International, Trung Quốc sẽ trở thành điểm đến phổ biến nhất thế giới đối với khách du lịch vào năm 2030..

### Âm nhạc
Âm nhạc Trung Quốc bao gồm một loạt các thể loại âm nhạc từ âm nhạc truyền thống đến âm nhạc hiện đại. Âm nhạc Trung Quốc có nguồn gốc từ trước thời tiền đế quốc. Các nhạc cụ truyền thống của Trung Quốc theo truyền thống được nhóm thành tám loại được gọi là bát âm (八音). Kinh kịch truyền thống Trung Quốc là một hình thức âm nhạc sân khấu ở Trung Quốc có nguồn gốc hàng ngàn năm và chia thành nhiều phong cách khác nhau theo khu vực như kinh kịch Bắc Kinh và kinh kịch Quảng Đông. Nhạc pop Trung Quốc (C-Pop), rap Trung Quốc, hip hop Trung Quốc và hip hop Hồng Kông đã trở nên phổ biến trong thời hiện đại

### Điện ảnh
Điện ảnh lần đầu tiên được giới thiệu đến Trung Quốc vào năm 1896 và bộ phim Trung Quốc đầu tiên, Đình Quân Sơn, được phát hành vào năm 1905 . Trung Quốc có số lượng rạp chiếu phim lớn nhất thế giới kể từ năm 2016 . Trung Quốc trở thành thị trường điện ảnh có doanh thu lớn nhất trong thế giới vào năm 2020 . 4 bộ phim có doanh thu cao nhất ở Trung Quốc hiện tại là Chiến Lang 2 (2017), Na Tra (2019), Lưu lạc Địa cầu (2019), Đại chiến hồ Trường Tân (2021).

### Trang phục
Hán phục là trang phục truyền thống của người Hán ở Trung Quốc. Sườn xám là một trang phục truyền thống phổ biến dành cho nữ giới. Phong trào phục hưng Hán phục đã trở nên phổ biến trong thời gian gần đây 
.

### Thể thao

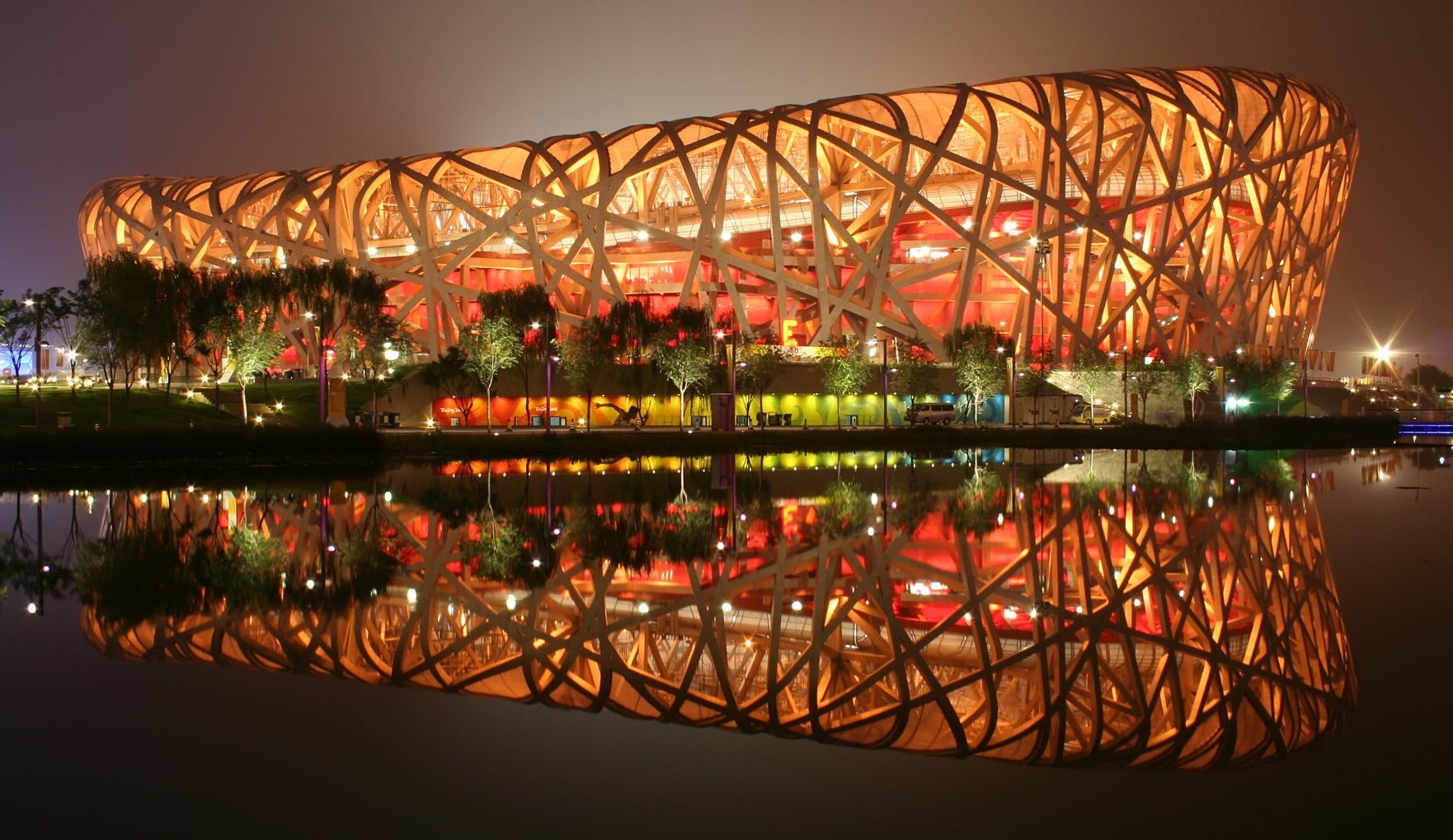
Sân vận động Tổ Chim, nơi diễn ra lễ khai mạc và bế mạc của Olympic Bắc Kinh 2008.

Trung Quốc sở hữu một trong những văn hóa thể thao lâu đời nhất trên thế giới. Có bằng chứng biểu thị rằng bắn cung (xạ tiễn) được thực hành từ thời Tây Chu. Đấu kiếm (kiếm thuật) và một dạng bóng đá (xúc cúc) cũng truy nguyên từ các triều đại ban đầu của Trung Quốc. Ngày nay, một số môn thể thao phổ biến nhất tại Trung Quốc gồm võ thuật, bóng rổ, bóng đá, bóng bàn, cầu lông, thể thao dưới nước và snooker. Các trò chơi trên bàn như cờ vây, cờ tướng, và gây đây hơn là cờ vua cũng được chơi ở cấp độ chuyên nghiệp.
Rèn luyện thể chất được chú trọng cao trong văn hóa Trung Hoa, các bài tập buổi sáng như khí công và thái cực quyền được thực hành rộng rãi, và phòng tập thể dục và câu lạc bộ sức khỏe thương mại trở nên phổ biến trên toàn quốc. Những thanh niên Trung Quốc cũng thích bóng đá và bóng rổ, đặc biệt là trong các trung tâm đô thị có không gian hạn chế. Bóng rổ hiện đang là môn thể thao phổ biến nhất Trung Quốc , quốc gia này cũng sản sinh ra nhiều cầu thủ tầm cỡ thế giới như Diêu Minh hay Dịch Kiến Liên. Đội tuyển bóng đá quốc gia Trung Quốc từng tham dự Giải vô địch bóng đá thế giới 2002. Trung Quốc giữ thế thống trị trong các môn thể thao như bóng bàn (với Mã Long là vận động viên bóng bàn số 1 thế giới), cầu lông (với những tay vợt hàng đầu như Lâm Đan hay Thầm Long), và kung fu. Ngoài ra, Trung Quốc còn là nơi có số người đi xe đạp lớn nhất, với 470 triệu xe đạp trong năm 2012. Nhiều môn thể thao truyền thống khác như đua thuyền rồng, vật kiểu Mông Cổ, và đua ngựa cũng phổ biến.
Trung Quốc tham dự Thế vận hội lần đầu tiên vào năm 1932, và với quốc hiệu hiện hành từ năm 1952. Trung Quốc đăng cai Thế vận hội Mùa hè 2008 tại Bắc Kinh, và giành được số huy chương vàng nhiều nhất trong số các quốc gia tham dự.. Trung Quốc cũng là nơi đã tổ chức Thế vận hội Mùa đông 2022.

### Cách mạng văn hóa, 1966–1976
- Clark, Paul. The Chinese Cultural Revolution: A History (2008), a favorable look at artistic production excerpt and text search
- Esherick, Joseph W.; Pickowicz, Paul G.; and Walder, Andrew G., eds. The Chinese Cultural Revolution as History. (2006). 382 pp.
- Jian, Guo; Song, Yongyi; and Zhou, Yuan. Historical Dictionary of the Chinese Cultural Revolution. (2006). 433 pp.
- Richard Curt Kraus. The Cultural Revolution: A Very Short Introduction. (New York: Oxford University Press, Very Short Introductions Series, 2012). ISBN 9780199740550.
- MacFarquhar, Roderick and Fairbank, John K., eds. The Cambridge History of China. Vol. 15: The People's Republic, Part 2: Revolutions within the Chinese Revolution, 1966–1982. Cambridge U. Press, 1992. 1108 pp.
- MacFarquhar, Roderick and Michael Schoenhals. Mao's Last Revolution. (2006).
- MacFarquhar, Roderick. The Origins of the Cultural Revolution. Vol. 3: The Coming of the Cataclysm, 1961–1966. (1998). 733 pp.
- Yan, Jiaqi and Gao, Gao. Turbulent Decade: A History of the Cultural Revolution. (1996). 736 pp.